# Hoa Kỳ
Hợp chúng quốc Hoa Kỳ (tiếng Anh: The United States of America, United States of America, USA), gọi tắt là Hoa Kỳ (tiếng Anh: United States, US hoặc U.S., n.đ. 'Hợp chúng quốc') hay Mỹ (tiếng Anh: America), là một quốc gia ở châu Mỹ, nằm tại Tây Bán cầu, lãnh thổ bao gồm 50 tiểu bang và một đặc khu liên bang (trong đó có 48 tiểu bang lục địa). Hoa Kỳ nằm ở giữa Bắc Mỹ với Thái Bình Dương ở phía tây, Đại Tây Dương ở phía đông, Canada ở phía bắc và Mexico ở phía nam. Tiểu bang Alaska nằm trong vùng tây bắc của lục địa Bắc Mỹ, giáp với Canada ở phía đông và Nga ở phía tây qua eo biển Bering. Tiểu bang Hawaii nằm giữa Thái Bình Dương. Hoa Kỳ có 14 vùng lãnh thổ trực thuộc nằm rải rác trong vùng biển Caribe cùng 326 Biệt khu thổ dân châu Mỹ.
Với 3,8 triệu dặm vuông (9,8 triệu km²) và hơn 300 triệu người, Hoa Kỳ là quốc gia lớn thứ 3 về tổng diện tích cũng như thứ 3 về quy mô dân số. Hoa Kỳ là quốc gia của người nhập cư.
Hoa Kỳ được thành lập với 13 thuộc địa của Đế quốc Anh nằm dọc theo bờ biển Đại Tây Dương. Sau khi tuyên bố trở thành các tiểu bang độc lập, 13 cựu thuộc địa đưa ra tuyên ngôn độc lập vào ngày 4 tháng 7 năm 1776 và đánh bại người Anh trong chiến tranh Cách mạng Mỹ, đây là cuộc chiến tranh thuộc địa giành độc lập thành công đầu tiên trong lịch sử. Hội nghị Liên bang quyết định sử dụng bản Hiến pháp Hoa Kỳ vào ngày 17 tháng 9 năm 1787. Việc thông qua bản hiến pháp này một năm sau đó đã biến các cựu thuộc địa thành một phần của nước cộng hòa chung duy nhất. Đạo luật nhân quyền Hoa Kỳ gồm 10 tu chính án hiến pháp được thông qua năm 1791. Sau khi giành độc lập, theo học thuyết Vận mệnh hiển nhiên, Hoa Kỳ bắt đầu công cuộc đánh đuổi người da đỏ bản địa và mở rộng lãnh thổ mạnh mẽ trên khắp Bắc Mỹ trong suốt thế kỷ 19. Nội chiến Hoa Kỳ kết thúc đã chấm dứt chế độ nô lệ cũng như sự chia rẽ tư tưởng. Đến cuối thế kỷ 19, Hoa Kỳ đã mở rộng ảnh hưởng lên toàn bộ Thái Bình Dương và trở thành nền kinh tế lớn nhất thế giới từ đó tới nay. Chiến thắng trong chiến tranh với Tây Ban Nha cùng chiến tranh thế giới thứ nhất đã xác định vị thế đại cường quốc của Hoa Kỳ. Thắng lợi trong chiến tranh thế giới thứ hai và chiến tranh Lạnh tiếp tục khẳng định và giữ vững vị thế siêu cường của quốc gia này.
Hoa Kỳ là nước phát triển, thành viên của nhiều tổ chức quốc tế như Liên Hợp Quốc, NATO, G7, G20, Câu lạc bộ Paris,... Nền kinh tế Hoa Kỳ lớn nhất thế giới theo GDP danh nghĩa, xếp thứ hai theo sức mua tương đương. Hoa Kỳ có chỉ số phát triển con người rất cao, đứng hạng nhất về tổng giá trị thương hiệu quốc gia, hạng nhì trong báo cáo cạnh tranh toàn cầu, hạng 17 về chỉ số tự do kinh tế, hạng nhất về ngân sách quốc phòng, và có số lượng tỷ phú nhiều nhất thế giới. Hoa Kỳ đi đầu trong khám phá vũ trụ, là quốc gia đầu tiên đưa con người lên Mặt trăng cũng như sở hữu vũ khí hạt nhân. Hoa Kỳ có số lượng công dân và tổ chức đoạt nhiều giải Nobel nhất trong lịch sử. Văn hóa Hoa Kỳ thông qua khoa học công nghệ, phim ảnh, âm nhạc, trò chơi điện tử,... có ảnh hưởng trên toàn cầu.
Dù vậy, Hoa Kỳ cũng phải đối mặt với những thách thức như quản lý súng đạn, nhập cư bất hợp pháp và chi phí y tế đắt đỏ.

## Tên gọi

### Tên tiếng Anh
Tên tiếng Anh đầy đủ của nước Mỹ là United States of America, xuất hiện lần đầu tiên vào năm 1776, lúc này chỉ mới có 13 bang đầu tiên. Ngày nay, Hoa Kỳ gồm 50 bang, Đặc khu Columbia trực thuộc liên bang, 326 Biệt khu thổ dân châu Mỹ và một số lãnh thổ hải ngoại. Cách viết tắt thông thường của United States of America gồm có United States, U.S. và U.S.A. Các tên thông tục cho quốc gia này bao gồm thuật từ thường sử dụng là America (Mỹ) hay là the States. Thuật từ Americas để chỉ các vùng đất Tây bán cầu được đặt vào đầu thế kỷ XVI theo tên của nhà thám hiểm kiêm chuyên gia vẽ bản đồ người Ý là Amerigo Vespucci (9 tháng 3 năm 1454 - 22 tháng 2 năm 1512). Tên đầy đủ của quốc gia này lần đầu tiên được dùng chính thức trong Tuyên ngôn Độc lập như sau "Tuyên ngôn nhất trí đồng thuận của 13 tiểu bang Hợp chúng quốc Hoa Kỳ" được "Các đại biểu của Hợp chúng quốc Hoa Kỳ" chấp thuận ngày 4 tháng 7 năm 1776. Tên hiện tại được khẳng định một lần nữa vào ngày 15 tháng 11 năm 1777 khi Đệ Nhị Quốc hội Lục địa chấp thuận Những Điều khoản Liên hiệp. Điều khoản đầu phát biểu như sau "Kiểu liên bang này sẽ là The United States of America."
Tên Columbia cũng có một thời là tên thông dụng để chỉ châu Mỹ và Hoa Kỳ. Nó được lấy ra từ tên của Christopher Columbus, người khám phá ra châu Mỹ và tên này xuất hiện trong tên District of Columbia (chính là thủ đô Washington D.C. của Hoa Kỳ). Hình tượng Columbia với đặc điểm của một người phụ nữ xuất hiện trên một số tài liệu chính thức, bao gồm một số loại tiền của Hoa Kỳ. Cách thông thường để nói đến một công dân Hoa Kỳ là dùng từ người Mỹ (American).

### Tên tiếng Việt
Trong tiếng Việt đương đại, nước Mỹ có hai cách gọi chính là Mỹ và Hoa Kỳ. Tên gọi Mỹ được sử dụng rộng rãi trong cả khẩu ngữ lẫn văn viết tiếng Việt. Trong tên tiếng Việt của một số thứ có liên quan đến Mỹ, chẳng hạn như trong tên gọi đô la Mỹ, nước Mỹ hầu như luôn được gọi là Mỹ, chứ không gọi là Hoa Kỳ. Thay thế Mỹ trong các tên gọi này bằng Hoa Kỳ sẽ tạo ra tên gọi khiến người bản ngữ tiếng Việt cảm thấy kỳ quặc. Hoa Kỳ là tên chính thức thường được sử dụng trong các văn bản hành chính hay học thuật. Phiên bản tiếng Việt website Đại sứ quán Hoa Kỳ tại Hà Nội dùng tên gọi Hoa Kỳ.

#### Hoa Kỳ
Tên gọi Hoa Kỳ trong tiếng Việt bắt nguồn từ chữ Hán "花旗", là một trong số nhiều tên gọi cổ hiện không còn được sử dụng trong tiếng Trung nữa của nước Mỹ. Tên gọi này ra đời vào năm 1784. Trong năm này, con tàu có tên gọi là Hoàng hậu Trung Quốc (tiếng Anh: Empress of China) tới Quảng Châu. Con tàu này là thương thuyền Mỹ đầu tiên đến Trung Quốc. Trong cảm nhận của người dân Quảng Châu, những hình sao "☆" nằm ở góc trái lá cờ Mỹ giống như là hình bông hoa (khái niệm ☆ gọi là ngôi sao khi đó chưa có). Họ bèn gọi cờ Mỹ là "花旗" hoa kỳ (nghĩa mặt chữ là "cờ hoa"), gọi xứ có "cờ hoa" là "花旗國" Hoa Kỳ quốc ("nước cờ hoa"). Về sau, trong tiếng Hán, "花旗" Hoa Kỳ không cần phải có từ "國" quốc ở đằng sau cũng có thể dùng để chỉ nước Mỹ. Vì Hoa Kỳ có nghĩa mặt chữ là "cờ hoa" nên đôi khi trong sách báo tiếng Việt nước Mỹ được gọi là xứ cờ hoa.
Tại Trung Quốc, Hoa Kỳ chưa bao giờ là tên gọi chính thức của nước Mỹ. Tên gọi tiếng Việt Hợp chúng quốc Hoa Kỳ nếu dịch sát nghĩa từng từ một sang Trung văn thì sẽ là "花旗合眾國" Hoa Kỳ hợp chúng quốc. Trong tiếng Hán, nước Mỹ chưa từng được gọi như vậy.
Trước đây tại miền Nam Việt Nam, có lẽ vì tập tục húy kỵ chữ "Hoa" (tên bà Hồ Thị Hoa) nên người ta cũng gọi và viết là Huê Kỳ.

#### Mỹ
Tên gọi Mỹ trong tiếng Việt được lấy từ âm tiết đầu tiên trong tên gọi Mỹ quốc. Tên gọi Mỹ quốc thì bắt nguồn từ chữ hán "美國" (Mỹ quốc). Những người sử dụng tiếng Hán đã tạo ra tên gọi tắt chỉ có hai âm tiết cho một số quốc gia bằng cách lấy âm tiết đầu tiên trong tên gọi dài hơn, có nhiều âm tiết hơn của quốc gia đó đem ghép với từ "國" quốc, nghĩa là "nước, quốc gia". Các tên gọi "法國" Pháp quốc (gọi tắt của "法蘭西" Pháp Lan Tây), "德國" Đức quốc (gọi tắt của "德意志" Đức Ý Chí), "美國" Mỹ quốc, tên gọi tắt trong tiếng Hán của Pháp, Đức, Mỹ, đều được tạo ra theo cách này. Tên tiếng Hán gọi tắt hai âm tiết có âm tiết cuối là quốc của một số quốc gia sau khi được tiếng Việt vay mượn đã dần dần bị bỏ đi âm tiết quốc ở cuối, chỉ giữ lại âm tiết đầu, Pháp quốc, Đức quốc, Mỹ quốc trở thành Pháp, Đức, Mỹ.
Bằng tiếng Trung, "A-me-ri-ca" được phiên âm thành "Yà měi lì jiā", chữ Hán viết là 亚美利加 (Á mỹ lợi gia). Nhưng do trùng với tên châu Mỹ, nên người Trung Quốc lấy tính từ sở hữu "American", bỏ chữ "A" còn lại "me-ri-can" được phiên âm thành "měi lì jiān", chữ Hán viết là 美利堅 (Mỹ lợi kiên). Do đó hiện nay, quốc hiệu đầy đủ (The United States of America) của nước Mỹ được dịch sang tiếng Trung Quốc là "Mỹ Lợi Kiên hợp chúng quốc" (美利堅合眾國 - Měi lì jiān hé zhòng guó), gọi tắt là "Mỹ quốc" (美國 - Měi guó). Trong bản tiếng Trung của "Điều ước Vọng Hạ", một hiệp ước bất bình đẳng được Mỹ và Trung Quốc ký kết năm 1844, nước Mỹ được gọi là "Á Mỹ Lý Giá châu đại hợp chúng quốc" (亞美理駕洲大合眾國). "Hợp chúng quốc" (合眾國) mang ý là quốc gia do nhiều tiểu bang liên hợp lại mà thành (The United States), "chúng" (眾) trong "quần chúng, chúng tôi" ở đây có nghĩa là "nhiều", nhưng người Việt hay bị nhầm thanh điệu sang chữ "chủng" (種) trong "chủng tộc", nên nhiều khi bị gọi nhầm thành "hợp chủng quốc" vì nhiều người cho nó mang nghĩa là quốc gia do nhiều chủng tộc hợp thành. Tuy nhiên cách gọi này không chính xác, bản thân quốc hiệu Hoa Kỳ là "The United States of America" cũng không có từ nào đề cập đến chủng tộc như từ "race".

#### Tên gọi cổ
Sử nhà Nguyễn, Đại Nam thực lục chính biên vào thế kỷ XIX còn phiên âm tên nước này là "Mỹ Lợi Kiên", "Ma Ly Căn" và "Nhã Di Lý" (thông qua tiếng Pháp: États-Unis).

## Lịch sử

### Thổ dân châu Mỹ và người di cư từ châu Âu

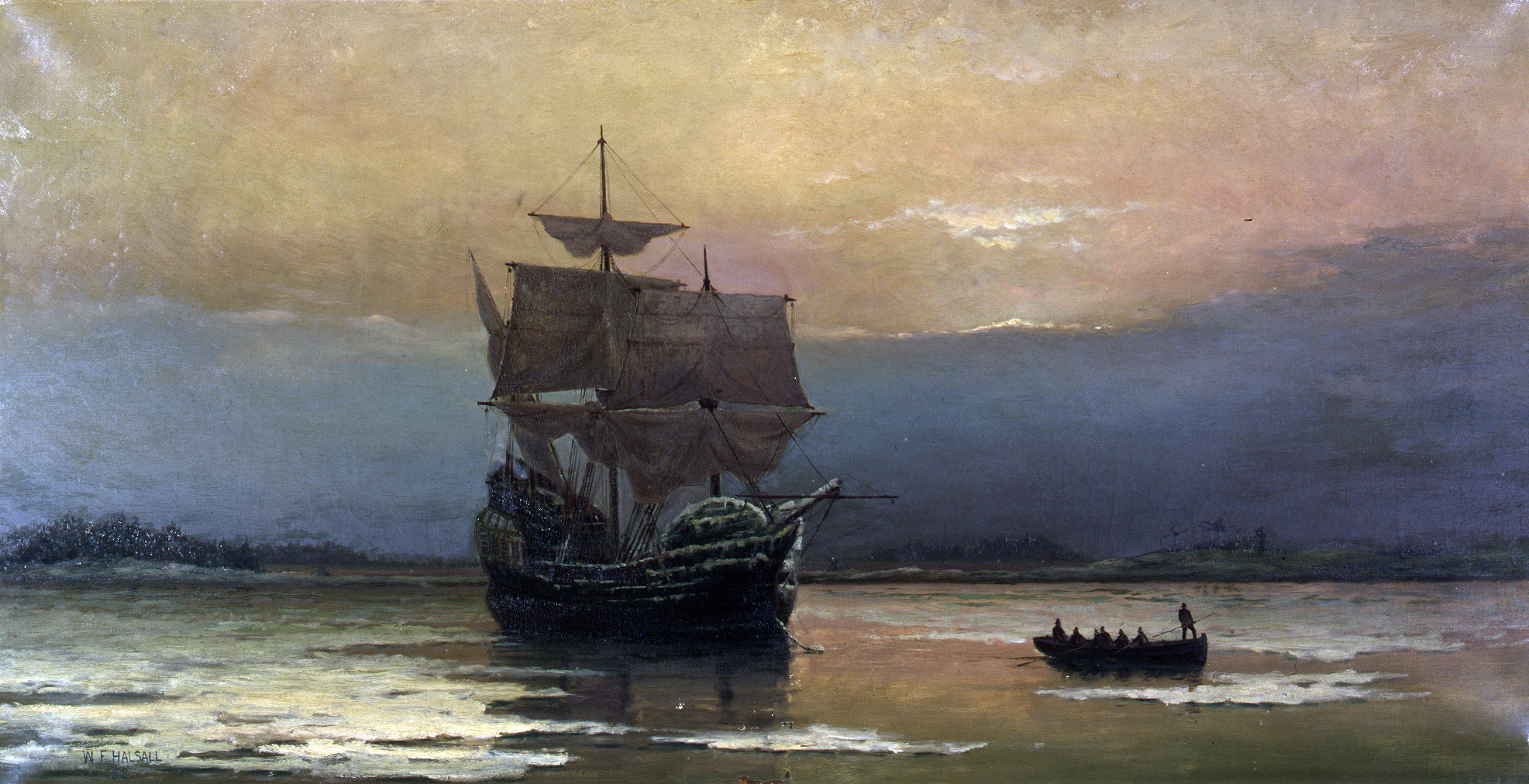
Chiếc thuyền Mayflower đưa người di cư đến Tân Thế giới năm 1620, được miêu tả trong tác phẩm của William Halsall năm 1882.

Những thổ dân của Hoa Kỳ lục địa, kể cả thổ dân Alaska, đã di cư từ miền Bắc châu Á sang bằng việc lợi dụng sự đóng băng trên vùng biển thuộc giao điểm của Nga và bang Alaska. Họ bắt đầu di cư sang châu Mỹ ít nhất là 12.000 năm và có thể xa nhất là 40.000 năm trước đây. Một số cộng đồng bản thổ trong thời kỳ tiền Colombo đã phát triển nông nghiệp tiên tiến, đại kiến trúc, và những xã hội cấp tiểu quốc. Nhà thám hiểm Christopher Columbus đến Puerto Rico ngày 19 tháng 11 năm 1493 và đã tiếp xúc lần đầu tiên với những người thổ dân châu Mỹ. Những năm sau đó, đa số thổ dân châu Mỹ bị bệnh dịch Á Âu giết chết.
Người Tây Ban Nha thiết lập các thuộc địa châu Âu sớm nhất trên đất liền tại vùng mà bây giờ là Florida. Sau đó, các khu định cư Tây Ban Nha trong miền Tây Nam Hoa Kỳ ngày nay đã thu hút hàng ngàn người khắp México. Những thương buôn da thú người Pháp thiết lập các tiền trạm của Tân Pháp quanh Ngũ Đại Hồ. Các khu định cư thành công ban đầu của người Anh là Thuộc địa Virginia ở Jamestown năm 1607 và Thuộc địa Plymouth năm 1620. Việc thiết lập Thuộc địa Vịnh Massachusetts năm 1628 tạo ra một làn sóng di dân; đến năm 1634, New England đã có khoảng 10.000 người theo Thanh giáo định cư. Giữa cuối thập niên 1610 và cuộc cách mạng, người Anh đã đưa khoảng 50.000 tội phạm đến các thuộc địa Mỹ của họ. Bắt đầu năm 1614, Hà Lan đã thiết lập các khu định cư dọc theo hạ lưu sông Hudson, gồm có Tân Amsterdam trên đảo Manhattan. Khu định cư nhỏ Tân Thụy Điển được thiết lập dọc theo Sông Delaware năm 1638 sau đó bị người Hà Lan chiếm vào năm 1655.
Trong cuộc Chiến tranh Pháp và thổ dân châu Mỹ, Vương quốc Anh đã thừa cơ giành lấy Canada từ tay người Pháp, nhưng dân chúng nói tiếng Pháp vẫn được tự do về chính trị và tách biệt khỏi các thuộc địa ở phía Nam. Năm 1674, người Anh đã chiếm được các cựu thuộc địa của Hà Lan trong Chiến tranh Anh–Hà Lan; tỉnh Tân Hà Lan bị đổi tên thành New York. Với việc phân chia Carolinas năm 1729 và thuộc địa hóa Georgia năm 1732; 13 thuộc địa của Anh, mà sau này trở thành Hoa Kỳ, được thành lập. Tất cả đều có chính quyền thuộc địa và địa phương cùng với bầu cử mở rộng cho đa số đàn ông tự do. Tất cả thuộc địa đều hợp pháp hóa việc buôn bán nô lệ châu Phi. Với tỷ lệ sinh sản cao và tử vong thấp, cộng thêm việc di dân mới đến đều đặn, các thuộc địa đã tăng gấp đôi dân số sau mỗi 25 năm. Phong trào chấn hưng đức tin của tín hữu Cơ Đốc trong thập niên 1730 và thập niên 1740 được biết đến là Đại Tỉnh thức đã khiến cho dân chúng quan tâm đến cả tôn giáo và sự tự do tín ngưỡng. Vào năm 1770, các thuộc địa có số người Anh giáo ngày gia tăng lên đến khoảng 3 triệu người, bằng khoảng nửa dân số của Vương quốc Anh vào lúc đó. Mặc dù các thuộc địa chịu thuế do Anh đề ra nhưng họ không có một đại diện nào trong Quốc hội Vương quốc Anh.

### Giành độc lập
Căng thẳng giữa mười ba thuộc địa Mỹ và người Anh trong giai đoạn cách mạng trong thập niên 1760 và đầu thập niên 1770 dẫn đến cuộc Chiến tranh Cách mạng Mỹ nổ ra ngày 14 tháng 6 năm 1775, Đệ Nhị Quốc hội Lục địa họp tại Philadelphia đã thành lập một Quân đội Lục địa dưới quyền chỉ huy của Tổng Tư lệnh Lục quân George Washington đã tuyên bố rằng "tất cả con người được sinh ra đều có quyền bình đẳng" và được ban cho "một số quyền bất khả nhượng". Quốc hội chấp thuận bản Tuyên ngôn Độc lập mà phần nhiều là do Thomas Jefferson soạn thảo, vào ngày 4 tháng 7 năm 1776. Năm 1777, Những Điều khoản Liên hiệp được chấp thuận, thống nhất các tiểu bang dưới một chính phủ liên bang lỏng lẻo mà hoạt động cho đến năm 1788. Khoảng 70.000–80.000 người trung thành với Vương miện Anh đào thoát khỏi các tiểu bang nổi dậy, nhiều người đến Nova Scotia và những vùng Vương quốc Anh mới chiếm được tại Canada. Người bản thổ Mỹ bị chia rẽ vì liên minh với hai phía đối nghịch đã sát cánh bên phía của mình trên mặt trận phía tây của cuộc chiến.

Tranh Tuyên ngôn Độc lập của John Trumbull, 1817–18

Sau khi các lực lượng Mỹ với sự giúp đỡ của Pháp đánh bại quân đội Anh, Vương quốc Anh công nhận chủ quyền của mười ba tiểu bang vào năm 1783. Một hội nghị hiến pháp được tổ chức năm 1787 bởi những người muốn thành lập một chính phủ quốc gia mạnh hơn với quyền lực trên các tiểu bang. Vào tháng 6 năm 1788, 9 tiểu bang đã thông qua bản Hiến pháp Hoa Kỳ, tuyên bố thành lập một chính phủ mới. Mỗi bang tự nguyện chấp nhận sự liên kết nhưng đồng thời vẫn giữ tự do trong nhiều lĩnh vực. Họ hòa nhập vào cộng đồng nhưng không từ bỏ bản sắc của mình. Những người sáng lập Hoa Kỳ đã soạn thảo Hiến pháp dựa trên những tư tưởng cấp tiến nảy sinh trong phong trào Khai sáng tại châu Âu bao gồm những lý tưởng của chủ nghĩa tự do cùng với ý tưởng về một chính thể đại diện tồn tại dưới hình thức nền cộng hòa dân cử. Nước Mỹ là quốc gia độc đáo vì nó không được sinh ra từ một quá trình lịch sử lâu dài như các nước khác mà từ những ý tưởng chính trị và triết học. Thượng và Hạ viện đầu tiên của cộng hòa và Tổng thống George Washington nhậm chức năm 1789. Thành phố New York là thủ đô liên bang khoảng 1 năm trước khi chính phủ di chuyển đến Philadelphia. Năm 1791, các tiểu bang thông qua Đạo luật Nhân quyền, đó là mười tu chính án Hiến pháp nghiêm cấm việc hạn chế của liên bang đối với các quyền tự do cá nhân và bảo đảm một số bảo vệ về pháp lý. Thái độ đối với chế độ nô lệ dần dần có thay đổi; một điều khoản trong Hiến pháp nói đến sự bảo đảm buôn bán nô lệ châu Phi chỉ tồn tại đến năm 1808. Các tiểu bang miền Bắc bãi bỏ chế độ nô lệ giữa năm 1780 và năm 1804, để lại các tiểu bang với chế độ nô lệ ở miền Nam. Năm 1800, chính phủ liên bang di chuyển đến Washington, D.C. mới thành lập.

### Mở rộng lãnh thổ về phía Tây

#### Các thương vụ và thâu tóm lãnh thổ

Sự phát triển lãnh thổ của Hoa Kỳ theo ngày thành tiểu bang và ngày mà tiểu bang đó thông qua bản Hiến pháp.

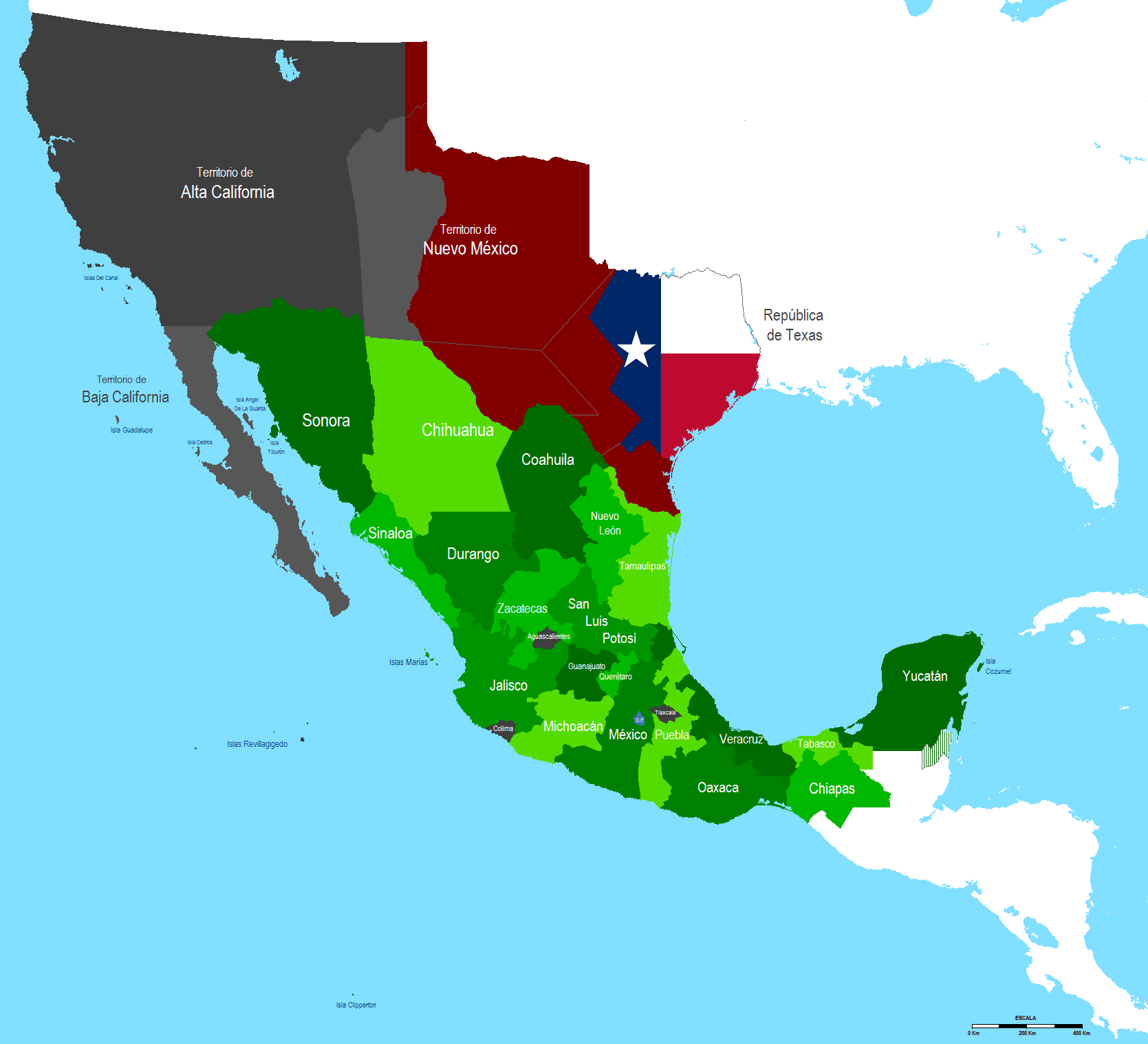
Những lãnh thổ mà Mỹ chiếm được từ México được tô màu xám và màu đỏ

Khi mới thành lập, Hoa Kỳ không phải là nước ủng hộ chủ nghĩa đế quốc, thậm chí người dân Hoa Kỳ còn có tinh thần chống chủ nghĩa thực dân do họ từng là thuộc địa của Anh. Nhưng trong một số thời điểm lịch sử, Hoa Kỳ đã đi xâm chiếm đất đai nước khác. Hoa Kỳ có nhu cầu mở rộng lãnh thổ và chiếm lĩnh thị trường mới, tuy nhiên, dư luận trong nước chống lại việc họ sẽ trở thành một nước đế quốc trong khi Hoa Kỳ có đầy đủ điều kiện trở thành một đế quốc. Chính vì vậy, Chính phủ Hoa Kỳ phải thực hiện bành trướng lãnh thổ một cách âm thầm, khéo léo để vừa thỏa mãn nhu cầu của nền kinh tế vừa không bị dư luận chỉ trích. Sự bành trướng này đôi khi được Chính phủ Hoa Kỳ giải thích bằng sứ mệnh "cứu thế giới" để làm yên lòng dân chúng. Người Mỹ đã đến các vùng Texas, New Mexico, California để lập nghiệp, sau đó Chính phủ Mỹ chinh phục các vùng đất này bằng quân sự. Nước Mỹ cũng lấy cớ bảo vệ những doanh nhân kinh doanh tại Samoa, Hawaii để chiếm những quần đảo này.
Việc mua vùng đất Louisiana, lãnh thổ mà Pháp tuyên bố chủ quyền, được thực hiện dưới thời Tổng thống Thomas Jefferson năm 1803 đã thực sự làm tăng gấp đôi diện tích Hoa Kỳ. Chiến tranh năm 1812, nổ ra giữa Hoa Kỳ và Anh vì nhiều bất đồng, đã không phân thắng bại, nhưng cũng đồng thời làm gia tăng chủ nghĩa quốc gia của người Mỹ. Một loạt các cuộc tiến công quân sự của Hoa Kỳ vào Florida đưa đến việc Tây Ban Nha nhượng lại vùng đất Florida và nhiều lãnh thổ duyên hải Vịnh Mexico khác cho Hoa Kỳ năm 1819. Hoa Kỳ sáp nhập Cộng hòa Texas năm 1845. Khái niệm về Vận mệnh hiển nhiên (Manifest Destiny) rất phổ biến đối với công chúng trong suốt thời kỳ này.

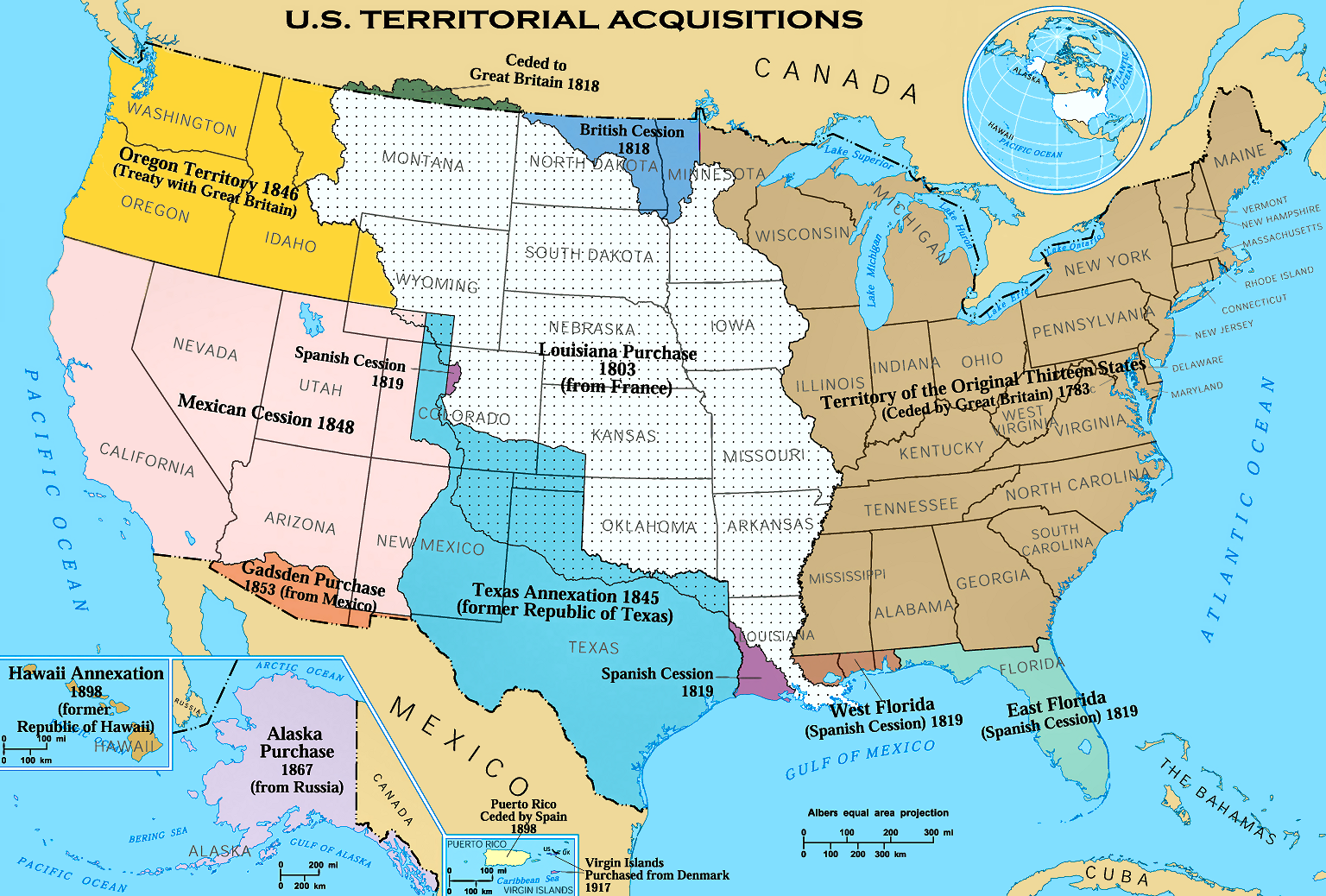
Các lãnh thổ đoạt được hay mua lại theo ngày, chẳng hạn như Mười ba thuộc địa, Mua Louisiana, Sự nhượng quyền của Anh và Tây Ban Nha

Năm 1845, Hoa Kỳ đe dọa chiến tranh với Vương quốc Anh để tranh giành quyền lợi tại vùng Tây Bắc. Hiệp ước Oregon với Anh năm 1846 đưa đến việc Hoa Kỳ kiểm soát vùng mà ngày nay là tây bắc Hoa Kỳ. Chiến thắng của Hoa Kỳ trong Chiến tranh Mexico – Mỹ năm 1848 đưa đến việc Mexico buộc phải ký Hòa ước bất bình đẳng Guadalupe Hidalgo, họ phải trao cho Mỹ vùng California và phần nhiều những vùng đất mà ngày nay là bang Texas. Mỹ còn gây áp lực ép México phải bán vùng đất Mexican Cession (ngày nay là vùng tây nam Hoa Kỳ) trù phú cho Mỹ với giá chỉ 15 triệu USD. Năm 1853, để làm một dự án đường ray xe lửa, Mỹ lại ép Mexico bán rẻ lãnh thổ ở một vùng đất tiềm năng giáp ranh biên giới Hoa Kỳ – Mexico, với giá 10 triệu USD. Vùng này ngày nay là phía Nam Arizona và Tây Nam New Mexico.
Tổng cộng Mỹ đã giành được gần 3 triệu km² sau các cuộc chiến với México, trên các lãnh thổ đó đã thành lập 6 bang mới của nước Mỹ (California, một nửa bang New Mexico, hầu hết Arizona, Nevada và một phần của bang Utah và Colorado). Lãnh thổ Mexico vào năm 1821 rộng 4.925.283 km², nhưng sau khi bị Hoa Kỳ chiếm nhiều vùng đất, đã thu hẹp lại chỉ còn 1.972.550 km² như ngày nay.
Sau đó, Hoa Kỳ tiếp tục mở rộng lãnh thổ ra Thái Bình Dương. Trong cuộc chiến với Tây Ban Nha năm 1898, Mỹ chiến thắng và được chuyển nhượng quyền sở hữu Philippines, Cuba, đảo Guam và Puerto Rico – các thuộc địa của Tây Ban Nha. Vương quốc Hawaii có liên hệ gần gũi với Hoa Kỳ qua việc giao thương và công tác truyền giáo vào thập niên 1880. Năm 1893, các nhà lãnh đạo thương mại Mỹ đã lật đổ nữ hoàng của Hawaii và tìm cách sáp nhập lãnh thổ này vào Hoa Kỳ. Quần đảo Hawaii chính thức trở thành một lãnh thổ của Hoa Kỳ vào năm 1900. Lãnh thổ Hawaii trở thành tiểu bang thứ 50 của Hoa Kỳ.

#### Chiến tranh với người da đỏ bản xứ

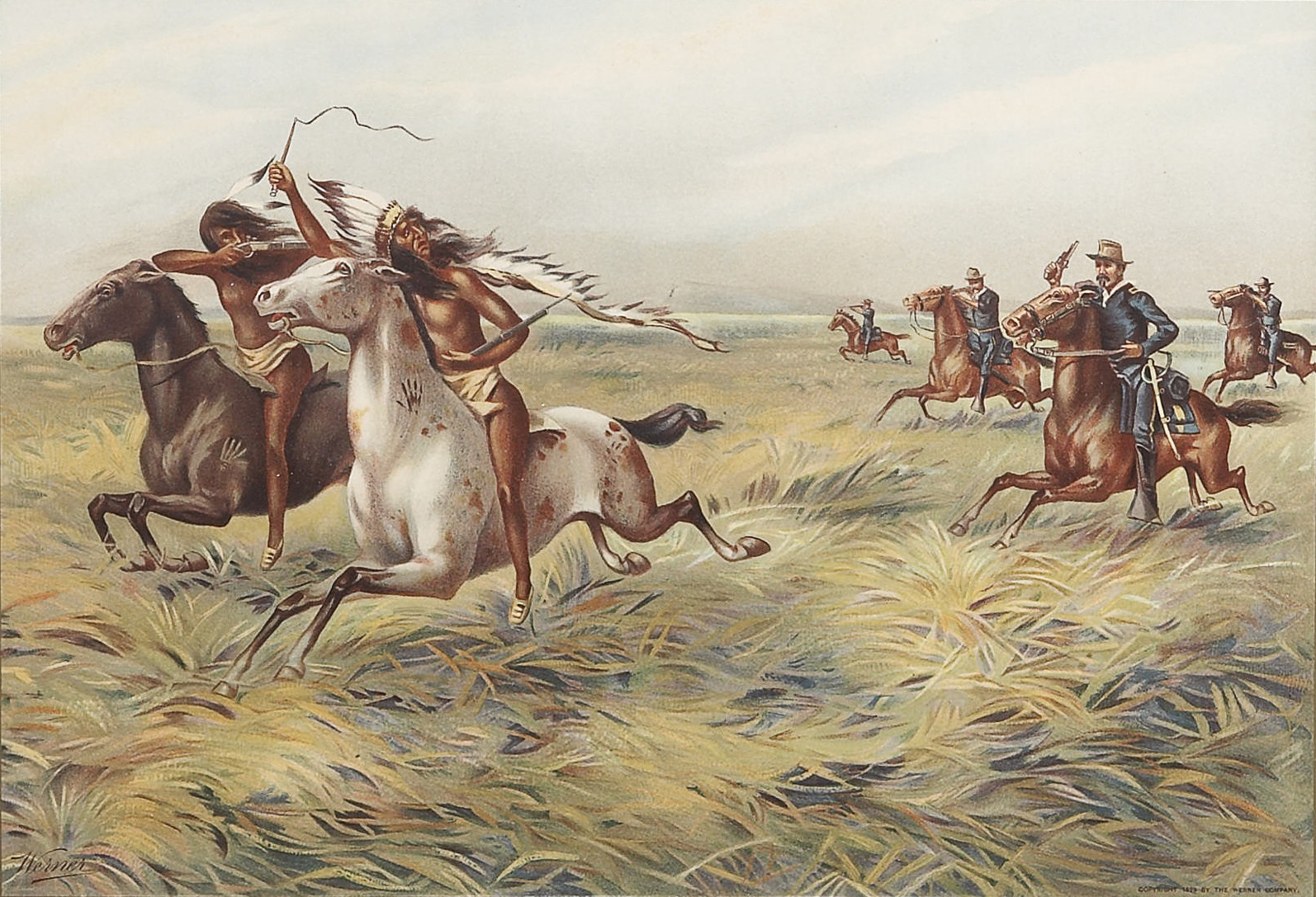
Người da đỏ bản địa bị truy đuổi (1876)

Cơn sốt vàng California 1848–1849 càng hấp dẫn di dân về miền Tây. Các đường sắt mới xây dựng tạo cho người định cư dễ dàng di chuyển khắp nơi hơn nhưng làm gia tăng các cuộc xung đột với người thổ dân Châu Mỹ. Trên nữa thế kỷ, có đến 40 triệu bò rừng bison, thường được gọi là trâu, bị giết để lấy da và thịt, và giúp cho việc mở rộng các tuyến đường sắt. Việc mất mát quá nhiều bò rừng bison, vốn là một nguồn kinh tế, thực phẩm chính của những người thổ dân Mỹ tại vùng đồng bằng, là một cú đánh sống còn vào nhiều nền văn hóa thổ dân bản xứ và không gian sinh tồn của họ.
Sự hăng hái mở rộng lãnh thổ của người Mỹ về phía tây đã khởi sự một loạt cuộc chiến tranh với người bản địa Mỹ kéo dài cho đến cuối thế kỷ XIX, khi những thổ dân da đỏ châu Mỹ bị đuổi khỏi đất đai của họ. Tại nhiều nơi, người da đỏ tổ chức chiến đấu chống lại quân Mỹ nhưng cuối cùng họ vẫn bị đánh bại. Theo báo cáo của Gregory Michno dựa theo hồ sơ lưu trữ quân đội thì chỉ trong 40 năm từ 1850 đến 1890, khoảng 21.586 người (lính lẫn thường dân) bị giết, bị thương hay bị bắt. Theo Russell Thornton thì khoảng 45.000 người da đỏ và 19.000 người da trắng bị giết – trong đó có đàn bà và trẻ em của cả hai bên.
Những quan điểm phản bác cho rằng không có một chính sách tận diệt nào từng được chính thức lập ra. Nhà sử học David Cook cho rằng: không thể phủ nhận nhiều vụ thảm sát người da đỏ đã diễn ra, nhưng đa phần những cái chết của người Mỹ bản địa là hậu quả của dịch bệnh mà người Châu Âu vô tình mang tới như đậu mùa và sởi.

### Nội chiến và kỹ nghệ hóa

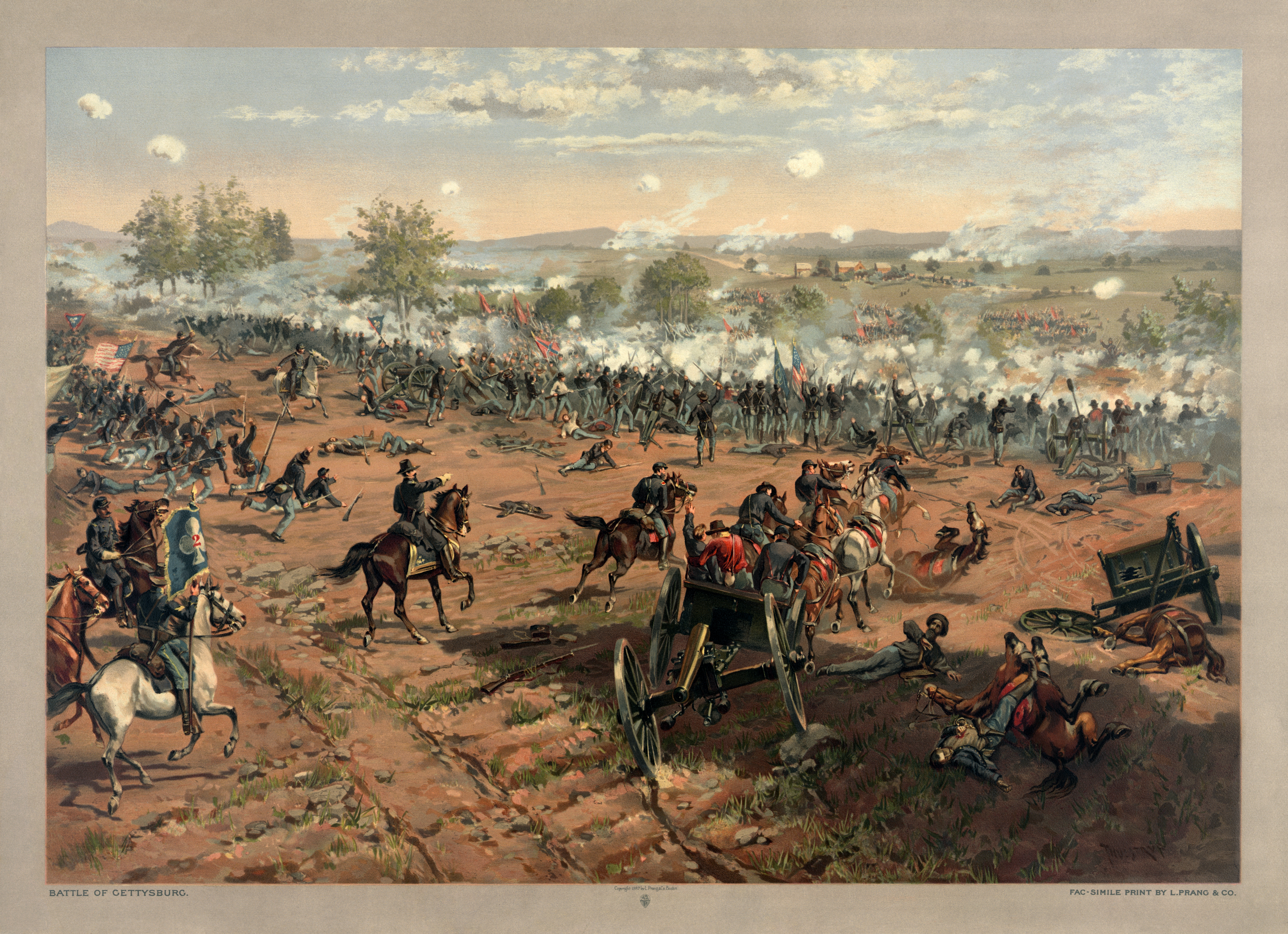
Trận Gettysburg, tác phẩm của Adam Cuerden

Căng thẳng giữa các tiểu bang miền Bắc vốn phản đối sự chiếm hữu nô lệ và các tiểu bang miền Nam có chế độ nô lệ ngày một gia tăng trong quan hệ giữa chính phủ liên bang và các chính quyền tiểu bang cùng với những cuộc xung đột bạo lực về việc mở rộng chế độ nô lệ vào các tiểu bang mới thành lập. Abraham Lincoln, ứng viên của Đảng Cộng hòa là đảng mà phần đông chống chủ nghĩa nô lệ, được bầu làm Tổng thống năm 1860. Trước khi ông nhậm chức, 7 tiểu bang có chế độ nô lệ tuyên bố ly khai khỏi Hoa Kỳ và thành lập Liên minh các tiểu bang miền nam Hoa Kỳ. Chính phủ liên bang luôn cho rằng việc ly khai là bất hợp pháp, và khi quân Liên minh tấn công Đồn Sumter, Nội chiến Hoa Kỳ bắt đầu và thêm 4 tiểu bang có chế độ nô lệ gia nhập Liên minh. Liên bang trả tự do cho các nô lệ thuộc Liên minh khi Quân đội Liên bang tiến qua miền nam. Sau chiến thắng của Liên bang năm 1865, ba tu chính án được thêm vào Hiến pháp Hoa Kỳ bảo đảm quyền tự do cho gần 4 triệu người Mỹ gốc châu Phi từng là nô lệ, cho họ quyền công dân, và cho họ quyền bầu cử. Cuộc chiến đã ngăn ngừa sự tan rã của Hoa Kỳ và kết cục của nó đã mang đến sự gia tăng quyền lực đáng kể của chính phủ liên bang.

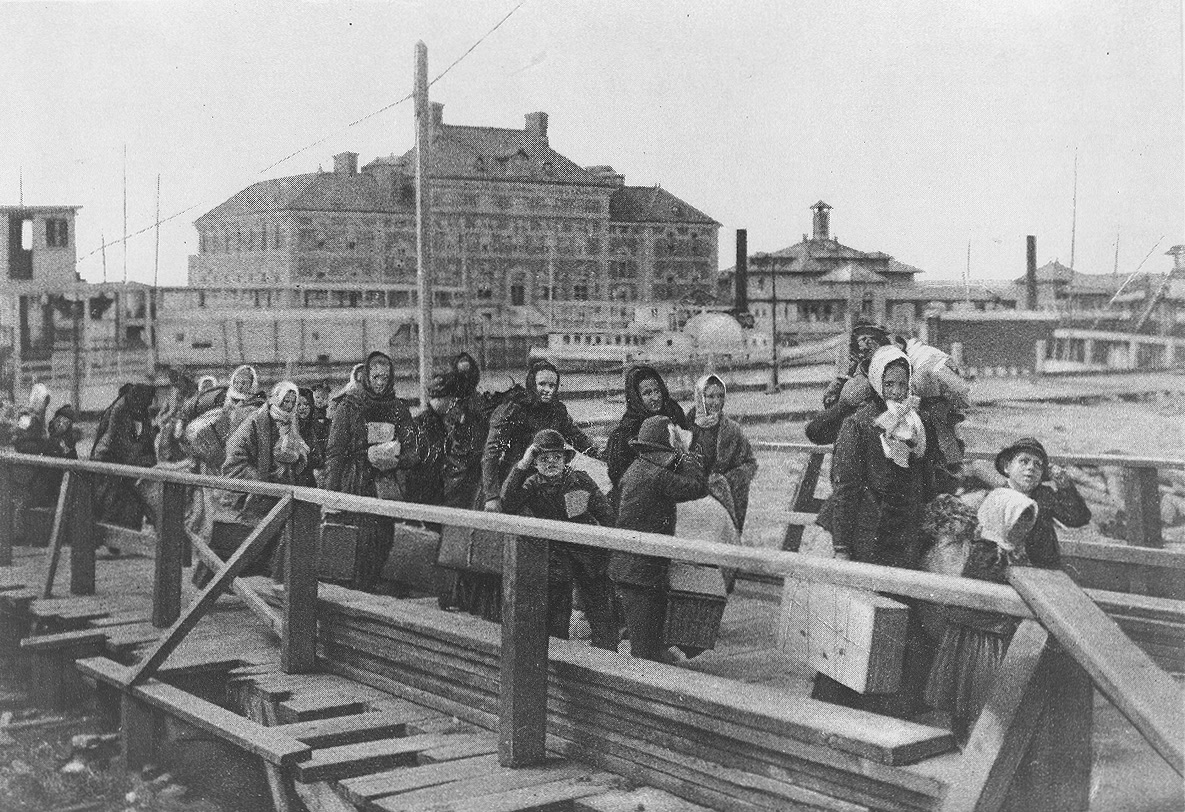
Các di dân đang lên bờ ở Đảo Ellis, New York, 1902

Sau chiến tranh, sự kiện Tổng thống Abraham Lincoln bị ám sát đã cấp tiến hóa chính sách tái thiết của Đảng Cộng hòa nhằm tái thống nhất và tái kiến thiết các tiểu bang miền nam trong lúc đó bảo đảm quyền lợi của những người nô lệ mới được tự do. Cuộc tranh cãi kết quả bầu cử tổng thống năm 1876 được giải quyết bằng thỏa hiệp năm 1877 đã kết thúc công cuộc tái thiết. Luật Jim Crow, những luật địa phương và tiểu bang ở các bang miền nam được thông qua chẳng bao lâu sau đó, đã tước quyền công dân của nhiều người Mỹ gốc châu Phi bằng lập luận cho rằng luật bảo đảm công bằng nhưng tách ly giữa các chủng tộc. Tại miền Bắc, đô thị hóa và một loạt di dân ào ạt chưa từng có đã đẩy nhanh tiến độ công nghiệp hóa Hoa Kỳ. Làn sóng di dân tồn tại cho đến năm 1929 đã cung ứng lực lượng lao động cho các ngành nghề của Hoa Kỳ và chuyển đổi nền văn hóa Mỹ. Bảo vệ chống thuế cao, xây dựng hạ tầng cơ sở quốc gia, và luật lệ quy định mới về ngân hàng đã khuyến khích sự phát triển công nghiệp. Việc mua vùng đất Alaska năm 1867 từ Nga đã hoàn thành việc mở rộng lãnh thổ Hoa Kỳ trên lục địa. Thảm sát Wounded Knee năm 1890 là xung đột vũ trang chính trong Chiến tranh với người bản thổ Mỹ. Năm 1893, Vương quyền của Vương quốc Hawaii Thái Bình Dương bị lật đổ trong một cuộc đảo chính do cư dân người Mỹ lãnh đạo; quần đảo bị sáp nhập vào Hoa Kỳ năm 1898. Chiến thắng trong Chiến tranh Tây Ban Nha-Mỹ cũng trong năm đó chứng tỏ rằng Hoa Kỳ là một siêu cường chính của thế giới và kết quả là việc sáp nhập Puerto Rico, Guam và Philippines vào Liên bang. Philippines giành được độc lập nửa thế kỷ sau đó; Puerto Rico và Guam hiện vẫn là lãnh thổ của Hoa Kỳ.

### Giữa hai cuộc đại chiến

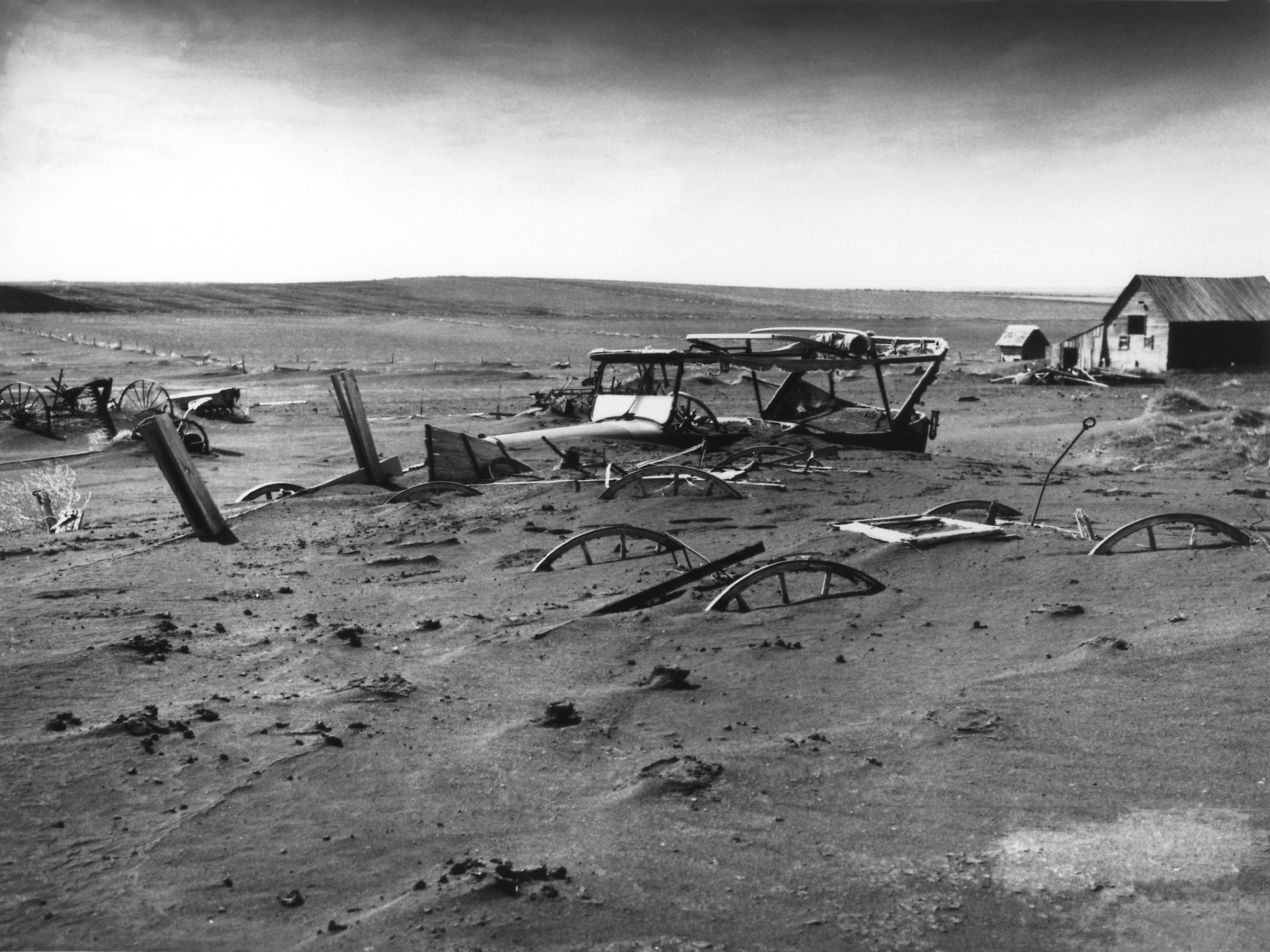
Một nông trại bỏ hoang tại South Dakota trong Bão cát năm 1936

Lúc khởi sự Chiến tranh thế giới thứ nhất năm 1914, Hoa Kỳ vẫn giữ thế trung lập. Người Mỹ có thiện cảm với người Anh và người Pháp mặc dù nhiều công dân, đa số là người Ireland và người Đức nhập cư, chống lại việc can thiệp vào cuộc chiến. Năm 1917, Hoa Kỳ tham chiến cùng với phe Hiệp Ước đã làm thay đổi cục diện theo chiều hướng bất lợi cho phe Liên minh Trung tâm. Do dự can thiệp vào nội bộ của châu Âu, Thượng viện Hoa Kỳ đã không thông qua Hòa ước Versailles để thành lập Hội Quốc Liên. Hoa Kỳ theo đuổi một chính sách của chủ nghĩa đơn phương có chiều hướng chủ nghĩa cô lập. Năm 1920, phong trào nữ quyền đã giành được chiến thắng để một tu chính án hiến pháp ra đời cho phép phụ nữ quyền bầu cử. Một phần vì có nhiều người phục vụ trong chiến tranh nên người da đỏ bản địa Mỹ đã giành được quyền công dân Hoa Kỳ theo Đạo luật Công dân dành cho người bản thổ Mỹ năm 1924.
Trong suốt thập niên 1920, Hoa Kỳ hưởng được một thời kỳ thịnh vượng không cân bằng khi lợi nhuận của các nông trại giảm sâu thì lợi nhuận của nhà máy công nghiệp lại tăng vọt. Nợ gia tăng và thị trường chứng khoán lạm phát đã tạo ra sự sụp đổ của thị trường chứng khoán năm 1929 và gây nên Đại khủng hoảng, cuộc suy thoái kinh tế lớn nhất trong lịch sử Hoa Kỳ. Sau khi đắc cử tổng thống năm 1932, Franklin Delano Roosevelt đã đối phó với tình trạng trên bằng một kế hoạch gọi là Chính sách kinh tế mới (New Deal). Đó là một loạt các chính sách gia tăng quyền hạn can thiệp của chính phủ vào nền kinh tế. Bão cát giữa thập niên 1930 đã làm cho các chủ trang trại và nông dân Mỹ mất trắng và khích lệ một làn sóng mới di dân về miền tây. Kinh tế Hoa Kỳ không hồi phục được hoàn toàn cho đến khi có cuộc huy động công nghiệp nhằm hỗ trợ Hoa Kỳ tham chiến trong Chiến tranh thế giới thứ hai. Hoa Kỳ, hầu như trung lập suốt thời gian đầu của cuộc chiến sau khi Đức Quốc xã xâm lược Ba Lan vào tháng 9 năm 1939, đã bắt đầu cung cấp các trang thiết bị quân sự cho Đồng minh trong tháng 3 năm 1941 qua chương trình có tên là Lend-Lease (cho thuê).
Ngày 7 tháng 12 năm 1941, Hoa Kỳ tham chiến chống Phe Trục sau vụ tấn công Trân Châu Cảng bất ngờ của Nhật Bản. Chiến tranh thế giới thứ hai tiêu hao nhiều tiền của hơn bất cứ cuộc chiến nào trong lịch sử Hoa Kỳ, nhưng nó đã đẩy mạnh nền kinh tế bằng cách cung cấp sự đầu tư vốn và công việc làm trong khi đưa nhiều phụ nữ vào thị trường lao động. Các hội nghị của phe Đồng Minh tại Bretton Woods và Yalta đã phác thảo ra một hệ thống mới các tổ chức liên chính phủ mà đặt Hoa Kỳ và Liên Xô ở vị trí trung tâm trong những vấn đề nóng bỏng trên thế giới. Khi chiến thắng đạt được tại châu Âu, một hội nghị quốc tế năm 1945 được tổ chức tại San Francisco đã cho ra đời bản Hiến chương Liên Hợp Quốc mà đã bắt đầu có hiệu lực sau chiến tranh. Hoa Kỳ là nước đầu tiên phát triển vũ khí nguyên tử và đã sử dụng chúng trên hai thành phố Hiroshima và Nagasaki của Nhật Bản lần lượt vào ngày 6 và 9 tháng 8, buộc Nhật Bản phải đầu hàng vào ngày 2 tháng 9, kết thúc Chiến tranh thế giới thứ hai.

### Chiến tranh Lạnh

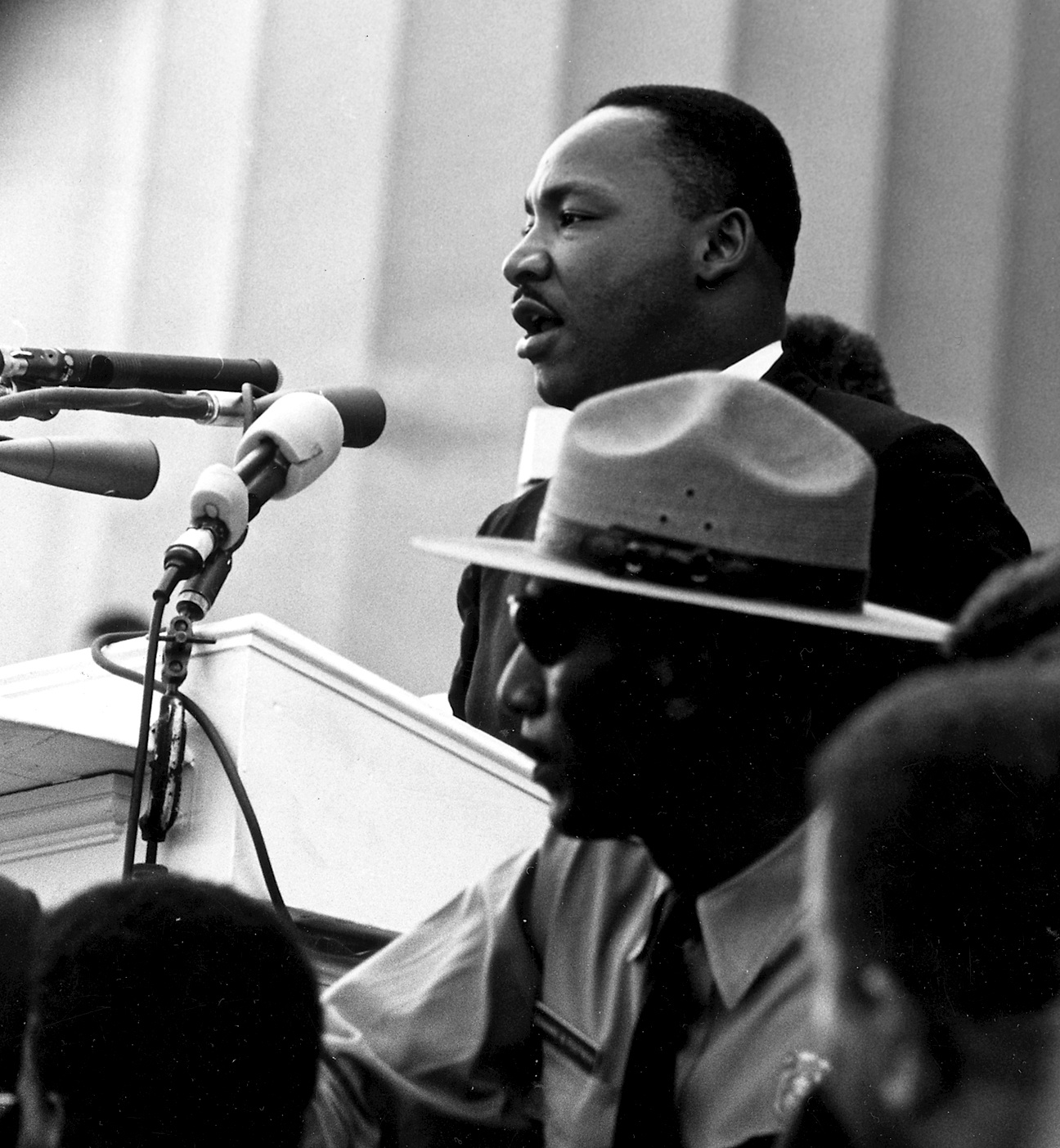
Martin Luther King, Jr. đọc bài diễn văn "Tôi có một giấc mơ" của ông, 1963

Hoa Kỳ và Liên Xô tranh giành vị thế cường quốc sau Chiến tranh thế giới thứ hai trong Chiến tranh lạnh, chi phối các vấn đề quân sự của châu Âu bằng Tổ chức Liên phòng Bắc Đại Tây Dương (NATO) và Hiệp ước Warsaw. Hoa Kỳ quảng bá dân chủ tự do và chủ nghĩa tư bản trong khi Liên Xô cổ vũ chủ nghĩa cộng sản và một nền kinh tế kế hoạch tập quyền. Hoa Kỳ ủng hộ các chính phủ có tư tưởng chống cộng, kể cả những chế độ độc tài và Liên Xô cũng ủng hộ những chính phủ có lập trường chống chủ nghĩa tư bản, và cả hai tham gia vào các cuộc chiến tranh ủy nhiệm (Proxy War) trên toàn thế giới. Quân đội Hoa Kỳ đã đánh nhau với lực lượng Cộng hòa Nhân dân Trung Hoa trong Chiến tranh Triều Tiên năm 1950–53. Ủy ban Hạ viện điều tra về các hoạt động chống Hoa Kỳ đã theo đuổi một loạt các cuộc điều tra về sự phá hoại của thành phần thiên tả tình nghi khi Thượng nghị sĩ Joseph McCarthy trở thành người đứng đầu nhóm có thái độ bài cộng sản ở Quốc hội Hoa Kỳ.
Liên Xô phóng phi thuyền có người lái đầu tiên năm 1961 khiến Hoa Kỳ phải nỗ lực nâng cao trình độ về toán học và khoa học kỹ thuật. Tổng thống John F. Kennedy lên tiếng rằng Hoa Kỳ phải là nước đầu tiên đưa "con người lên Mặt Trăng" và mong muốn của ông đã hoàn thành vào năm 1969. Kennedy cũng đối phó với một cuộc đối đầu hạt nhân căng thẳng với lực lượng Xô Viết tại Cuba. Trong lúc đó, Hoa Kỳ trải qua sự phát triển kinh tế mạnh mẽ. Một phong trào nhân quyền lớn mạnh do những người Mỹ gốc châu Phi nổi tiếng lãnh đạo, như mục sư Martin Luther King Jr., đã chống đối việc tách biệt và kỳ thị đối với người da đen dẫn đến việc bãi bỏ luật Jim Crow. Sau khi John F. Kennedy bị ám sát năm 1963, Đạo luật Nhân quyền năm 1964 được thông qua dưới thời Tổng thống Lyndon B. Johnson. Johnson và người kế nhiệm là Richard Nixon đã mở rộng một cuộc chiến tranh ủy nhiệm (Proxy War) tại Đông Nam Á là Chiến tranh Việt Nam.

Tổng thống Ronald Reagan (1981–89) thách thức tổng bí thư Xô Viết Mikhail Gorbachev phá đổ Bức tường Berlin năm 1987

Với kết cục của Vụ tai tiếng Watergate năm 1974, Tổng thống Richard Nixon đã trở thành vị tổng thống đầu tiên của Hoa Kỳ từ chức; ông được Gerald Ford thay thế chức tổng thống. Trong thời chính phủ của Tổng thống Jimmy Carter cuối thập niên 1970, kinh tế của Hoa Kỳ trải qua thời kỳ đình lạm. Ronald Reagan đắc cử tổng thống năm 1980 đánh dấu một sự chuyển dịch về phía hữu (bảo thủ) trong nền chính trị Mỹ, được phản ánh trong những mục tiêu ưu tiên về sử dụng ngân sách và chính sách thuế. Cuối thập niên 1980 và trong thập niên 1990, quyền lực của Liên Xô bị suy yếu dẫn đến sự sụp đổ của nó. Với sự sụp đổ của Liên Xô, Mỹ trở thành siêu cường duy nhất còn lại trên thế giới.
Sau chiến tranh thế giới thứ II, trước xu thế phi thực dân hóa trên toàn cầu nên Hoa Kỳ không thể tiếp tục bành trướng lãnh thổ mà còn trao trả độc lập cho một số lãnh thổ hải ngoại của mình nhưng họ cố gắng xây dựng ảnh hưởng tại nhiều nơi trên thế giới bằng các biện pháp kinh tế và chính trị để có thể an tâm khai thác tài nguyên và thị trường ở những nơi đó. Lúc này các công ty đa quốc gia Mỹ sử dụng đồng USD thay vì súng đạn để thay chính phủ Mỹ mở rộng ảnh hưởng kinh tế, văn hóa, thậm chí là chính trị của nước Mỹ. Việc này vừa mang lại lợi nhuận vừa được những nơi tiếp nhận đầu tư của tư bản Mỹ biết ơn lại không mang tiếng là thực dân như các đế quốc Châu Âu. Những nước thuộc địa vừa giành được độc lập trở thành mục tiêu chủ yếu của Hoa Kỳ. Họ tích cực đầu tư, xuất khẩu văn hóa, viện trợ kinh tế - quân sự và can thiệp vào chính trị nội bộ của những nước vừa giành được độc lập. Họ cạnh tranh với Liên Xô trong việc xây dựng ảnh hưởng trên toàn cầu. Các hoạt động này mang nhãn hiệu chống cộng sản để bảo vệ nền dân chủ trên toàn thế giới. Làm như vậy Hoa Kỳ không những tránh được sự chỉ trích trong nước mà còn được nước ngoài biết ơn vì đã góp phần mang lại phồn vinh và tiến bộ cho họ. Dư luận Hoa Kỳ rất hài lòng trước sự tỏa sáng của văn minh Hoa Kỳ ở nước ngoài mà họ xem là xuất khẩu giấc mơ Mỹ ra toàn thế giới và chứng minh nó là ưu việt.

### Thời hiện đại
Vai trò lãnh đạo của Hoa Kỳ và đồng minh của mình trong Chiến tranh Vùng Vịnh được Liên Hợp Quốc ủng hộ dưới quyền của Tổng thống George H. W. Bush, và sau đó là Chiến tranh Nam Tư giúp duy trì vị thế của Hoa Kỳ như siêu cường duy nhất còn lại. Sự phát triển kinh tế dài nhất trong lịch sử Hoa Kỳ từ 3/1991 đến 3/2001 đã bao trùm hết hai nhiệm kỳ của Tổng thống Bill Clinton.
Cuộc Bầu cử Tổng thống Hoa Kỳ năm 2000 gây nhiều tranh cãi được Tối cao Pháp viện Hoa Kỳ can thiệp và giải quyết với kết quả là chức tổng thống về tay Thống đốc bang Texas là George W. Bush, con trai của George H. W. Bush. Vào ngày 11 tháng 9 năm 2001, bọn khủng bố dùng máy bay dân sự cướp được đánh vào Trung tâm Thương mại Thế giới tại Thành phố New York và Ngũ Giác Đài gần Washington, D.C., giết chết gần 3000 người. Sau vụ đó, Tổng thống Bush mở cuộc Chiến tranh chống khủng bố dưới triết lý quân sự nhấn mạnh đến chiến tranh phủ đầu mà bây giờ được biết như Học thuyết Bush. Cuối năm 2001, các lực lượng Hoa Kỳ đã lãnh đạo một cuộc tiến công của NATO vào Afghanistan lật đổ Chính phủ Taliban và phá hủy các trại huấn luyện khủng bố của al-Qaeda. Du kích quân Taliban tiếp tục cuộc chiến tranh du kích chống lực lượng do NATO lãnh đạo.
Năm 2002, Chính phủ Bush bắt đầu gây áp lực cho sự thay đổi chế độ tại Iraq với các lý do gây nhiều tranh cãi. Thiếu sự ủng hộ của NATO, Bush thành lập một Liên minh tự nguyện và Hoa Kỳ xâm chiếm Iraq năm 2003, lật đổ nhà độc tài Saddam Hussein khỏi quyền lực. Mặc dù đối phó với áp lực từ cả bên ngoài và bên trong nước đòi rút quân, Hoa Kỳ vẫn duy trì sự hiện diện quân sự tại Iraq.
Năm 2005, bão Katrina gây sự tàn phá nặng dọc theo phần lớn Vùng Duyên hải Vịnh của Hoa Kỳ, tàn phá New Orleans. Ngày 4 tháng 11 năm 2008, trong cuộc khủng hoảng kinh kế lớn, Hoa Kỳ đã bầu Barack Obama làm tổng thống. Ông được tuyên thệ nhậm chức và ngày 20 tháng 1 năm 2009, trở thành người Mỹ gốc Phi đầu tiên giữ chức vụ tổng thống Hoa Kỳ. Năm 2011, thủ lĩnh al-Qaeda là Osama Bin Laden đã bị quân đội Mỹ tiêu diệt sau một cuộc phục kích tại Pakistan. Quân đội Mỹ cũng chính thức chấm dứt cuộc chiến tại Iraq trong năm đó. Tuy vậy, ở Iraq những năm sau đó, tình hình hỗn loạn vẫn tiếp tục với sự nổi lên của nhóm khủng bố Hồi giáo cực đoan ISIS hay Nhà nước Hồi giáo Iraq và Levant, thay thế Al-Qaeda trong khu vực. Đến năm 2014, Hoa Kỳ bình thường hóa quan hệ ngoại giao với Cuba.

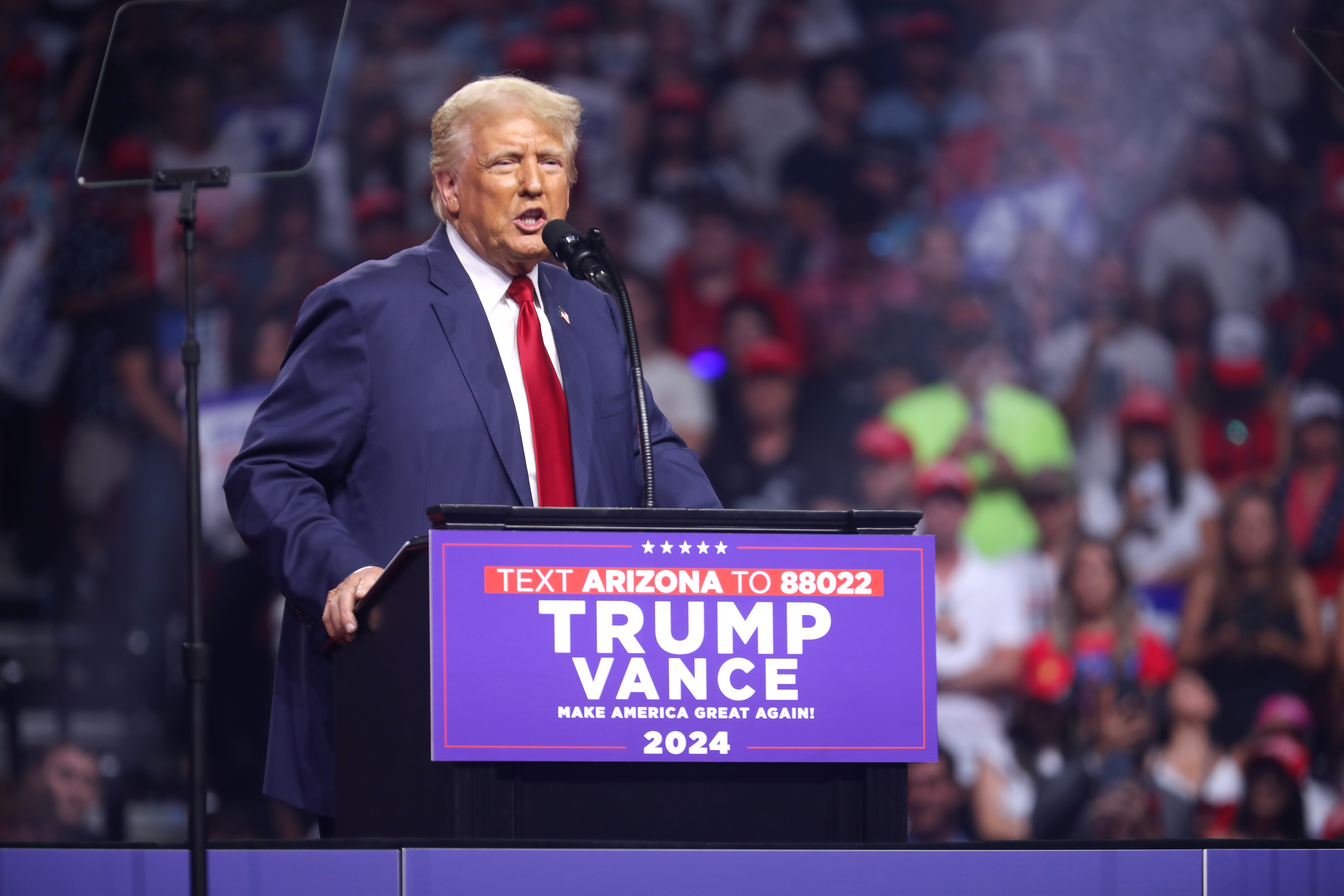
Ứng cử viên tổng thống của Đảng Cộng hòa Donald Trump trong một cuộc mít tinh tại Glendale, Arizona tháng 8 năm 2024.

Cuộc bầu cử tổng thống vào cuối năm 2016 đem đến thắng lợi cho ứng viên Đảng Cộng hòa Donald Trump trước ứng viên nữ của Đảng Dân chủ là bà Hillary Clinton. Đây là một cuộc bầu cử Tổng thống đặc biệt. Người chiến thắng, ông Donald Trump, là vị Tổng thống Tân cử có tuổi đời cao nhất trong lịch sử, là vị Tổng thống Tân cử chưa từng đảm nhận các chức vụ chính trị chính thống nào trước đó, là vị Tổng thống Tân cử thu được số phiếu phổ thông cao thứ hai. Trong khi đó, bà Hillary Clinton là người phụ nữ đầu tiên trở thành ứng cử viên Tổng thống đại diện cho một trong hai đảng lớn nhất trong hệ thống chính trị, là ứng cử viên Tổng thống nữ có số phiếu đại cử tri cao nhất trong một cuộc bầu cử, là ứng cử viên Tổng thống nữ có số phiếu phổ thông cao nhất thu được trong một cuộc bầu cử, và là ứng cử viên Tổng thống thất cử nhưng thu được nhiều phiếu phổ thông nhất trong một cuộc bầu cử. Đã có những cáo buộc về sự can thiệp của Liên Bang Nga làm thay đổi kết quả cuộc bầu cử này. Mặc cho các cáo buộc và hàng loạt các cuộc biểu tình phản đối, vào ngày 20 tháng 1 năm 2017, Donald Trump nhậm chức trở thành Tổng thống thứ 45 của Hoa Kỳ. Vào ngày 20 tháng 1 năm 2020, ca nhiễm COVID-19 đầu tiên ở Hoa Kỳ đã được xác nhận.
Cuộc bầu cử tổng thống vào cuối năm 2020 khiến Donald Trump thất cử và ứng viên Đảng Dân chủ Joe Biden đã chiến thắng. Những người ủng hộ Donald Trump cho rằng cuộc bầu cử đã xảy ra gian lận, họ tiến hành Bạo loạn tại Điện Capitol Hoa Kỳ 2021. Trump giành chiến thắng trong cuộc bầu cử năm 2024.

## Địa lý

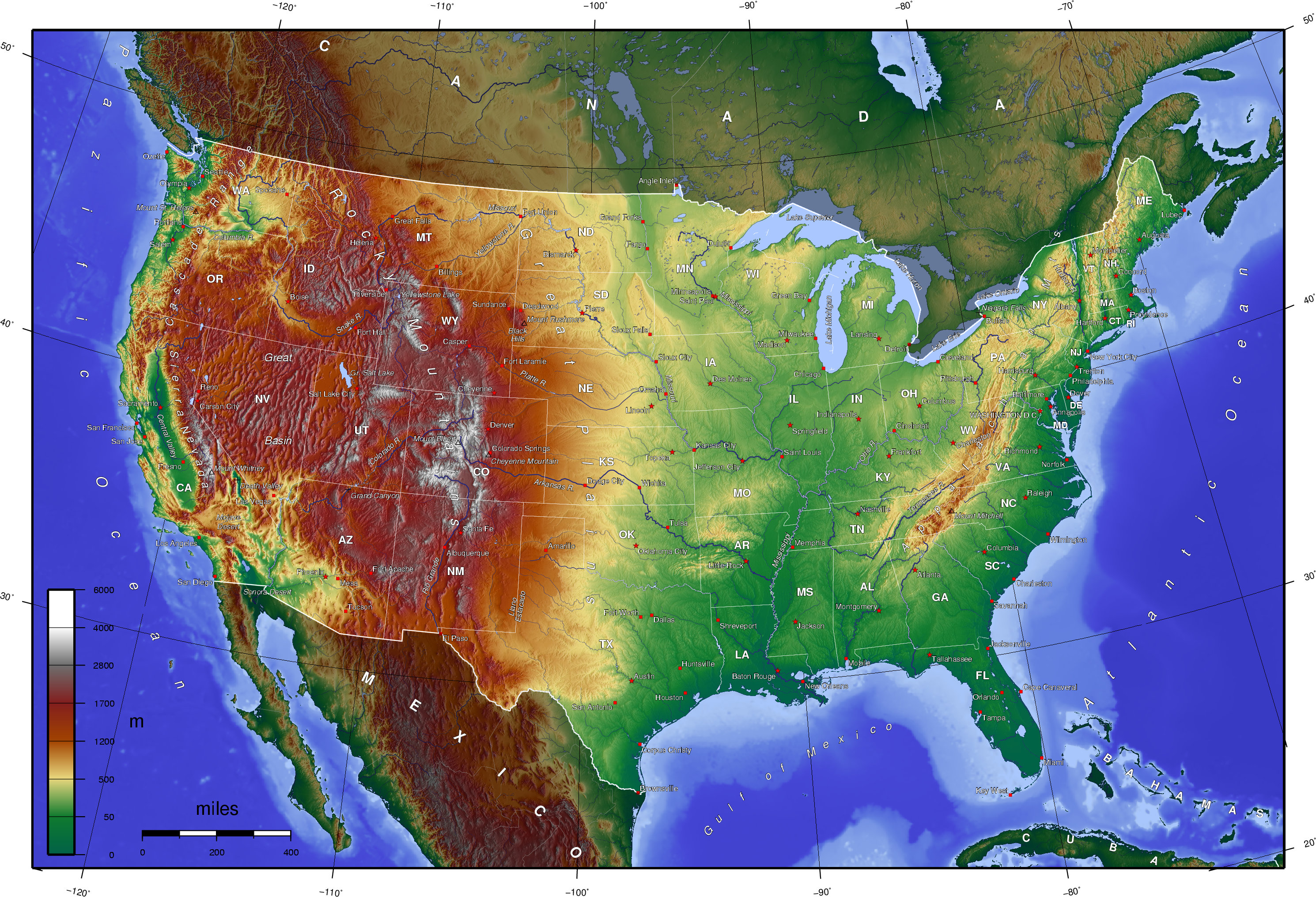
Bản đồ địa hình của Hoa Kỳ lục địa

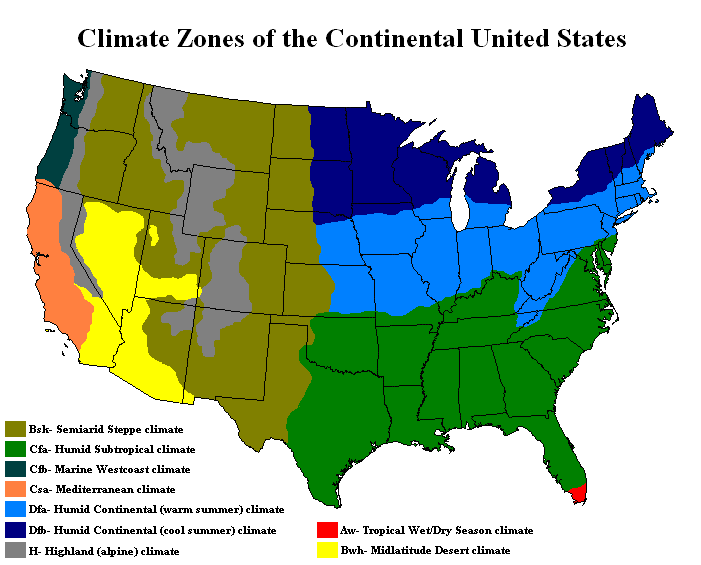
Các vùng khí hậu của Hoa Kỳ lục địa.
Chú thích: Duới cùng bên trái:
Bsk- Khí hậu bán khô hạn;
Cfa- Khí hậu cận nhiệt đới ẩm;
Cfb- Khí hậu biển Westcoast;
Csa- khí hậu Địa Trung Hải;
Dfa- Khí hậu lục địa ẩm (mùa hè ấm áp);
D- Khí hậu lục địa ẩm (mùa hè mát mẻ);
H- Khí hậu cao nguyên (núi cao);
Chú thích: Duới cùng bên phải:
Aw- Khí hậu nhiệt đới ẩm ướt/mùa khô;
Bwh- Khí hậu sa mạc giữa Midlatitude

Hoa Kỳ là quốc gia có tổng diện tích lớn thứ ba hoặc thứ tư trên thế giới, trước hoặc sau Trung Quốc, tùy theo hai lãnh thổ mà Ấn Độ và Trung Quốc đang tranh chấp có được tính vào lãnh thổ Trung Quốc hay không. Nếu chỉ tính về phần mặt đất thì Hoa Kỳ lớn hạng ba sau Nga và Trung Quốc nhưng đứng ngay trước Canada (Canada lớn hơn Hoa Kỳ về tổng diện tích nhưng phần lớn lãnh thổ phía bắc của Canada phủ băng tuyết, không phải là mặt đất). Hoa Kỳ lục địa trải dài từ Đại Tây Dương đến Thái Bình Dương và từ Canada đến México và Vịnh Mexico. Alaska là tiểu bang lớn nhất về diện tích, giáp Thái Bình Dương và Bắc Băng Dương và bị Canada chia cách khỏi Hoa Kỳ lục địa. Hawaii gồm một chuỗi các đảo nằm trong Thái Bình Dương, phía tây nam Bắc Mỹ. Puerto Rico, lãnh thổ quốc hải đông dân nhất và lớn nhất của Hoa Kỳ, nằm trong đông bắc Caribbe. Trừ một số lãnh thổ như Guam và phần cận tây nhất của Alaska, hầu như tất cả Hoa Kỳ nằm trong tây bán cầu.
Đồng bằng sát duyên hải Đại Tây Dương nhường phần xa hơn về phía bên trong đất liền cho các khu rừng dễ rụng lá theo mùa và các ngọn đồi trập chùng của vùng Piedmont. Dãy núi Appalachia chia vùng sát duyên hải phía đông ra khỏi vùng Ngũ Đại Hồ và thảo nguyên Trung Tây. Sông Mississippi – Missouri là hệ thống sông dài thứ tư trên thế giới chảy qua giữa nước Mỹ theo hướng chính là bắc – nam. Vùng đồng cỏ phì nhiêu và bằng phẳng của Đại Bình nguyên trải dài về phía tây. Dãy núi Rocky ở rìa phía tây của Đại Bình nguyên kéo dài từ bắc xuống nam băng ngang lục địa và có lúc đạt tới độ cao hơn 14.000 ft (4.300 m) tại Colorado. Vùng phía tây của dãy núi Rocky đa số là hoang mạc như Hoang mạc Mojave và Đại Bồn địa có nhiều đá. Dãy núi Sierra Nevada chạy song song với dãy núi Rocky và tương đối gần duyên hải Thái Bình Dương. Ở độ cao 20.320 ft (6.194 m), núi Denali của Alaska là đỉnh cao nhất của Hoa Kỳ. Các núi lửa còn hoạt động là thường thấy khắp Quần đảo Alexander và Quần đảo Aleutian. Toàn bộ tiểu bang Hawaii được hình thành từ các đảo núi lửa nhiệt đới. Siêu núi lửa nằm dưới Công viên Quốc gia Yellowstone trong dãy núi Rocky là một di thể núi lửa lớn nhất của lục địa.
Vì Hoa Kỳ có diện tích lớn và có nhiều địa hình rộng lớn nên Hoa Kỳ gần như có tất cả các loại khí hậu. Khí hậu ôn hòa có ở đa số các vùng, khí hậu nhiệt đới ở Hawaii và miền Nam Florida, khí hậu địa cực ở Alaska, nửa khô hạn trong Đại Bình nguyên phía Tây kinh tuyến 100 độ, khí hậu hoang mạc ở Tây Nam, khí hậu Địa Trung Hải ở duyên hải California, và khô hạn ở Đại Bồn địa. Thời tiết khắc nghiệt thì hiếm khi thấy – các tiểu bang giáp ranh Vịnh Mexico thường bị đe dọa bởi bão và phần lớn lốc xoáy của thế giới xảy ra trong Hoa Kỳ lục địa, chủ yếu là miền Trung Tây.

## Môi trường
Với nhiều vùng sinh trưởng từ khí hậu nhiệt đới đến địa cực, cây cỏ của Hoa Kỳ rất đa dạng. Hoa Kỳ có hơn 17.000 loài thực vật bản địa được xác định, bao gồm 5.000 loài tại California (là nơi có những cây cao nhất, to nhất, và già nhất trên thế giới). Hơn 400 loài động vật có vú, 700 loài chim, 500 loài bò sát và loài lưỡng cư, và 90.000 loài côn trùng đã được ghi chép thành tài liệu. Vùng đất ngập nước như Everglades của Florida là nơi sinh sôi của phần nhiều các loài đa dạng vừa nói. Hệ sinh thái của Hoa Kỳ gồm có hàng ngàn loài động thực vật lạ, không phải xuất xứ bản địa và thường gây tác hại đến các cộng đồng động thực vật bản địa. Đạo luật các loài có nguy cơ tuyệt chủng năm 1973 đã giúp bảo vệ các loài vật hiếm quý, có nguy cơ tuyệt chủng. Nơi cư ngụ của các loài được bảo vệ thường xuyên được Cục Cá và Động vật hoang dã Hoa Kỳ theo dõi.
Năm 1872, công viên quốc gia đầu tiên trên thế giới được thiết lập tại Yellowstone. 57 công viên quốc gia khác và hàng trăm công viên và rừng do liên bang đảm trách khác đã được hình thành từ đó. Các khu hoang dã đã được thiết lập quanh khắp quốc gia để bảo đảm sự bảo vệ nơi cư ngụ ban sơ của các loài động thực vật một cách dài hạn. Tổng cộng, Chính phủ Hoa Kỳ điều hợp 1.020.779 dặm vuông (2.643.807 km²), hay 28,8% tổng diện tích đất của quốc gia. Các công viên và đất rừng được bảo vệ chiếm đa số phần đất này. Cho đến tháng 3 năm 2004, khoảng 16% đất công cộng dưới quyền của Cục Quản lý Đất đã được thuê mướn cho việc khoan tìm khí đốt thiên nhiên và dầu hỏa thương mại; đất công cũng được cho thuê để khai thác mỏ và chăn nuôi bò. Hoa Kỳ là nước thải khí carbon dioxide (CO2) đứng thứ hai, sau Trung Quốc, trong việc đốt cháy các nhiên liệu hóa thạch. Chính sách năng lượng của Hoa Kỳ bị bàn cãi khắp nơi; nhiều lời kêu gọi đưa ra yêu cầu nước này nên đóng vai trò lãnh đạo trong cuộc chiến chống hiện tượng nóng lên của Trái Đất.

## Chính trị
Hoa Kỳ là nhà nước cộng hòa liên bang tồn tại lâu đời nhất trên thế giới. Quốc gia này là một cộng hòa lập hiến mà "trong đó khối đa số cầm quyền bị kiềm chế bởi quyền của khối thiểu số được luật pháp bảo vệ." Trên cơ bản, Hoa Kỳ có cơ cấu giống như một nền Dân chủ đại nghị mặc dù các công dân Hoa Kỳ sinh sống tại các lãnh thổ không được tham gia bầu trực tiếp các viên chức liên bang. Tổng thống, Quốc hội và Toà án cùng nắm giữ và chia sẻ quyền lực của chính quyền liên bang (tam quyền phân lập) theo Hiến pháp. Trong khi đó, chính phủ liên bang lại chia sẻ quyền lực với chính quyền của từng tiểu bang. Chủ nghĩa liên bang tại Hoa Kỳ khuyến khích các bang đoàn kết với nhau và ủng hộ các quyết định, các luật lệ do chính quyền trung ương ban hành, tuy nhiên vẫn tồn tại xu hướng ly tâm khi các bang cố gắng bảo vệ các quyền hạn và lợi ích riêng của mình. Một mặt các bang phải tuân thủ những quyết định của chính quyền trung ương, mặt khác chúng lại muốn bảo vệ quyền tự trị đã được Hiến pháp bảo đảm. Điều này ngày càng khó khăn khi các bang phải phụ thuộc chính quyền trung ương về mặt tài chính.

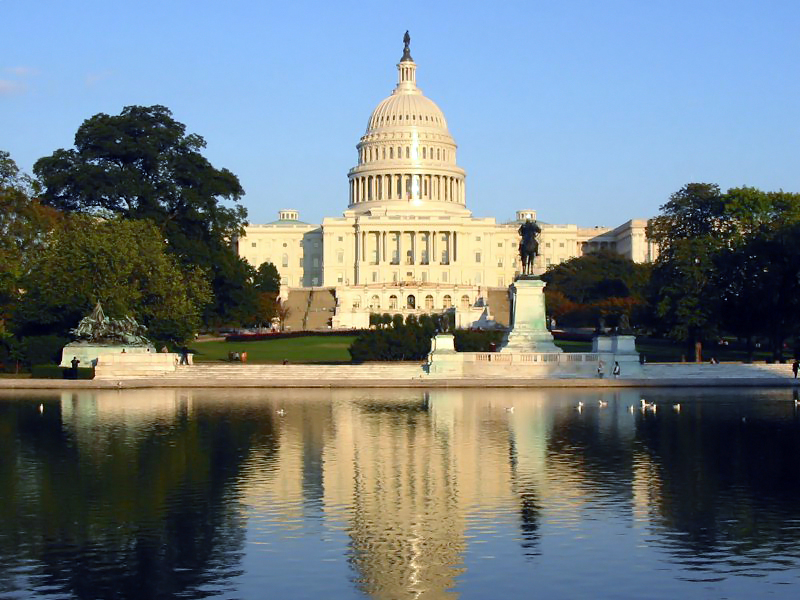
Mặt tây của Tòa Quốc hội Hoa Kỳ là nơi họp của Quốc hội Hoa Kỳ

Chính phủ luôn bị chỉnh lý bởi một hệ thống kiểm tra và cân bằng do Hiến pháp Hoa Kỳ định nghĩa. Hiến pháp Hoa Kỳ là tài liệu pháp lý tối cao của quốc gia và đóng vai trò như một bản khế ước xã hội đối với nhân dân Hoa Kỳ. Các nhà soạn thảo Hiến pháp Hoa Kỳ quy định Hiến pháp là "bộ luật tối cao của đất nước". Các tòa án đã cho rằng câu này có nghĩa là khi có các bộ luật được các bang (kể cả hiến pháp từng bang) hay Quốc hội đưa ra mà mâu thuẫn với hiến pháp liên bang, những luật đó không có hiệu lực. Các quyết định của Tòa án Tối cao trong hai thể kỷ qua đã củng cố cách nhìn này. Hiến pháp đặt quyền người dân trên hết. Quyền hạn của chính phủ được người dân ủy nhiệm. Vì thế, hiến pháp đưa ra nhiều hạn chế quyền hạn của các viên chức này. Các đại biểu chỉ được tiếp tục phục vụ nếu họ được tái bầu cử trong các cuộc bầu cử có định kỳ. Các viên chức bổ nhiệm chỉ phục vụ khi người bổ nhiệm cho phép. Một ngoại trừ của điều này là các thẩm phán của Tòa án Tối cao, được tổng thống bổ nhiệm trọn đời, để tránh các ảnh hưởng chính trị. Hiến pháp còn cho phép người dân thay đổi nó qua các tu chính án.
Trong hệ thống liên bang của Hoa Kỳ, công dân Hoa Kỳ có ba cấp bậc chính quyền, đó là liên bang, tiểu bang, và địa phương. Nhiệm vụ của chính quyền địa phương thông thường được phân chia giữa chính quyền quận và chính quyền khu tự quản (thành phố). Trong đa số trường hợp, các viên chức hành pháp và lập pháp được bầu lên theo thể thức công dân bầu ra duy nhất một ứng viên trong từng khu vực bầu cử. Không có đại biểu theo tỷ lệ ở cấp bậc liên bang, và rất hiếm khi có ở cấp bậc thấp hơn. Các viên chức nội các và toà án của liên bang và tiểu bang thường được ngành hành pháp đề cử và phải được ngành lập pháp chấp thuận. Tuổi bầu cử là 18 và việc đăng ký cử tri là trách nhiệm cá nhân; không có luật bắt buộc phải tham gia bầu cử.

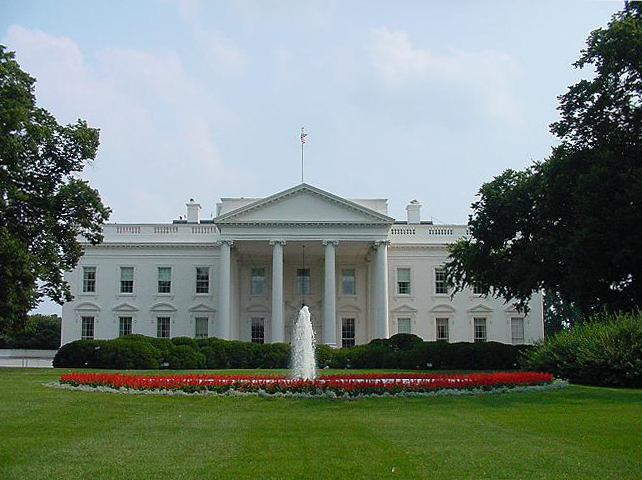
Phía Bắc của Tòa Bạch Ốc, nơi cư ngụ và làm việc của Tổng thống Hoa Kỳ

Chính quyền của Liên bang gồm có ba nhánh quyền lực:
- Lập pháp: Quốc hội Hoa Kỳ là nhánh lập pháp của Chính quyền liên bang Hoa Kỳ. Quốc hội lưỡng viện gồm có Thượng viện (còn gọi là Viện nghị sĩ) và Hạ viện (còn gọi là Viện dân biểu) đặc trách làm luật liên bang, tuyên chiến, phê chuẩn các hiệp ước, có quyền quyết định về ngân sách, và có quyền ít khi được dùng đến là truất phế mà có thể bãi bỏ chức vụ của các viên chức đương nhiệm của chính phủ. Hạ viện có 435 thành viên, số thành viên mỗi bang phụ thuộc vào dân số của bang đó. Mỗi bang có tối thiểu 1 hạ nghị sĩ. Mỗi hạ nghị sĩ có nhiệm kỳ 2 năm. Một người muốn trở thành hạ nghị sĩ thì phải từ 25 tuổi trở lên, phải là công dân Hoa Kỳ ít nhất 7 năm, và phải là cư dân tại bang mà người đó đại diện. Không có giới hạn số nhiệm kì cho mỗi hạ nghị sĩ. Thượng viện có tổng cộng 100 thượng nghị sĩ, mỗi bang có 2 thượng nghị sĩ. Mỗi thượng nghị sĩ phục vụ trong nhiệm kỳ 6 năm. Cứ mỗi 2 năm thì 1/3 số ghế trong Thượng viện được bầu lại. Một người muốn được bầu làm thượng nghị sĩ thì phải ít nhất 30 tuổi, phải là công dân Hoa Kỳ ít nhất 9 năm, phải là cư dân tại bang mà họ đại diện trong thời gian bầu cử. Mỗi viện đều có quyền lực riêng biệt. Thượng viện có nhiệm vụ cố vấn và phê chuẩn các sự bổ nhiệm của tổng thống, trong khi Hạ viện có trách nhiệm đệ trình các dự luật từ dân biểu và nâng cao thu nhập quốc gia. Tuy nhiên, cần có sự đồng thuận của cả hai viện để có thể thông qua các dự luật rồi trở thành đạo luật. Hiến pháp cũng quy định nhiều quyền khác nhau cho Quốc hội: quyền đánh thuế và thu thuế để trả nợ, cung ứng phương tiện quốc phòng và phúc lợi chung cho nước Mỹ; vay mượn tiền; lập ra các quy định thương mại với các nước khác và giữa các tiểu bang; thiết lập những quy định thống nhất về nhập tịch; phát hành tiền và quy định mệnh giá; trừng phạt các hình thức lừa đảo; thiết lập bưu điện và công lộ, cổ xuý sự tiến bộ khoa học, thiết lập các toà án trực thuộc Tối cao Pháp viện, định nghĩa và trừng phạt tội vi phạm bản quyền và các trọng tội, tuyên chiến, tổ chức và hỗ trợ quân đội, cung ứng và duy trì hải quân, làm luật lãnh thổ và lực lượng hải quân, cung ứng lực lượng dân quân, trang bị vũ khí và duy trì kỷ luật các lực lượng dân quân, thi hành hệ thống luật đặc biệt ở Washington, D. C., và ban hành những luật lệ cần thiết để thực thi quyền lực của Quốc hội.
- Hành pháp: Tổng thống điều hành nhánh hành pháp của Chính phủ liên bang. Tổng thống là nguyên thủ quốc gia, người đứng đầu nhà nước, đứng đầu chính phủ và là tổng tư lệnh quân đội, cũng là nhà ngoại giao trưởng. Tổng thống cũng có quyền phủ quyết các đạo luật của ngành lập pháp trước khi các đạo luật trở thành luật, bổ nhiệm Nội các và các viên chức khác giúp quản trị và thi hành chính sách cũng như luật liên bang. Tổng thống, theo Hiến pháp, còn có trách nhiệm đôn đốc việc tuân thủ luật pháp. Tổng thống có quyền phủ quyết các đạo luật đã được Quốc hội thông qua. Tổng thống có thể bị luận tội bởi đa số dân biểu ở Hạ viện và bị dời bỏ khỏi chức vụ bởi đa số hai phần ba tại Thượng viện vì những cáo buộc như "phản quốc, hối lộ hoặc những trọng tội và hành vi bất chính khác". Tổng thống không thể giải tán quốc hội hoặc tổ chức các cuộc bầu cử đặc biệt, nhưng có quyền ân xá những người bị buộc tội theo luật liên bang, ban hành sắc lệnh hành pháp và bổ nhiệm (với sự chuẩn thuận của Thượng viện) thẩm phán Tối cao Pháp viện và thẩm phán liên bang. Dù tổng thống có quyền đệ trình các dự luật (như ngân sách liên bang), thường thì tổng thống phải dựa vào sự hỗ trợ của các nghị sĩ để vận động cho các dự luật. Sau khi các dự luật được thông qua ở hai viện Quốc hội, cần có chữ ký của tổng thống để trở thành luật, đó là lúc tổng thống có thể sử dụng quyền phủ quyết, dù không thường xuyên, để bác bỏ chúng. Quốc hội có thể vượt qua phủ quyết của tổng thống nếu có được đa số {\displaystyle {\tfrac {2}{3}}} ở cả hai viện. Phó Tổng thống Hoa Kỳ là viên chức hành pháp đứng hàng thứ nhì trong chính quyền. Là nhân vật số một theo thứ tự kế nhiệm tổng thống, Phó Tổng thống sẽ đảm nhiệm chức vụ tổng thống trong trường hợp tổng thống qua đời, từ nhiệm hoặc bị bãi nhiệm. Các bộ trưởng của 15 bộ khác nhau, được chọn bởi tổng thống và được phê chuẩn bởi Thượng viện, cấu thành một hội đồng cố vấn cho tổng thống gọi là "Nội các". Các thành viên Nội các chịu trách nhiệm điều hành những bộ ngành khác nhau của chính phủ như Bộ Quốc phòng, Bộ Tư pháp và Bộ Ngoại giao. Ngoài ra, còn có một số tổ chức được xếp vào nhóm Văn phòng Hành pháp của Tổng thống gồm có ban nhân viên Toà Bạch Ốc, Văn phòng Đại diện Thương mại Hoa Kỳ, Văn phòng Chính sách Kiểm soát Ma tuý Quốc gia và Văn phòng Chính sách Khoa học Kỹ thuật. Bên cạnh có các cơ quan độc lập khác như Cơ quan Tình báo Quốc gia(CIA), Cơ quan Hàng không và Vũ trụ (NASA), Cơ quan Quản lý Dược và Thực phẩm, hay Cơ quan Bảo vệ Môi trường.
- Tư pháp: Gồm Tòa án Tối cao và những tòa án liên bang thấp hơn trong đó các thẩm phán được tổng thống bổ nhiệm với sự chấp thuận của Thượng viện. Nhiệm vụ của ngành là diễn giải về luật và có thể đảo ngược các luật mà họ cho rằng vi hiến. Thiết chế đứng đầu nhánh tư pháp là Tối cao Pháp viện Hoa Kỳ (Tòa án Tối cao), gồm có chín thẩm phán. Toà án tối cao xét xử các sự vụ liên quan đến Chính phủ liên bang và những vụ tranh tụng giữa các tiểu bang, có quyền giải thích Hiến pháp và tuyên bố các hoạt động lập pháp và hành pháp ở mọi cấp chính quyền là vi hiến, cũng như có quyền vô hiệu hoá các luật lệ, tạo tiền lệ cho luật pháp và các phán quyết sau này. Dưới Toà án Tối cao là các Toà Kháng án, dưới nữa là toà án cấp quận, đây là cấp toà án thực hiện nhiều vụ xét xử nhất theo luật liên bang. Toà án liên bang cấp quận là nơi các vụ án được đem ra xét xử sơ thẩm và phán quyết. Toà kháng án là nơi xử phúc thẩm các vụ án ở toà án quận. Tối cao Pháp viện Hoa Kỳ xem xét các vụ kháng án từ toà kháng án và từ toà tối cao tiểu bang (liên quan đến các vấn đề hiến pháp), cũng như tổ chức xét xử một số vụ việc khác.

Hạ viện có 435 thành viên, mỗi thành viên đại diện cho một khu bầu cử quốc hội với nhiệm kỳ hai năm. Các ghế ở Hạ viện được chia theo tỉ lệ dân số tại 50 tiểu bang (trung bình mỗi dân biểu đại diện khoảng 646.946 cư dân). Theo Điều tra Dân số Hoa Kỳ năm 2010 (lần điều tra dân số kế tiếp sẽ là năm 2020), 7 tiểu bang chỉ có một đại diện tại Hạ viện trong khi California, tiểu bang đông dân nhất có đến 53 đại diện tại Hạ viện. Mỗi tiểu bang cho dù có đông dân hay ít dân cũng chỉ có hai Thượng nghị sĩ, được bầu với nhiệm kỳ 6 năm; một phần ba số Thượng nghị sĩ sẽ hết nhiệm kỳ cứ mỗi hai năm. Tổng thống nắm quyền một nhiệm kỳ 4 năm và có thể được tái đắc cử nhưng không được phục vụ nhiều hơn hai nhiệm kỳ (trừ một số trường hợp đặc biệt). Tổng thống không được bầu trực tiếp, mà qua một hệ thống đại cử tri đoàn trong đó số phiếu định đoạt được chia theo tỉ lệ từng tiểu bang (theo dân số). Tối cao Pháp viện, do Thẩm phán trưởng Hoa Kỳ lãnh đạo, có chín thành viên phục vụ cả đời trừ khi tự từ chức hay qua đời.

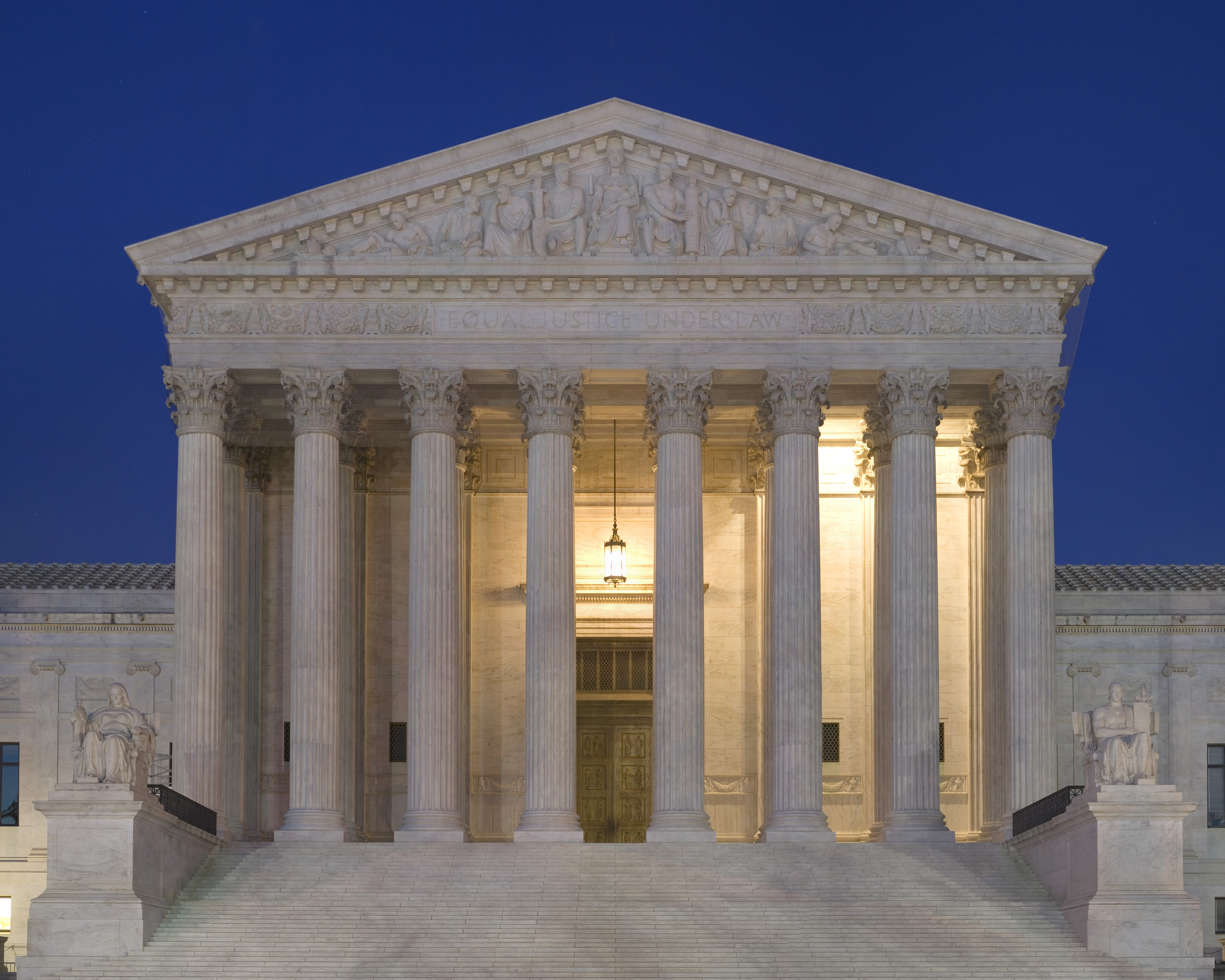
Phía trước của tòa nhà Tối cao Pháp viện Hoa Kỳ.

Tất cả các luật lệ và thủ tục pháp lý của chính phủ liên bang và chính quyền tiểu bang đều phải chịu sự duyệt xét, và bất cứ luật nào bị xét thấy là vi phạm hiến pháp bởi ngành tư pháp đều phải bị đảo ngược. Văn bản gốc của Hiến pháp thiết lập cơ cấu và những trách nhiệm của chính phủ liên bang, quan hệ giữa liên bang và từng tiểu bang, và những vấn đề trọng yếu về thẩm quyền kinh tế và quân sự. Điều một của Hiến pháp bảo vệ quyền đòi bồi thường nếu bị giam cầm bất hợp pháp, và Điều ba bảo đảm quyền được xét xử bởi một đoàn bồi thẩm trong tất cả các vụ án hình sự. Để sửa đổi Hiến pháp (tu chính án) cần phải có sự chấp thuận của ba phần tư tổng số các tiểu bang. Hiến pháp cho đến nay đã được sửa đổi 27 lần; mười tu chính án đầu tiên tạo nên Đạo luật Nhân quyền, và Tu chính án 14 hình thành cơ bản trọng tâm các quyền cá nhân tại Hoa Kỳ.
Giống chính quyền quốc gia, chính quyền tiểu bang cũng có ba nhánh: hành pháp, lập pháp và tư pháp; có sự tương đồng rất lớn trong chức năng và mục tiêu giữa chính quyền tiểu bang và Chính quyền liên bang. Chức danh đứng đầu nhánh hành pháp tiểu bang là thống đốc, được bầu theo cách phổ thông đầu phiếu, thường là theo nhiệm kỳ 4 năm (trong một vài tiểu bang, nhiệm kỳ này chỉ kéo dài hai năm). Ngoại trừ bang Nebraska theo thể chế độc viện, nhánh lập pháp của các tiểu bang còn lại đều là lưỡng viện, với viện trên gọi là Thượng viện và viện dưới gọi là Viện Dân biểu, Viện Đại biểu hoặc Đại Hội đồng. Một số tiểu bang gọi toàn bộ nhánh lập pháp của mình, bao gồm hai viện, là "Đại Hội đồng" Trong hầu hết các tiểu bang, thượng nghị sĩ phục vụ theo nhiệm kỳ 4 năm trong khi thành viên hạ viện có nhiệm kỳ kéo dài hai năm. Tách khỏi, nhưng không hoàn toàn độc lập, với hệ thống toà án liên bang là các hệ thống toà án riêng lẻ thuộc tiểu bang, có thẩm quyền xét xử các vụ án theo luật tiểu bang với trình tự riêng của mình. Tối cao pháp viện của mỗi tiểu bang có thẩm quyền tối hậu giải thích hiến pháp và luật tiểu bang. Có thể kháng án lên toà liên bang sau khi chịu xét xử bởi toà tiểu bang nếu vụ án có liên quan đến các vấn đề liên bang.
Hiến pháp của các tiểu bang khác nhau trong một số chi tiết, nhưng nhìn chung tuân theo một mô thức tương tự với hiến pháp liên bang, gồm có một tuyên ngôn về quyền của người dân và một phác đồ tổ chức chính quyền. Về các lĩnh vực như điều hành doanh nghiệp, ngân hàng, tiện ích công cộng, và các định chế từ thiện, hiến pháp các tiểu bang có những quy định rõ ràng và chi tiết hơn hiến pháp liên bang. Mỗi bản hiến pháp tiểu bang đều tuyên bố thẩm quyền tối thượng thuộc về nhân dân, và thiết lập các tiêu chuẩn và nguyên tắc nền tảng cho chính quyền.

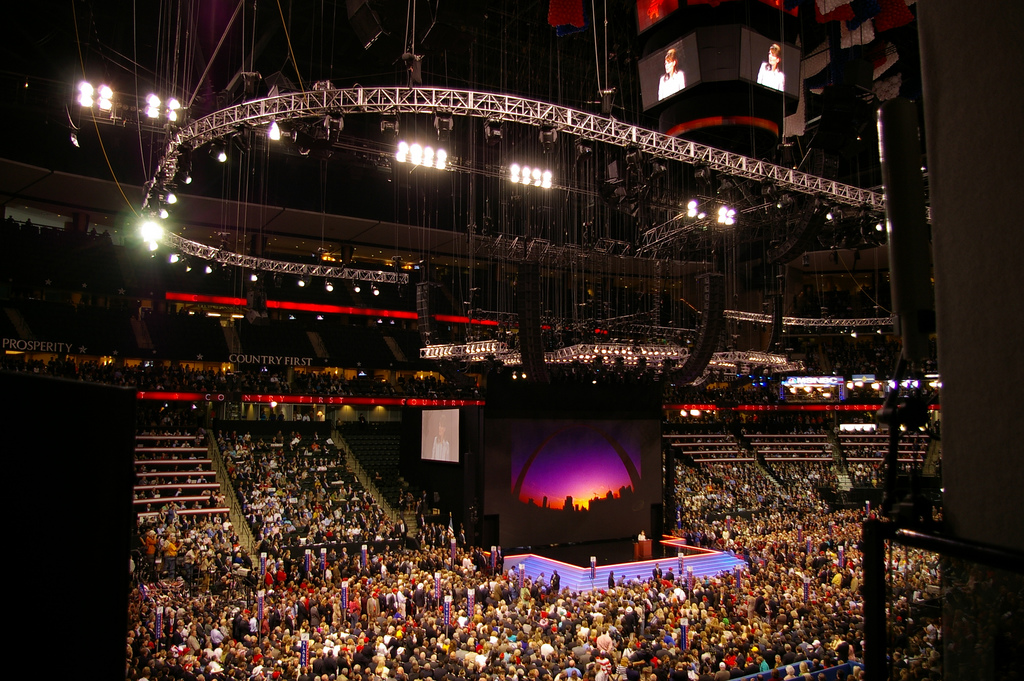
Một đại hội toàn quốc của Đảng Cộng hòa

Chính trị tại Hoa Kỳ hoạt động dưới một hệ thống lưỡng đảng gần như suốt chiều dài lịch sử Hoa Kỳ. Các đảng sử dụng các cuộc bầu cử sơ bộ để tìm ra một số ứng cử viên trong đảng của mình trước khi đại hội đề cử toàn quốc của đảng mình khai mạc. Tại đại hội đảng đề cử toàn quốc, ứng cử viên nào thành công nhất trong các cuộc bầu cử sơ bộ sẽ được đề cử ra đại diện đảng của mình tranh cử chức vụ tổng thống. Các ứng cử viên tổng thống sau đó sẽ tham gia vào các cuộc tranh luận trực tiếp trên truyền hình toàn quốc. Các ứng cử viên tổng thống sẽ vận động tranh cử khắp nơi tại Hoa Kỳ để giải thích quan điểm của họ, thuyết phục cử tri bầu cho họ và vận động gây quỹ tranh cử.
Từ lần tổng tuyển cử năm 1856, hai đảng có ảnh hưởng chi phối là Đảng Dân chủ được thành lập năm 1824 (mặc dù nguồn gốc của đảng có thể lần tìm ngược về năm 1792), và Đảng Cộng hòa thành lập năm 1854. Tổng thống đương nhiệm, Joe Biden, là một người thuộc Đảng Dân chủ. Theo sau cuộc Tổng tuyển cử Hoa Kỳ năm 2016, Đảng Cộng hòa kiểm soát cả Thượng viện và Hạ viện. Thượng viện Hoa Kỳ có hai thượng nghị sĩ độc lập (không thuộc đảng nào) – một là cựu đảng viên của Đảng Dân chủ, người kia là người tự cho mình là theo chủ nghĩa xã hội. Trong cuộc bầu cử giữa nhiệm kỳ năm 2018, Đảng Cộng hòa tiếp tục kiểm soát Thượng viện, trong khi Đảng Dân chủ đã giành lại thế đa số ở Hạ viện. Mỗi thành viên của Hạ viện hiện tại hoặc là thuộc Đảng Dân chủ hoặc là thuộc Đảng Cộng hòa. Đa số gần như tuyệt đối các viên chức địa phương và tiểu bang cũng hoặc là thuộc Đảng Dân chủ hoặc là thuộc Đảng Cộng hòa.
Trong suốt chiều dài lịch sử, các cuộc bầu cử tổng thống ở Hoa Kỳ luôn luôn có các ứng cử viên độc lập ra tranh cử tổng thống nhưng hầu hết đều không nổi bật và hầu như không giành được phiếu đại cử tri nào (và cũng chỉ chiếm một lượng rất nhỏ phiếu phổ thông). Tuy nhiên, trong một vài dịp hiếm hoi cũng xuất hiện nhiều nhân vật thứ ba có ảnh hưởng lớn và có khả năng thách thức tới vị thế của hai đảng Dân chủ và Cộng hòa. Năm 1892, lãnh đạo phe xã hội cánh tả James Weaver giành được 8,5% phiếu phổ thông và 22 phiếu đại cử tri. Điển hình nhất là trong cuộc bầu cử tổng thống năm 1912, cựu Tổng thống Theodore Roosevelt thuộc Đảng Cấp tiến giành được 27,4% phiếu phổ thông (88 phiếu đại cử tri), lãnh đạo cánh tả xã hội chủ nghĩa Eugene V. Debs giành được 6,1% phiếu phổ thông. Năm 1924, Robert M. La Follette, Sr. thuộc Đảng Cấp tiến giành được 16,1% phiếu phổ thông (13 phiếu đại cử tri). Năm 1948, Strom Thurmond của Đảng Dixiecrat giành 39 phiếu đại cử tri. Năm 1968, George Wallace của Đảng Độc lập giành 46 phiếu đại cử tri. Năm 1992, Ross Perot, ứng cử viên độc lập, giành 20 triệu phiếu phổ thông, chiếm 18,9%.
Theo Tu chính án 12, nhiệm kỳ của tổng thống bắt đầu vào đúng trưa ngày 20 tháng 1 của năm kế tiếp năm diễn ra bầu cử. Vào ngày này, được biết là ngày nhậm chức, đánh dấu sự khởi đầu nhiệm kỳ 4 năm của cả tổng thống và phó tổng thống. Trước khi hành xử quyền lực chức vụ, một vị tổng thống, theo hiến pháp quy định, phải tuyên thệ nhậm chức: "Tôi trịnh trọng tuyên thệ (hay xác nhận) rằng tôi sẽ hành xử chức vụ Tổng thống Hoa Kỳ một cách trung thành, và sẽ cố gắng hết khả năng của mình bảo tồn, bảo vệ và che chở Hiến pháp Hoa Kỳ". Mặc dù không bắt buộc nhưng các tổng thống có truyền thống sử dụng một quyển thánh kinh để tuyên thệ nhậm chức và đọc thêm lời cuối "thế xin Thượng đế giúp tôi!" để kết thúc lời tuyên thệ.
Trong văn hóa chính trị Mỹ, Đảng Cộng hòa được xem là "center-right" hay là bảo thủ và Đảng Dân chủ được xem là "center-left" hay cấp tiến, nhưng thành viên của cả hai đảng có một tầm mức quan điểm rộng lớn. Trong một cuộc thăm dò tháng 6 năm 2010, 42% người Mỹ tự nhận mình là "bảo thủ," 35% là "ôn hòa," và 20% là "cấp tiến". Theo một cuộc bầu chọn khác vào năm 2007, tính theo số đông người lớn thì có 35,9% tự nhận là người thuộc Đảng Dân chủ, 32,9% độc lập, và 31,3% nhận là người thuộc Đảng Cộng hòa. Các tiểu bang đông bắc, Ngũ Đại Hồ, và Duyên hải miền Tây tương đối thiên lệch về cấp tiến – họ được biết theo cách nói chính trị là "các tiểu bang xanh", "Các tiểu bang đỏ" của miền Nam và khu vực dãy núi Rocky có chiều hướng bảo thủ. Khảo sát của hãng Gallup vào tháng 8/2018 cho thấy 51% số người trẻ ở Mỹ và 57% số người theo đảng Dân Chủ thích chủ nghĩa xã hội. Các nhóm theo chủ nghĩa xã hội và dân chủ xã hội hầu như đều gia nhập Đảng Dân chủ tạo thành cánh tả của đảng này. Trong cuốn sách Văn minh Hoa Kỳ, Jean Piere Fichou cho rằng các chính đảng lớn ở Hoa Kỳ không có một ý thức hệ cố định. Họ cố gắng đưa ra một chương trình hành động làm vừa lòng đa số cử tri. Khi biểu quyết ở Quốc hội cũng không có kỷ luật đảng phái. Một đảng viên Dân chủ sẵn sàng hùa theo một người Cộng hòa bỏ phiếu chống lại một đảng viên Dân chủ khác. Các đảng chỉ mong thắng cử để cầm quyền, không cần nhân danh nguyên lý này hay luận thuyết khác. Trong Đảng Dân chủ và Đảng Cộng hòa đều có cánh tả và cánh hữu nhưng thường khó phân biệt ranh giới giữa một đảng viên Cộng hòa cánh tả và một đảng viên Dân chủ cánh hữu. Để chiến thắng, các chính trị gia Mỹ không ngại sử dụng những thủ thuật mà các nước văn minh khác e ngại. Các chiến lược tranh cử y hệt những chiến dịch quảng cáo nhằm bán hàng hóa. Tổ chức của các chính đảng thường ngày ngủ yên và chỉ bừng tỉnh khi bắt đầu tranh cử.

## Ngoại giao

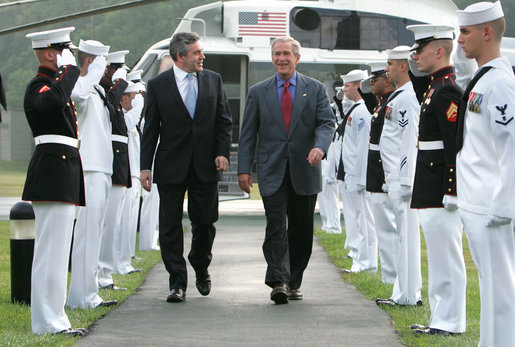
Cựu Tổng thống Hoa Kỳ George W. Bush (phải) cùng với Thủ tướng Anh Gordon Brown tại Trại David

Hoa Kỳ có ảnh hưởng kinh tế, chính trị và quân sự vô cùng to lớn, vì vậy chính sách ngoại giao của Hoa Kỳ là một đề tài được quan tâm lớn nhất trên khắp thế giới. Hầu như tất cả các quốc gia có tòa đại sứ tại Washington, D.C., và nhiều lãnh sự quán khắp đất nước. Tương tự, gần như tất cả các quốc gia đều có các sứ bộ ngoại giao tại Mỹ. Tuy nhiên, Iran, CHDCND Triều Tiên, Bhutan và Đài Loan không có quan hệ ngoại giao chính thức với Hoa Kỳ. Hoa Kỳ không phải là nước đế quốc vì họ từng có rất ít thuộc địa và những thuộc địa của họ thường là những hòn đảo có ý nghĩa về mặt quân sự nhưng Hoa Kỳ là một "đế quốc" ở chỗ họ có ảnh hưởng rộng lớn trên toàn thế giới về mặt chính trị – kinh tế – văn hóa. Lãnh thổ Hoa Kỳ không mở rộng nhưng họ củng cố địa vị trên một vùng ảnh hưởng rộng lớn. Thay vì cử quân đội đi xâm chiếm nước khác, họ xuất khẩu tư bản và văn hóa ra nước ngoài. Họ không bổ nhiệm thống đốc trực tiếp cai trị lãnh thổ hải ngoại, nhưng họ có thể tác động vào kinh tế và can thiệp vào chính trị nội bộ các quốc gia khác. Để bảo vệ lãnh thổ và duy trì ảnh hưởng toàn cầu, họ phải có những căn cứ quân sự ở nước ngoài. Để mở rộng vùng ảnh hưởng, Hoa Kỳ sử dụng 6 biện pháp bao gồm thương lượng, ủng hộ các phong trào nổi dậy, can thiệp quân sự, đầu tư tư bản, mua lãnh thổ nước khác, gây chiến để bảo vệ kiều dân. Tâm lý chống chủ nghĩa đế quốc khá phổ biến ở Hoa Kỳ, hơn nữa trong suốt thế kỷ 19, Hoa Kỳ đang bận mở rộng về phía Tây và quân đội của họ còn yếu. Chính vì vậy, Hoa Kỳ không trở thành một đế quốc thật sự như Anh, Pháp, Nga mà là một dạng của chủ nghĩa đế quốc mới.
Theo Jean Piere Fichou thì người Mỹ tin rằng nước Mỹ ra đời sau cùng là ân huệ mà Chúa ban tặng cho loài người, do đó tại Hoa Kỳ sẽ phát sinh một cuộc cách mạng lan rộng ra toàn thế giới nhằm thiết lập một xã hội mới theo ý muốn của Chúa, chính vì thế Chúa luôn đứng bên người Mỹ. Họ quên mất nước Mỹ là sự pha trộn của nhiều nền văn hóa và dân tộc Mỹ là sự pha trộn của nhiều chủng sắc tộc. Họ không muốn nhìn thấy sự khác biệt văn hóa ở các vùng đất khác và cứ hăm hở một cách ngây thơ muốn nhào nặn người khác theo hình ảnh của mình mà không hiểu rằng đó là việc không thể làm và không nên làm. Họ làm thế không hẳn vì sĩ diện dân tộc mà vì thực tâm muốn chia sẻ cho người khác cái mà họ coi là tốt nhất. Người Mỹ tin rằng họ có sứ mệnh làm cho thế giới trật tự, hạnh phúc hơn, và các nước khác muốn vậy cứ bắt chước làm theo họ. Họ muốn đưa nền dân chủ Mỹ lên làm mẫu mực cho toàn cầu và không thể hiểu nổi những nền dân chủ hoạt động không theo cách hiểu của người Mỹ. Những hành động can thiệp quân sự – chính trị của Mỹ vào nước khác đều nhân danh dân chủ tuy rằng động cơ thật sự đằng sau các hành động đó không đơn thuần là ý thức hệ mà còn là bảo vệ lợi ích của Mỹ. Lúc đó nhà nước sẽ cố gắng tuyên truyền để thuyết phục dân chúng ủng hộ các hoạt động can thiệp này bằng cách khoác lên chúng sứ mệnh cứu thế có mục đích đem văn minh, tiến bộ, dân chủ, tự do đến cho nước khác. Tuy nhiên các nước khác không phải lúc nào cũng ưa thích nền dân chủ và văn hóa Mỹ như châu Âu sau Thế chiến II từng nhận viện trợ Mỹ để tái thiết nhưng vẫn bảo vệ nền văn hóa của họ và chống lại sự chi phối chính trị của Mỹ. Việt Nam là một điển hình mà viện trợ Mỹ không đem lại sự phồn vinh cho quốc gia này, sự can thiệp chính trị – quân sự của Mỹ chỉ đem lại đau khổ cho một dân tộc và nền dân chủ kiểu Mỹ không thể hình thành ở đây. Người Mỹ can thiệp vào các quốc gia khác với thiện ý nhưng họ chỉ tạo ra chiến tranh, hỗn loạn và suy thoái tại những nơi này. Khi nhận ra sự có mặt của họ không được ưa chuộng, người Mỹ lại co vào chủ nghĩa biệt lập. Lòng hăng hái đi cứu thế tàn lụi nhanh chóng. Người Mỹ không còn có tham vọng thiết lập nền dân chủ ở nơi khác mà chỉ đơn giản duy trì các chính quyền thân Mỹ tại chỗ dù là chính quyền độc tài để bảo vệ lợi ích của nước Mỹ. Hoa Kỳ cố gắng duy trì các nước đồng minh đi theo đường lối của mình và trong phạm vi có thể kiểm soát hành động của họ. Chính sách này của Hoa Kỳ có xu hướng đế quốc hơn là do lòng hăm hở cứu thế.
Một số lực lượng ở Mỹ theo chủ nghĩa đế quốc vì họ bị hấp dẫn bởi ý tưởng cần nhiều không gian hơn nữa để chiếm lĩnh và Mỹ hóa cũng như có thêm tài nguyên và thị trường. Công cuộc mở rộng sang phía Tây của người Mỹ là hành động đế quốc vì họ sáp nhập lãnh thổ do các cường quốc khác kiểm soát hoặc chiếm đóng. Luận thuyết của bản "Tuyên ngôn Định mệnh" là để biện minh cho hành động đế quốc đó. Những người khác theo chủ nghĩa cứu thế muốn đem văn minh Hoa Kỳ chia sẻ cho người khác, đem giấc mơ Mỹ phổ biến ra toàn cầu. Những người theo chủ nghĩa biệt lập lại muốn tránh dính dáng đến những diễn biến chính trị ngoài nước Mỹ. Đây là một thiên hướng cơ bản của văn minh Hoa Kỳ có từ thời lập quốc khi George Washington cảnh báo đồng bào mình không nên dính líu đến những tranh chấp chính trị triền miên ở Châu Âu. Trên thực tế, trong thời gian dài khi Hoa Kỳ còn yếu, họ đã tránh can thiệp vào tình hình chính trị châu Âu và được bảo vệ bởi hai đại dương. Tuy nhiên, từ Chiến tranh thế giới thứ I, Hoa Kỳ đã từ bỏ chủ nghĩa biệt lập để tham gia vào cuộc chiến nhưng ảnh hưởng của chủ nghĩa biệt lập lên nền chính trị Mỹ vẫn kéo dài đến tận ngày nay. Người theo chủ nghĩa biệt lập Mỹ thường hay bất hòa với những người theo chủ nghĩa quốc tế cũng giống như những người theo chủ nghĩa chống đế quốc bất hòa với những người đề xướng cổ võ cho thuyết Vận mệnh hiển nhiên (Manifest Destiny) và Đế quốc Mỹ. Chủ nghĩa đế quốc Mỹ tại Philippines đã bị nhà văn Mark Twain, triết gia William James, và nhiều người khác chỉ trích nặng nề. Sau này, Tổng thống Woodrow Wilson đã đóng vai trò chính trong việc thành lập Hội Quốc Liên nhưng Thượng viện Hoa Kỳ cấm Hoa Kỳ trở thành thành viên của tổ chức này. Chủ nghĩa biệt lập đã trở thành một chuyện trong quá khứ khi mà ngày nay Hoa Kỳ nắm vai trò lãnh đạo trong việc thành lập Liên Hợp Quốc, trở thành thành viên thường trực của Hội đồng Bảo an Liên Hợp Quốc và là nơi đặt Trụ sở Liên Hợp Quốc. Hoa Kỳ cũng là thành viên chủ chốt của các tổ chức như G7, G20 và OECD. Tuy vậy Hoa Kỳ đã chọn không tham gia vào một số điều ước toàn cầu lớn chẳng hạn như Công ước Quốc tế về các Quyền Kinh tế, Xã hội và Văn hóa, Công ước về Quyền trẻ em hay Nghị định thư Kyoto. Tùy vào tình hình kinh tế - chính trị trong và ngoài nước Mỹ mà chủ nghĩa đế quốc, chủ nghĩa cứu thế hay chủ nghĩa biệt lập sẽ chiếm ưu thế.
Hoa Kỳ có mối quan hệ đặc biệt với Anh quốc và liên minh chặt chẽ với Australia, New Zealand, Nhật Bản, Hàn Quốc, Israel, cùng với các thành viên thuộc khối NATO như Đức, Pháp, Ý và Tây Ban Nha. Hoa Kỳ cũng làm việc bên cạnh các quốc gia láng giềng qua Tổ chức các quốc gia châu Mỹ và những thỏa thuận tự do mậu dịch như Hiệp định Thương mại Tự do Bắc Mỹ ba bên với Canada và México. Năm 2008, Hoa Kỳ đã chi tiêu 25,4 tỷ đô la trong chương trình trợ giúp phát triển chính thức, đứng nhất trên thế giới.
Mối quan hệ giữa Nga và Hoa Kỳ trở nên căng thẳng trong những năm gần đây sau những sự kiện như cuộc khủng hoảng ở Ukraine năm 2014, việc Nga sáp nhập Crimea vào năm 2015 cùng với sự can thiệp quân sự của Nga trong cuộc Nội chiến Syria, và từ cuối năm 2016 với những nghi ngờ về một sự can thiệp của Nga vào cuộc bầu cử tổng thống. Hoa Kỳ cũng có một mối quan hệ khá phức tạp với Trung Quốc, khi hai nước đều nhìn nhận về nhau như một kẻ thù đầy tiềm năng nhưng cũng đồng thời là một đối tác kinh tế cực kỳ quan trọng.
Theo một cuộc khảo sát toàn cầu được thực hiện bởi Pewglobal vào năm 2014, có 33 quốc gia được khảo sát có quan điểm tích cực (50% trở lên) về Hoa Kỳ. Trong đó, các quốc gia có cái nhìn tích cực nhất về Hoa Kỳ là Philippines (92%), Israel (84%), Hàn Quốc (82%), Kenya (80%), El Salvador (80%), Ý (78%), Ghana (77%), Việt Nam (76%), Bangladesh (76%) và Tanzania (75%). Các quốc gia có cái nhìn tiêu cực nhất về Hoa Kỳ gồm có Ai Cập (10%), Jordan (12%), Pakistan (14%), Thổ Nhĩ Kỳ (19%), Nga (23%), Lãnh thổ Palestine (30%), Hy Lạp (34%), Argentina (36%), Liban (41%), Tunisia (42%).
Ngày nay, Hoa Kỳ chủ trương mở rộng quan hệ hợp tác trên mọi lĩnh vực với rất nhiều nước trên thế giới. Cùng với xu thế toàn cầu hóa, những chính sách của Hoa Kỳ ảnh hưởng tương đối lớn tới an ninh chính trị, kinh tế của từng khu vực. Gần đây, một số nhà nghiên cứu lý giải về chính sách đối ngoại của Hoa Kỳ với lý thuyết về toàn cầu hóa. Khi mà Hoa Kỳ càng có quan hệ tốt với nhiều nước, lượng hàng hóa lưu thông sẽ càng nhiều. Nói cách khác, chính sách của Hoa Kỳ trong thời đại mới là đầu tư và xuất khẩu văn hóa sang các nước khác trên thế giới, với mục đích tìm kiếm lợi nhuận và phổ biến các giá trị mà người Mỹ cho là đúng trong một thế giới không còn tồn tại "cực". Hiện nay trong quan hệ quốc tế, tương quan lực lượng vẫn là yếu tố quyết định. Sự sụp đổ của Liên Xô khiến Hoa Kỳ không còn đối trọng. Hoa Kỳ luôn muốn giành ưu thế trong quan hệ với các quốc gia khác. Họ luôn ý thức về sức mạnh và khả năng chiến thắng của mình nên sẵn sàng can thiệp quân sự vào nước khác. Mỹ đóng vai trò sen đầm quốc tế trong trật tự thế giới hiện hành. Tuy nhiên, Chính phủ Hoa Kỳ bị kiềm chế bởi dư luận trong và ngoài nước khiến họ không thể dễ dàng theo đuổi các cuộc phiêu lưu quân sự. Hoa Kỳ bành trướng ra thế giới chủ yếu bằng các công ty đa quốc gia. Các công ty Mỹ xâm nhập các thị trường nước ngoài, đè bẹp đối thủ sau đó thâu tóm chúng. Sau khi đè bẹp đối thủ cạnh tranh người Mỹ lại ra tay cứu giúp họ bằng cách chỉ cho họ cách làm ăn, hướng dẫn họ bắt chước mô hình Mỹ. Doanh nhân Mỹ ra oai với mọi người vì lợi ích của mình và vì lợi ích của cả thiên hạ. Công chúng Mỹ hoan nghênh tình trạng đó nhưng không chấp nhận gọi đó là chủ nghĩa thực dân về mặt kinh tế.

## Quân sự

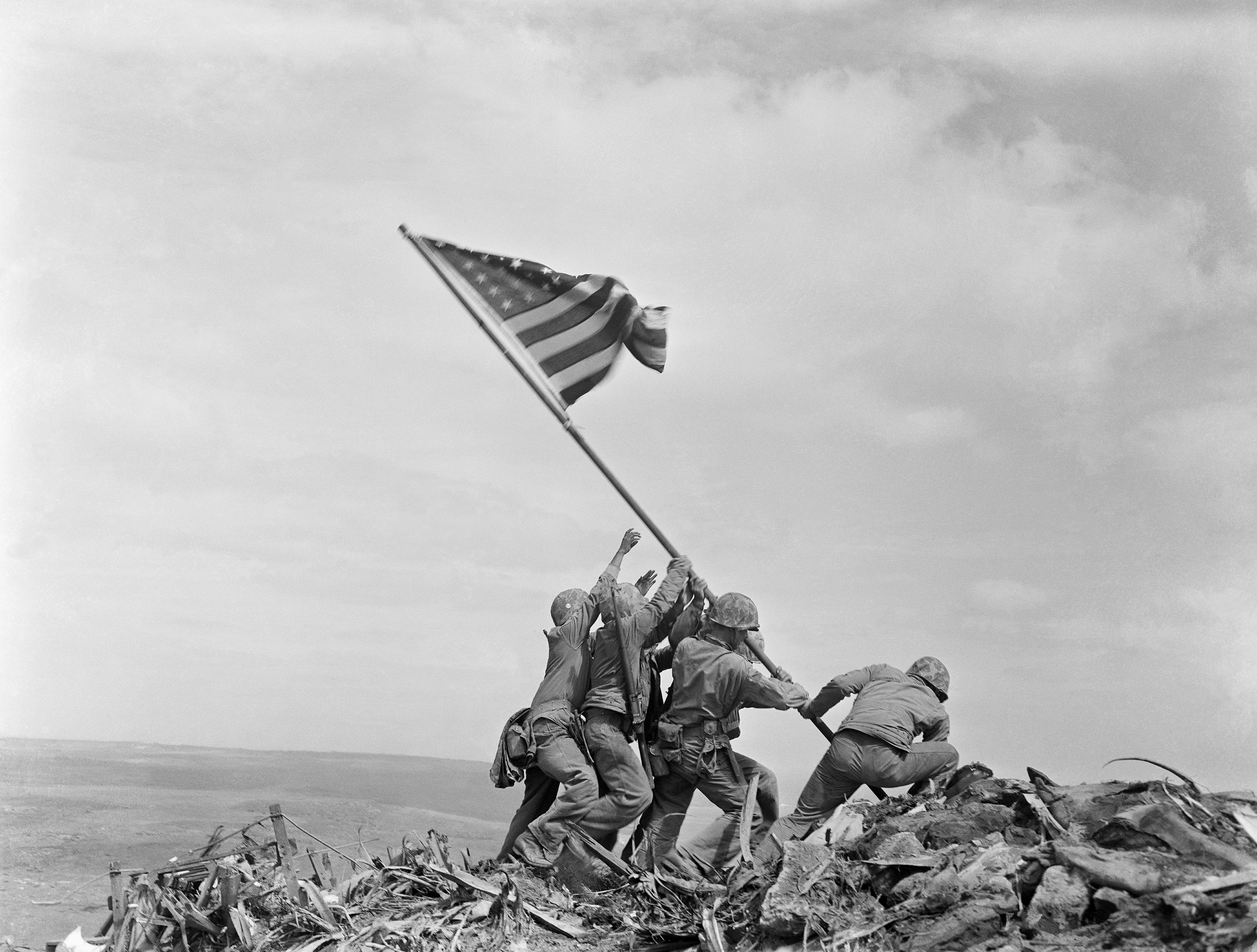
Binh sĩ Hoa Kỳ cắm cờ chiến thắng trên đảo Iwo Jima - lãnh thổ của Đế quốc Nhật Bản trong Thế chiến II

Tổng thống giữ chức vụ tổng tư lệnh các lực lượng vũ trang quốc gia và bổ nhiệm các lãnh đạo của quân đội, Bộ trưởng Quốc phòng và Bộ Tổng Tham mưu Liên quân Hoa Kỳ (Joint Chiefs of Staff). Bộ Quốc phòng Hoa Kỳ giám sát các lực lượng vũ trang, bao gồm Lục quân, Hải quân, Thủy quân lục chiến, Không quân và Lực lượng Không gian. Tuần duyên Hoa Kỳ nằm dưới quyền quản trị của Bộ Nội An trong thời bình và thuộc Bộ Hải quân trong thời chiến.
Năm 2016, quân đội Hoa Kỳ có 1.681.900 quân nhân chuyên nghiệp, cùng với hàng trăm ngàn trong mỗi ngành như Lực lượng Trừ bị và Vệ binh Quốc gia. Tổng cộng tất cả hơn 2 triệu người. Bộ Quốc phòng cũng mướn khoảng 700.000 nhân viên dân sự, không kể những nhân công hợp đồng. Quân đội Hoa Kỳ là một trong các quân đội lớn nhất tính theo quân số. Không quân Hoa Kỳ cũng là lực lượng không quân lớn nhất trên thế giới. Tính chung, các lực lượng vũ trang Hoa Kỳ sở hữu số lượng lớn các trang bị mạnh và tiên tiến mà giúp cho họ khả năng lớn cả về phòng thủ và tấn công.
Phục vụ quân sự là tình nguyện mặc dù tổng động viên có thể xảy ra trong thời chiến qua hệ thống tuyển chọn nhập ngũ. Việc khai triển nhanh các lực lượng Mỹ được cung ứng bởi một đội ngũ lớn phi cơ vận tải của Không quân và các phi cơ tiếp liệu trên không, hạm đội của Hải quân với 11 hàng không mẫu hạm hiện dịch, và các đơn vị Thủy quân lục chiến viễn chinh trên biển thuộc các Hạm đội Đại Tây Dương và Hạm đội Thái Bình Dương của Hải quân. Quân đội Hoa Kỳ cũng đang duy trì 800 căn cứ quân sự ở nước ngoài, trải dài trên tất cả các lục địa trừ Nam Cực. Vì mở rộng sự hiện diện quân sự trên toàn cầu, các học giả cho rằng Hoa Kỳ đang duy trì một "Đế quốc của các căn cứ". Hoa Kỳ cũng là nước có kho vũ khí hạt nhân lớn thứ hai thế giới.
Tính đến năm 2010, Hoa Kỳ chi tiêu khoảng 692 tỷ đô la Mỹ mỗi năm để tài trợ cho các lực lượng quân sự của mình, chiếm khoảng 42% chi tiêu quân sự thế giới, lớn hơn chi tiêu quân sự của 14 nước xếp kế tiếp cộng lại. Chi tiêu quân sự tính theo đầu người là 1.756 đô la, khoảng 10 lần trung bình của thế giới. Chi tiêu dành cho quân sự của Hoa Kỳ chiếm khoảng 3,1 % GDP quốc gia theo số liệu năm 2017. Ngân sách chính thức của Bộ Quốc phòng năm 2017 là 610 tỷ USD. Tổn phí tổng cộng được ước tính cho cuộc chiến của Hoa Kỳ tại Iraq đến năm 2016 là 2.267 tỷ đô la. Đến ngày 4 tháng 9 năm 2008, Hoa Kỳ đã mất 4.152 binh sĩ trong suốt cuộc chiến và 30.324 bị thương.
Trả lời phỏng vấn năm 2008, Lý Quang Diệu tin rằng trong 2-3 thập niên đầu của thế kỷ 21, "không có vấn đề lớn gì liên quan đến hòa bình và ổn định của quốc tế lại có thể giải quyết được mà không có vai trò lãnh đạo của Hoa Kỳ, và không một quốc gia hay nhóm nào có thể thay thế Mỹ làm cường quốc toàn cầu". Tuy nhiên, ông cũng cho rằng Mỹ sẽ dần đánh mất điều đó trong 40, 50 năm nữa trừ phi Mỹ có thể tiếp tục thu hút nhân tài, bởi sự cạnh tranh đang tới từ Trung Quốc và một số nước khác, họ đang nỗ lực trong cuộc đua về kinh tế và công nghệ giữa các cường quốc.

### Lục quân
Vũ khí phổ biến nhất mà Lục quân Hoa Kỳ sử dụng là súng trường M4A1 carbine phiên bản nâng cấp của M16A4. Súng trường M4 hiện đã thay thế hoàn toàn loại súng M16 trong Lục quân Hoa Kỳ. Biệt kích Hoa Kỳ được trang bị loại súng trường SCAR-H, trong khi các lực lượng đặc biệt sẽ được trang bị súng trường HK416. Loại súng lục đeo bên mình và phổ biến nhất trong Lục quân Hoa Kỳ là súng lục M9 9 mm cùng với súng lục M11. Cả hai loại súng này sẽ được thay thế bằng súng lục M17 trong chương trình hiện đại hóa súng lục của Quân đội Hoa Kỳ. Lục quân Hoa Kỳ sử dụng nhiều loại lựu đạn khác nhau như lựu đạn nổ M67, lựu đạn khói M18 và lựu đạn choáng M84.
Nhiều loại vũ khí đặc biệt khác nhau được cung cấp để tăng cường hỏa lực cho cấp tiểu đội gồm có súng máy nhẹ M249, súng máy MK48 là loại súng máy chuẩn hạng nhẹ của Lục quân trang bị cho các lực lượng đặc biệt, súng phóng lựu M320 và M203 cũng được cung cấp. Súng shotgun Benelli M4 Super 90, M26 Mass hay Mossberg 590 dùng để bật tung cửa khóa và cận chiến. Đối với vũ khí bắn tỉa Lục quân Hoa Kỳ sử dụng súng trường M14, súng trường bắn tỉa tầm xa M2010, súng trường bắn tỉa bán tự động M110 hay súng trường bắn tỉa hạng nặng có khả năng phá vật cản Barrett M82, các lực lượng đặc biệt được trang bị súng bắn tỉa FN SCAR.
Súng máy M240 là loại chuẩn tầm trung của Lục quân. Súng máy hạng nặng M2 được dùng như súng máy chống cá nhân và chống phá vật cản. Loại súng cối lớn nhất của Lục quân là súng cối M120 120 mm hay M121. Các loại pháo binh kéo theo xe được sử dụng để yểm trợ hỏa lực cho các đơn vị bộ binh nhẹ trong đó có pháo binh M119A1 105 mm và pháo binh M777 155 mm.
Lục quân Hoa Kỳ cũng dử dụng nhiều loại tên lửa vác vai khác nhau để hỗ trợ bộ binh trong khả năng tấn công và phòng thủ chống cơ giới. Vũ khí tấn công đa mục đích được bắn từ trên vai AT4, M141 và M72 LAW là những loại tên lửa không điều khiển có thể tiêu diệt các công trình phòng vệ cố định hay cơ giới ở tầm xa. M3 MAAWS là súng chống tăng không giật. BGM-71 TOW là loại tên lửa chống tăng hạng nặng có điều khiển. Tên lửa FGM-148 Javelin là loại tên lửa "bắn rồi không phải điều khiển nữa" (fire-and-forget) có thể chọn đánh từ trên xuống để tránh phần bọc thép dày phía trước; Javelin và TOW là các loại tên lửa hạng nặng, có khả năng xuyên phá cơ giới ở tầm xa 2.000 mét.
Loại xe phổ biến nhất của Lục quân là Humvee, có khả năng phục vụ đa nhiệm vụ với các vai trò như chở binh sĩ, tiếp liệu, nơi đặt vũ khí, tải thương và còn nhiều vai trò khác nữa, xe Humvee được thay thế dần bằng loại xe Oshkosh L-ATV từ năm 2015. Mặc dù lục quân sử dụng nhiều loại xe hỗ trợ tác chiến khác nhau nhưng loại phổ biến nhất là nhóm xe chiến thuật cơ động mở rộng hạng nặng HEMTT. M1 Abrams là loại xe tăng tác chiến chính của lục quân, trong khi đó M2A3 Bradley là xe chiến đấu bộ binh chuẩn của lục quân. Các loại xe quân sự khác gồm có xe tác chiến kỵ binh M3A3 thuộc dòng xe chiến đấu Bradley, dòng xe Stryker, và thiết vận xa bộ binh M113, và nhiều loại xe bộ binh bọc thép có thể chống được mìn bẫy như MRAP.
Vũ khí pháo binh của Lục quân Hoa Kỳ khá đa dạng. AN/TWQ-1 Avenger, Patriot và THAAD là 3 hệ thống tên lửa phòng không. Pháo mặt đất gồm lựu pháo M777, M119, pháo tự hành M109 howitzer, M109A6 Paladin, hệ thống pháo phóng loạt cơ động cao M142 HIMARS và hệ thống phóng nhiều tên lửa M270.
Lục quân Hoa Kỳ sử dụng nhiều loại máy bay trực thăng. Trong số đó là trực thăng tấn công AH-64 Apache, trực thăng tấn công hạng nhẹ/trinh sát vũ trang OH-58 Kiowa, trực thăng vận tải tiện ích chiến thuật UH-60 Black Hawk và trực thăng vận tải hạng nặng CH-47 Chinook. Theo kế hoạch giảm từ 7 xuống còn bốn loại máy bay trực thăng.
Đối với UAV. Lục quân Hoa Kỳ triển khai các máy bay không người lái MQ-1C Gray Eagle.

### Không quân
Vào năm 2018, Không quân Hoa Kỳ có tổng cộng 5047 máy bay các loại và 406 tên lửa đạn đạo xuyên lục địa.
- Cường kích: Các phi cơ cường kích của Không quân Hoa Kỳ được chế tạo cho mục đích tấn công các cứ điểm trên mặt đất. Chúng thường được sử dụng để hỗ trợ bộ binh Hoa Kỳ. Các loại phi cơ cường kích đang được sử dụng bao gồm A-10, AC-130, MQ-9.
- Oanh tạc cơ: B-1B, B-2, B-52H
- Vận tải cơ:: C-5M, C-12, C-17, C-21, C-32, C-37, C-130, C-40, CV-22, VC-25
- Tác chiến điện tử: E-3, E-4, E-8, EC-130
- Tiêm kích: F-15, F-15E, F-16, F-22, F-35A
- Tên lửa: AGM-86 ALCM (tên lửa hành trình không đối đất), AGM-129A (tên lửa hành trình tàng hình hạt nhân), AGM-130 MISSILE (tên lủa không đối đất có điều khiển), AGM-65 Maverick (tên lủa không đối đất có điều khiển), AGM-88 HARM (tên lủa diệt rada), AGM-158 JASSM (tên lửa hành trình tàng hình), AIM-120 AMRAAM (tên lửa không đối không tầm trung tân tiến), AIM-7 SPARROW (tên lửa không đối không có điều khiển), AIM-9 Sidewinder (tên lửa không đối không tầm nhiệt), GBU-15 (Bom lượn có điều khiển), GBU-39B (Bom điều khiển), JDAM GBU- 31/32/38 (Bom chùm có điều khiển), LGM-30G MINUTEMAN III (tên lửa hạt nhân đạn đạo liên lục địa).

### Hải quân
Hải quân Hoa Kỳ hiện sở hữu 11 tàu sân bay, 9 tàu tiến công đổ bộ, 11 tàu vận tải đổ bộ, 12 tàu bến đổ bộ, 22 tàu tuần dương, 69 tàu khu trục, 19 tàu duyên hải, 13 tàu tuần tra ven biển, 14 tàu ngầm mang tên lửa đạn đạo, 4 tàu ngầm vũ trang tên lửa có điều khiển, 52 tàu ngầm tấn công cùng vài trăm chiếc phi cơ hải quân các loại.
Hệ thống vũ khí trên tàu Hải quân Hoa Kỳ gần như hoàn toàn là tập trung vào các tên lửa. Không kích vào đất liền là nhiệm vụ của tên lửa BGM-109 Tomahawk, đối với nhiệm vụ tấn công chống tàu thì tên lửa Harpoon missile là vũ khí được ưa chuộng của Hải quân Hoa Kỳ. Để phòng vệ chống tên lửa địch tấn công thì Hải quân Hoa Kỳ sử dụng một số hệ thống được điều hợp bởi Hệ thống Chiến đấu Aegis. Phòng vệ tầm xa và tầm trung thì do tên lửa Standard 2 đảm trách. Phòng vệ chống tên lửa tầm ngắn thì do Phalanx CIWS và RIM-162 Evolved Sea Sparrow. Ngoài tên lửa, Hải quân Hoa Kỳ cũng sử dụng các loại ngư lôi như Mk 46, Mk 48, Mk 50 và Mk 54 cùng nhiều loại thủy lôi. Các phi cơ cánh cố định của Hải quân Hoa Kỳ cũng được gắn nhiều loại vũ khí như các phi cơ của Không quân Hoa Kỳ cho cả không chiến hoặc không đối đất.

## Kinh tế

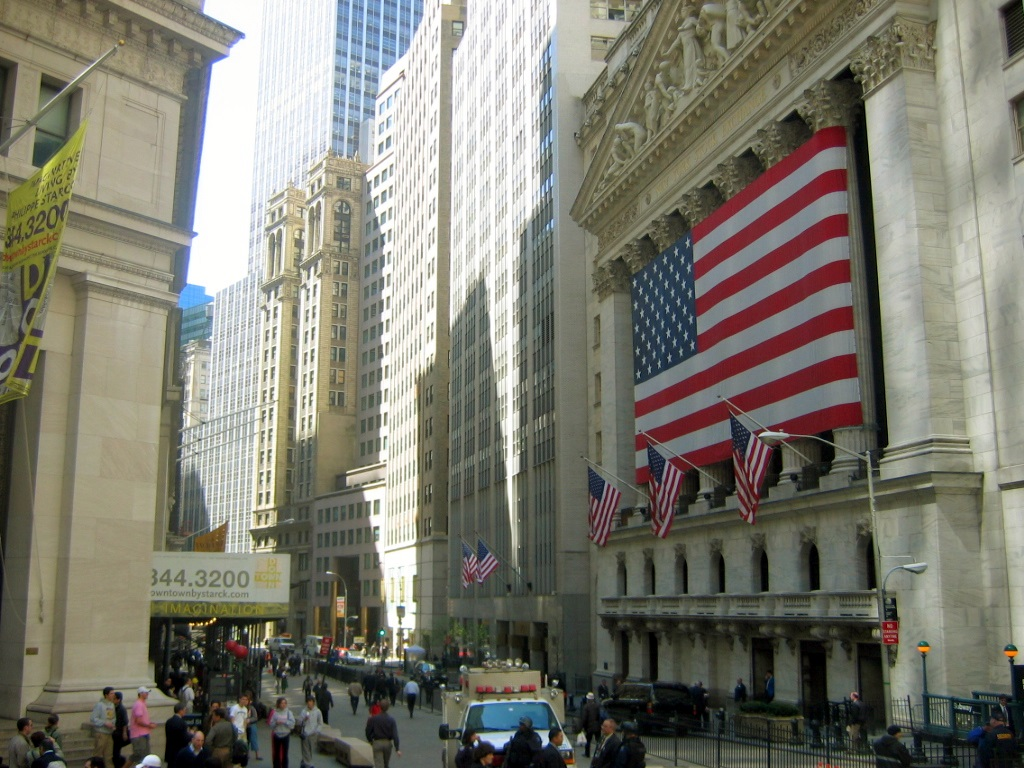
Phố Wall là nơi có Sở Giao dịch Chứng khoán New York (NYSE)

Nền kinh tế Hoa Kỳ là nền kinh tế hỗn hợp có mức độ phát triển cao. Đây là nền kinh tế lớn nhất thế giới tính theo giá trị GDP danh nghĩa (nominal) và lớn thứ hai thế giới tính theo ngang giá sức mua (PPP). Nó có GDP bình quân đầu người đứng thứ 7 thế giới tính theo giá trị danh nghĩa và thứ 11 thế giới tính theo PPP năm 2016. Đồng đô la Mỹ (USD) là đồng tiền được sử dụng nhiều nhất trong các giao dịch quốc tế và là đồng tiền dự trữ phổ biến nhất thế giới, được bảo đảm bằng nền khoa học công nghệ tiên tiến, quân sự vượt trội, niềm tin vào khả năng trả nợ của chính phủ Mỹ, vai trò trung tâm của Hoa Kỳ trong hệ thống các tổ chức toàn cầu kể từ sau chiến tranh thế giới thứ 2 (WWII) và hệ thống đô la dầu mỏ (petrodollar system). Một vài quốc gia sử dụng đồng đô la Mỹ là đồng tiền hợp pháp chính thức, và nhiều quốc gia khác coi nó như đồng tiền thứ hai phổ biến nhất (de facto currency). Những đối tác thương mại lớn nhất của Hoa Kỳ bao gồm Trung Quốc, Canada, Mexico, Nhật Bản, Đức, Hàn Quốc, Anh Quốc, Pháp, Ấn Độ và Đài Loan.

Nền kinh tế Hoa Kỳ phát triển nhờ nguồn tài nguyên thiên nhiên dồi dào, hệ thống cơ sở hạ tầng phát triển đồng bộ và năng suất lao động cao. Giá trị nguồn tài nguyên thiên nhiên đứng cao thứ hai thế giới, ước đạt 45.000 tỷ đô la năm 2016. Người Mỹ có mức thu nhập hộ gia đình và mức tiền công trung bình cao nhất trong khối các quốc gia thuộc Tổ chức Hợp tác và Phát triển kinh tế (OECD), và đứng thứ 4 về mức thu nhập bình quân năm 2010, giảm 2 bậc so với mức cao nhất năm 2007. Hoa Kỳ cũng có nền kinh tế quốc dân lớn nhất thế giới (không bao gồm vùng thuộc địa) kể từ những năm 1890.

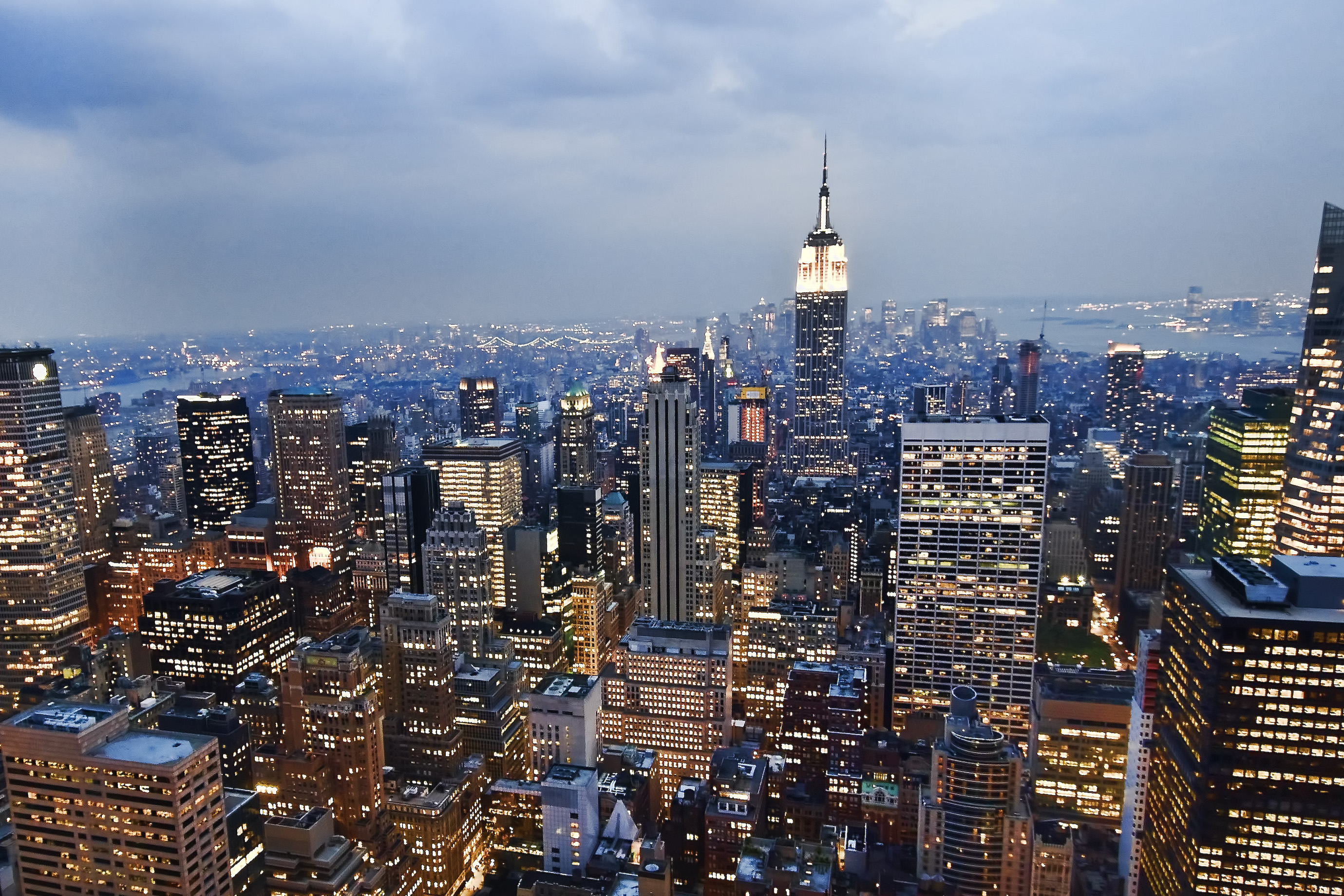
New York, trung tâm tài chính của Hoa Kỳ và thế giới.

Trong năm 2016, Mỹ là quốc gia có kim ngạch thương mại lớn nhất, cũng như là nhà sản xuất hàng hoá lớn thứ 2 toàn cầu, đóng góp vào 20% tổng sản lượng thế giới. Nước Mỹ không chỉ có nền kinh tế lớn nhất, mà còn có sản lượng công nghiệp lớn nhất theo báo cáo Diễn đàn Thương mại và Phát triển (UNCTAD). Nước Mỹ không chỉ có thị trường nội địa lớn nhất cho các loại hàng hoá, mà còn chiếm vị trí tuyệt đối trong thị trường dịch vụ. Tổng giao dịch thương mại đạt 4,92 nghìn tỷ đô la năm 2016. Trong tổng số 500 công ty lớn nhất thế giới, có 134 công ty đặt trụ sở tại Hoa Kỳ. Năm 2013, tám trong số mười công ty lớn nhất thế giới tính theo vốn hóa thị trường đều là các công ty của Mỹ: Apple Inc., ExxonMobil, Berkshire Hathaway, Walmart, General Electric, Microsoft, IBM và Chevron Corporation.
Hoa Kỳ có một trong những thị trường tài chính lớn nhất và ảnh hưởng nhất toàn cầu. Thị trường chứng khoán New York (NYSE) hiện là thị trường chứng khoán có mức vốn hoá lớn nhất. Các khoản đầu tư nước ngoài tại Mỹ đạt 2,4 nghìn tỷ đô la, trong khi những khoản đầu tư của Mỹ ra nước ngoài vượt 3,3 nghìn tỷ đô la. Nền kinh tế Mỹ luôn dẫn đầu trong các khoản đầu tư trực tiếp và tài trợ cho nghiên cứu và phát triển. Chi tiêu tiêu dùng chiếm 71% GDP năm 2013. Hoa Kỳ có thị trường tiêu dùng lớn nhất thế giới, với chi tiêu trung bình hộ gia đình lớn gấp 5 lần tại Nhật Bản. Thị trường lao động Mỹ đã thu hút người nhập cư từ khắp nơi trên thế giới và tỷ lệ nhập cư ròng tại đây luôn nằm trong mức cao nhất thế giới. Hoa Kỳ nằm trong bảng xếp hạng một trong các quốc gia có nền kinh tế cạnh tranh và hoạt động hiệu quả nhất theo các báo cáo của Ease of Doing Business, Báo cáo cạnh tranh toàn cầu và các báo cáo khác.
Nền kinh tế Hoa Kỳ đã trải qua đợt suy thoái theo sau khủng hoảng tài chính năm 2007–08, với sản lượng năm 2013 vẫn dưới mức tiềm năng theo báo cáo cơ quan ngân sách quốc hội. Tuy nhiên nền kinh tế đã bắt đầu hồi phục từ nửa sau năm 2009, và tới tháng 10 năm 2017, tỷ lệ thất nghiệp đã giảm từ mức cao 10% xuống còn 4,1%. Vào tháng 12 năm 2014, tỷ lệ nợ công đã chiếm hơn 100% GDP. Tổng tài sản có tài chính nội địa đạt tổng 131 nghìn tỷ đô la và tổng nợ tài chính nội địa là 106 nghìn tỷ đô la.
Hoa Kỳ là một nước có nền kinh tế tư bản chủ nghĩa điển hình. Hoa Kỳ có chủ nghĩa tư bản thương nghiệp, chủ nghĩa tư bản hoang dã, chủ nghĩa tư bản công nghiệp, chủ nghĩa tư bản tài chính và cả chủ nghĩa tư bản nhân dân. Chủ nghĩa tư bản phát triển mạnh tại Hoa Kỳ vì nơi đây hội tụ mọi điều kiện thuận lợi. Ngoài ra, chế độ kinh tế và văn hóa tại Hoa Kỳ lại gắn liền với đạo đức luận Tin lành. Max Weber từng khẳng định đạo Tin Lành đã sản sinh ra chủ nghĩa tư bản vì nó đoạn tuyệt với xã hội và Giáo hội thời Trung Cổ vốn chỉ trầm tư nhiều hơn hành động. Đó là trào lưu tư tưởng của tầng lớp trung lưu coi lao động và tiết kiệm là phương tiện chắc chắn dẫn đến tiến bộ.
Tính theo phần trăm tổng sản phẩm nội địa, nợ của Hoa Kỳ xếp thứ 30 trong số 120 quốc gia mà số liệu sẵn có vào năm 2007. Nợ quốc gia đã tăng lên nhanh chóng trong những thập niên gần đây, vào 28 tháng 1 năm 2010, tổng nợ của Hoa Kỳ đã tăng lên 14,3 nghìn tỷ đô la. Theo ngân sách liên bang Hoa Kỳ năm 2010, tổng nợ quốc gia sẽ tăng lên bằng gần 100% GDP, so với mức xấp xỉ 80% năm 2009. Đến tháng 10 năm 2013, tổng nợ bằng 107% GDP. Khoản nợ này tính theo GDP vẫn thấp hơn số nợ của Nhật Bản cung năm (192%) và tương đương với một số quốc gia Tây Âu. Đến năm 2017, tổng nợ chỉ còn chiếm 77,4% GDP. Tính đến năm 2014, Trung Quốc là chủ nợ lớn nhất của Hoa Kỳ với việc nắm giữ 1,26 nghìn tỷ đô la trái phiếu kho bạc.
Thành phần tư nhân chiếm phần lớn nền kinh tế. Trong năm 2009, hoạt động kinh tế của chính phủ liên bang chiếm 4,3% GDP, của chính quyền tiểu bang và địa phương chiếm 9,3%, trong khi khu vực tư nhân được ước tính là 86,4%. Nền kinh tế Hoa Kỳ là nền kinh tế hậu công nghiệp, với ngành dịch vụ đóng góp 67.8% tổng sản phẩm nội địa. Ngành thương nghiệp dẫn đầu trong số các ngành dịch vụ, tính theo tổng doanh thu là buôn bán sỉ và lẻ; theo lợi tức khấu trừ là tài chính và bảo hiểm. Tính đến ngày 31 tháng 12 năm 2019, có tổng cộng 5.177 ngân hàng thương mại và tổ chức tín dụng tại Hoa Kỳ. Trong số đó, 5 ngân hàng lớn nhất là JPMorgan Chase, Bank of America, Wells Fargo, Citigroup, và Goldman Sachs.
Hoa Kỳ vẫn là một siêu cường công nghiệp với các sản phẩm hóa học dẫn đầu ngành sản xuất. Hoa Kỳ hiện là nhà sản xuất hàng hoá lớn thứ hai thế giới, với tổng sản lượng công nghiệp năm 2013 đạt 2,4 nghìn tỷ đô la. Sản lượng này lớn hơn Đức, Pháp, Ấn Độ và Brazil cộng lại. Những ngành công nghiệp chính bao gồm dầu mỏ, thép, ô tô, máy móc xây dựng, hàng không, máy nông nghiệp, viễn thông, hoá chất, điện tử, chế biến thực phẩm, hàng tiêu dùng, gỗ, và khai khoáng.

Hoa Kỳ hiện là nước sản xuất dầu mỏ và khí đốt đứng đầu thế giới. Ngành công nghiệp dầu mỏ của Hoa Kỳ đạt sản lượng khai thác ở mức cao kỷ lục 4,46 tỷ thùng dầu thô vào năm 2019. Mỹ chính thức vượt Ả Rập Xê Út để trở thành nước xuất khẩu dầu mỏ nhiều nhất thế giới vào cuối năm 2019. Hoa Kỳ còn là nước sản xuất năng lượng điện và hạt nhân số một của thế giới cũng như khí đốt thiên nhiên hóa lỏng, nhôm, sulfur, phosphat, và muối.

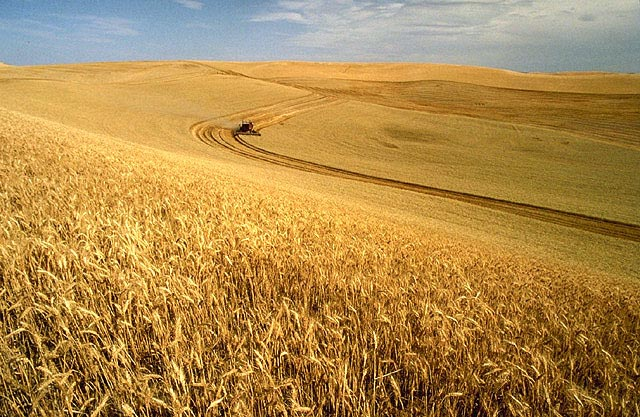
Một vụ thu hoạch lúa mì ở Idaho

Nông nghiệp của Hoa Kỳ chỉ chiếm 1% GDP nhưng chiếm 60% sản xuất nông nghiệp của thế giới. Vụ mùa hái ra tiền dẫn đầu của Hoa Kỳ là cần sa mặc dù luật liên bang nghiêm cấm trồng và bán cần sa. Mặc dù nông nghiệp chỉ đóng góp 1% vào sản lượng kinh tế, Hoa Kỳ vẫn là nước xuất khẩu lương thực hàng đầu thế giới. Với những vùng đất trồng trọt ôn đới rộng lớn, những tiến bộ về kỹ thuật canh tác nông nghiệp, và chính sách trợ giá nông nghiệp, Hoa Kỳ kiểm soát gần một nửa lượng xuất khẩu lúa gạo của thế giới. Các sản phẩm bao gồm lúa mì, ngô, các loại hạt khác, hoa quả, rau, bông, thịt bò, thịt lợn, gia cầm, sản phẩm từ sữa, lâm sản và cá. Hoa Kỳ là nhà sản xuất ngô và đậu tương đứng đầu thế giới, đồng thời là quốc gia đi đầu trong việc phát triển và sản xuất các loại thực phẩm biến đổi gen.
75% các cơ sở làm ăn tại Hoa Kỳ không có lập sổ lương bổng, nhưng chúng chỉ chiếm một phần nhỏ giao dịch. Các hãng có sổ lương từ 500 hoặc nhiều hơn chiếm 49,1% tất cả các công nhân được trả lương; năm 2002, chiếm 59,1% giao dịch. Hoa Kỳ xếp hạng ba trong danh sách chỉ số thuận lợi làm ăn theo công bố của Ngân hàng Thế giới. So với châu Âu, tài sản của Hoa Kỳ và thuế lợi tức thu được từ các tập đoàn thông thường cao hơn trong khi thuế tiêu thụ và nhân lực thấp hơn. Sở Giao dịch Chứng khoán New York và NASDAQ là hai sàn giao dịch chứng khoán lớn nhất thế giới theo giá trị đô la.
Xã hội Mỹ luôn đề cao doanh nhân khởi nghiệp và kinh doanh. Doanh nhân được định nghĩa là người thực hiện những cải tiến kỹ thuật, tập hợp tài chính cùng những nhạy bén về kinh doanh, tổng hợp nỗ lực để chuyển hoá những ý tưởng cải tiến thành hàng hóa dịch vụ có giá trị kinh tế. Điều này góp phần tạo nên những tổ chức, công ty mới hoặc một phần hoặc cải cách, chuyển hoá những tổ chức già cỗi để đón nhận những cơ hội mới. Tài sản được xem là một tiêu chí để đánh giá con người. Người ta công bố thu nhập của mình để nhận được sự kính trọng của xã hội. Giáo hội rao giảng về đồng tiền, đánh giá chính xác quyền lực thuyết giáo của đồng tiền. Dư luận tôn vinh tư bản công nghiệp bao nhiêu thì cũng chối bỏ tư bản đầu cơ bấy nhiêu. Nhà tư bản nào tạo ra của cải vật chất, công ăn việc làm thì được kính trọng. Những kẻ làm giàu bằng những thủ đoạn ám muội thì bị phỉ báng. Khi nhà tư bản tự phát triển doanh nghiệp của mình thì được xã hội ca ngợi, khi họ xin xỏ của công để làm lợi cho bản thân thì bị chỉ trích. Lợi nhuận vẫn là động lực chủ yếu của nền văn minh Hoa Kỳ. Lao động là yếu tố cơ bản trong cuộc sống ở Hoa Kỳ. Trẻ em, sinh viên đều làm việc rất sớm và được khuyến khích kinh doanh. Người Mỹ không thích chủ nghĩa cộng sản và dị ứng với tất cả những gì định thay đổi tổ chức xã hội. Nền tảng văn minh Hoa Kỳ dựa vào sự tiêu thụ, sản xuất, nâng cao không ngừng mức sống cho nên nó không chấp nhận điều hòa, quản lý lao động, lợi nhuận, tài nguyên. Nếu chủ nghĩa tư bản tại Mỹ có bị nhà nước điều chỉnh thì cũng chỉ làm cho nó bớt hung hăng nhằm bảo vệ nguyên tắc tự do kinh doanh và cạnh tranh bình đẳng. Người Mỹ xem trọng hiệu quả. Tính hiệu quả của người Mỹ gắn liền với chủ nghĩa thực dụng của họ. Ý thức hệ không quan trọng và cái hữu hiệu được ưa chuộng hơn cái đẹp vì hiệu quả sẽ dẫn đến thành công.

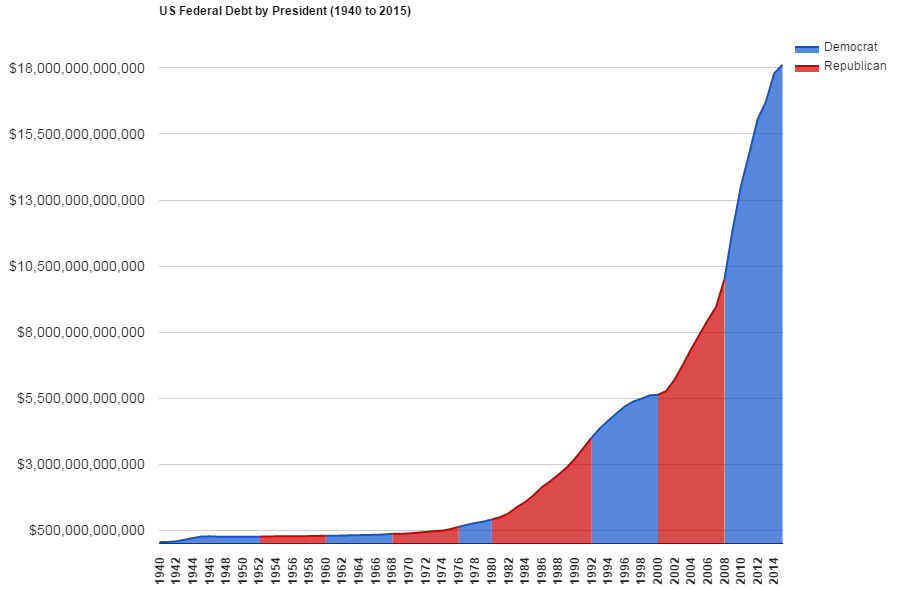
Nợ công của Mỹ

Hệ thống thuế của Hoa Kỳ là hệ thống lũy tiến và rất phức tạp, được thu bởi ít nhất là 4 cấp chính quyền với nhiều loại thuế khác nhau như thuế thu nhập, thuế tài sản, thuế doanh nghiệp, thuế nhập khẩu, thuế tiền lương, thuế bất động sản,... Nguồn thu từ thuế chiếm 25% tổng GDP của cả nước vào năm 2011. Thị trường chợ đen trong nền kinh tế Mỹ rất hiếm so với các nước khác. Cả công dân Mỹ không cư trú trong nước và người có thẻ xanh sống ở nước ngoài đều bị đánh thuế thu nhập của họ bất kể họ sống ở đâu hoặc họ kiếm được thu nhập ở đâu, ngoài Hoa Kỳ thì trên thế giới chỉ Eritrea là có chính sách như vậy.
Có khoảng 160,4 triệu người trong lực lượng lao động Hoa Kỳ vào năm 2017, đây là lực lượng lao động lớn thứ tư sau Trung Quốc, Ấn Độ và Liên minh châu Âu. Chính phủ (liên bang, tiểu bang và địa phương) sử dụng 22 triệu nhân công vào năm 2010. 85% người lao động Mỹ làm việc trong khu vực tư nhân. Một số doanh nghiệp và nhà tuyển dụng lớn nhất trên thế giới hiện nay là các công ty của Mỹ. Trong số đó có Walmart, vừa là doanh nghiệp lớn nhất vừa là nhà tuyển dụng khu vực tư nhân lớn nhất trên thế giới.
Khoảng 12% công nhân Mỹ là thành viên của công đoàn, thấp hơn so với mức 30% tại Tây Âu. Các nghiệp đoàn không theo một ý thức hệ cố định nào. Họ chỉ cần đạt yêu sách của mình ở cấp địa phương. Thường thì nghiệp đoàn thân Đảng Dân chủ hơn nhưng nếu cần họ quay sang ủng hộ Đảng Cộng hòa. Nghiệp đoàn thường có mối liên hệ với mafia và không ngại dùng các thủ đoạn đáng ngờ. Lãnh tụ nghiệp đoàn là những người chuyên nghiệp, đôi khi là những người kém đạo đức hoặc thậm chí là những tên tội phạm. Không như các nhóm lao động ở một số nước khác, các nghiệp đoàn Hoa Kỳ tìm cách hoạt động ngay trong hệ thống doanh nghiệp tự do đang tồn tại – một chiến lược làm thất vọng các nhà xã hội chủ nghĩa. Hoa Kỳ không trải qua chế độ phong kiến, và chỉ có rất ít người lao động cho rằng họ bị lôi cuốn vào một cuộc đấu tranh giai cấp. Thay vào đó, phần lớn người lao động chỉ đơn giản nhận thức rằng họ đang đòi các quyền bình đẳng để tiến bộ như những người khác. Một yếu tố khác làm giảm đối kháng giai cấp là việc công nhân Mỹ, ít nhất là công nhân nam da trắng, được có quyền bầu cử sớm hơn công nhân ở các nước khác.
Hoa Kỳ đứng hạng nhất về dễ mướn và sa thải công nhân theo Ngân hàng Thế giới. Người Mỹ có chiều hướng làm việc nhiều giờ hơn mỗi năm so với công nhân tại các quốc gia phát triển khác, dùng ngày nghỉ phép ít hơn và ngắn hơn. Giữa năm 1973 và 2003, công việc một năm cho mỗi người Mỹ trung bình tăng 199 giờ. Kết quả một phần, Hoa Kỳ vẫn là nước có hiệu suất lao động cao nhất trên thế giới. Tuy nhiên, Hoa Kỳ không còn dẫn đầu hiệu suất sản xuất tính trên mỗi giờ như đã từng như vậy giữa thập niên 1950 và thập niên 1990; công nhân tại Na Uy, Pháp, Bỉ, và Luxembourg hiện nay là các nước có hiệu suất sản xuất trên giờ lao động cao hơn.

### Lợi tức, phát triển con người và giai cấp xã hội
Chiếm 4,24% dân số toàn cầu thế nhưng Mỹ chiếm tới 29,4% tổng tài sản thế giới, đây là tỷ lệ lớn nhất trong số các quốc gia. Mỹ cũng là quê hương của nhiều tỉ phú và triệu phú nhất thế giới. Vào năm 2019, cả ba cá nhân giàu nhất thế giới (Jeff Bezos, Bill Gates và Warren Buffett) đều là người Mỹ. Vào tháng 3 năm 2013, Mỹ xếp số 1 thế giới về Chỉ số An ninh Lương thực Toàn cầu. Năm 2017, Hoa Kỳ xếp thứ 13 trong số 189 quốc gia về Chỉ số Phát triển Con người (HDI).
Trong năm 2014, 14,8% dân số Mỹ sống trong nghèo khó. Báo cáo của Feeding America chỉ ra trong năm 2014 có 49 triệu người Mỹ lâm vào tình trạng không bảo đảm về đủ thực phẩm. Trong tháng 6 năm 2016, tổ chức IMF đã cảnh báo Hoa Kỳ rằng tỷ lệ nghèo khó tăng cao cần được giải quyết khẩn cấp.
Hoa Kỳ có một mạng lưới an sinh xã hội thấp nhất trong các quốc gia phát triển. Tuy vậy mức sống của người nghèo tại Mỹ lại thuộc hàng cao nhất thế giới. Theo khảo sát thì 80% hộ nghèo tại Mỹ sở hữu máy lạnh, 92% hộ nghèo có lò vi sóng, gần 3/4 có ô tô hoặc xe tải và 31% có hai ô tô hoặc xe tải trở lên. Trung bình một người nghèo tại Mỹ có nhiều không gian sống hơn những người không nghèo điển hình ở Thụy Điển, Pháp hoặc Anh. Robert Rector, nghiên cứu viên Cao cấp tại Phòng Nghiên cứu Chính sách Nội địa cho rằng tình trạng nghèo đói tại Mỹ đã bị thổi phồng quá mức bởi truyền thông và giới chính trị gia. Theo ông thì "Chiến lược của giới truyền thông là lấy 3 phần trăm hoặc 4 phần trăm số người nghèo kém may mắn nhất và miêu tả tình trạng của họ như là đại diện cho hầu hết những người nghèo tại Mỹ". Mike Brownfield trích dẫn dữ liệu của Bộ Nông nghiệp Hoa Kỳ năm 2009 cho thấy 96% các bậc cha mẹ nghèo tại Mỹ nói rằng con cái của họ không bao giờ đói vào bất cứ thời điểm nào trong năm, 83% các hộ gia đình nghèo cho biết họ có đủ thức ăn để ăn. Theo Tim Worstall, nhà nghiên cứu của học viện Adam Smith thì những cá nhân có thu nhập thấp tại Mỹ vẫn có thu nhập cao hơn khoảng 70% dân số thế giới.
Dân số nằm trong mức cực nghèo khó đã gia tăng trong khoảng thời gian từ năm 2000 đến 2009. Người dân thuộc diện này thường không được tiếp cận với giáo dục chất lượng cao; tỷ lệ phạm tội cao hơn, tỷ lệ cao hơn về những tổn thương thể chất và tâm lý, thiếu tiếp cận tới tín dụng và tích luỹ của cải; chịu giá hàng hoá dịch vụ cao, và khó tiếp cận những cơ hội nghề nghiệp hơn. Trong năm 2017, tiểu bang có tỷ lệ hộ nghèo thấp nhất là bang New Hampshire (7,3%), và khu vực có tỷ lệ nghèo cao nhất là Samoa thuộc Mỹ (65%). Trong số các bang, tỷ lệ hộ nghèo cao nhất là ở bang Mississippi (21,9%).
Hoa Kỳ là quốc gia có mức thu nhập bình quân hộ gia đình cao nhất trong số các quốc gia OECD, và năm 2010 là nước có mức thu nhập bình quân hộ gia đình (median household incom)) cao thứ 4, xuống 2 bậc so với 2007. Theo một nghiên cứu độc lập, mức thu nhập của tầng lớp trung lưu tại Mỹ đã giảm xuống mức ngang bằng với mức tại Canada năm 2010, và xuống mức thấp hơn vào 2014, trong khi một vài quốc gia phát triển khác đã thu hẹp khoảng cách này trong những năm gần đây. Theo cục điều tra dân số, mức thu nhập hộ gia đình điều chỉnh theo lạm phát đã đạt mức cao nhất từ trước đến nay là 59.039 đô la năm 2016. Mức độ bất bình đẳng về thu nhập cũng ở mức cao kỷ lục, với top một phần năm (20%) người giàu nhất kiếm được hơn 50% tổng toàn bộ thu nhập. Theo báo cáo của Cục Dự trữ Liên bang Mỹ (Federal Reserve) tháng 9 năm 2017, bất bình đẳng về tài sản cũng ở mức cao kỷ lục; top 1% số người giàu nhất kiểm soát 38,6% của cải của toàn quốc gia năm 2016. Hãng tư vấn Boston Consulting Group đã chỉ ra trong báo cáo tháng 6 năm 2017 rằng 1% số người giàu nhất nước Mỹ sẽ kiểm soát 70% tổng tài sản toàn quốc gia vào năm 2021.
Nhóm 1% người thu nhập cao nhất đóng góp vào việc tạo ra 52% tổng thu nhập từ năm 2009 đến 2015, trong đó thu nhập được định nghĩa là thu nhập từ thị trường không bao gồm những khoản tái phân phối từ chính phủ, và tỷ trọng thu nhập của họ trên tổng thu nhập đã được tăng lên gấp đôi từ 9% năm 1976 lên 20% năm 2011. Theo báo cáo năm 2014 của OECD, 80% tăng trường của tổng thu nhập (từ thị trường) trước thuế thuộc về nhóm 10% cao nhất từ năm 1957 đến 2007. Nhóm 10% giàu có nhất sở hữu 80% tổng tài sản tài chính. Bất bình đẳng về tài sản tại Mỹ hiện lớn hơn hầu hết các quốc gia phát triển khác. Thừa kế tài sản có thể lý giải tại sao nhiều người Mỹ trở nên giàu có vì có một bước khởi đầu thuận lợi đáng kể (substantial head start). Vào tháng 9 năm 2012, theo nghiên cứu của Viện chính sách, hơn 60% trong tổng số 400 người Mỹ trong danh sách giàu nhất của Forbes đã lớn lên trong những đặc quyền và khởi đầu thuận lợi như vậy.
Một số những nhà kinh tế học và hoạt động đã thể hiện những nghi ngại về vấn đề bất bình đẳng trong thu nhập, gọi nó là 'lo ngại sâu sắc', sự bất công, một mối hiểm hoạ cho ổn định nền dân chủ và xã hội, hoặc một dấu hiệu của sự yếu đi của quốc gia.
Trong khi các giai cấp xã hội Mỹ thiếu ranh giới định nghĩa rõ ràng, các nhà xã hội học đã cho rằng giai cấp xã hội là một biến số xã hội quan trọng. Nghề nghiệp, hấp thụ giáo dục, và lợi tức được dùng như những chỉ số chính nói đến tình trạng kinh tế xã hội. Dennis Gilbert của Cao đẳng Hamilton đã đưa ra một hệ thống, được những nhà xã hội học khác áp dụng, theo đó xã hội Mỹ có thể chia làm sáu giai cấp xã hội: một giai cấp thượng lưu hay đại tư bản gồm những người giàu có và quyền lực (1%), một giai cấp thượng trung lưu gồm các nhà nghiệp vụ có giáo dục cao (15%), một giai cấp trung lưu gồm những người bán nghiệp vụ và các thợ lành nghề (33%), một giai cấp lao động gồm những người lao động chân tay và thư ký (33%), và hai giai cấp thấp hơn - lao động nghèo (13%) và hạ cấp phần lớn là thất nghiệp (12%). 1% trên đầu danh sách giữ 33,4% tài sản của đất nước, bao gồm phân nửa tổng giá trị cổ phiếu giao dịch công khai.
Người Mỹ có thu nhập cao nhưng mức thuế cao, chi phí cho cuộc sống cao và có nhiều nhu cầu cần đáp ứng nên khả năng tiếp kiệm của người Mỹ không cao. Theo một khảo sát vào năm 2017, chỉ có 25% người Mỹ được hỏi có số tiền tiết kiệm từ 10.000 USD trở lên trong khi có đến 39% không có tiết kiệm, 36% người Mỹ còn lại có tiết kiệm dưới 10.000 USD. Những người Mỹ từ 55-64 tuổi chỉ có trung bình 120.000 USD tiền tiết kiệm hưu trí mỗi người trong khi đó nhiều chuyên gia khuyến nghị cần 1 triệu USD cho tuổi già. Một nghiên cứu cho thấy 66% người Mỹ tin rằng họ sẽ không có đủ tiền tiết kiệm để sống cho tới lúc qua đời. Ngược lại, theo một báo cáo vào năm 2018 cho thấy, cứ 6 người đã về hưu tại Mỹ thì lại có một người là triệu phú.

### Khoa học và kỹ thuật

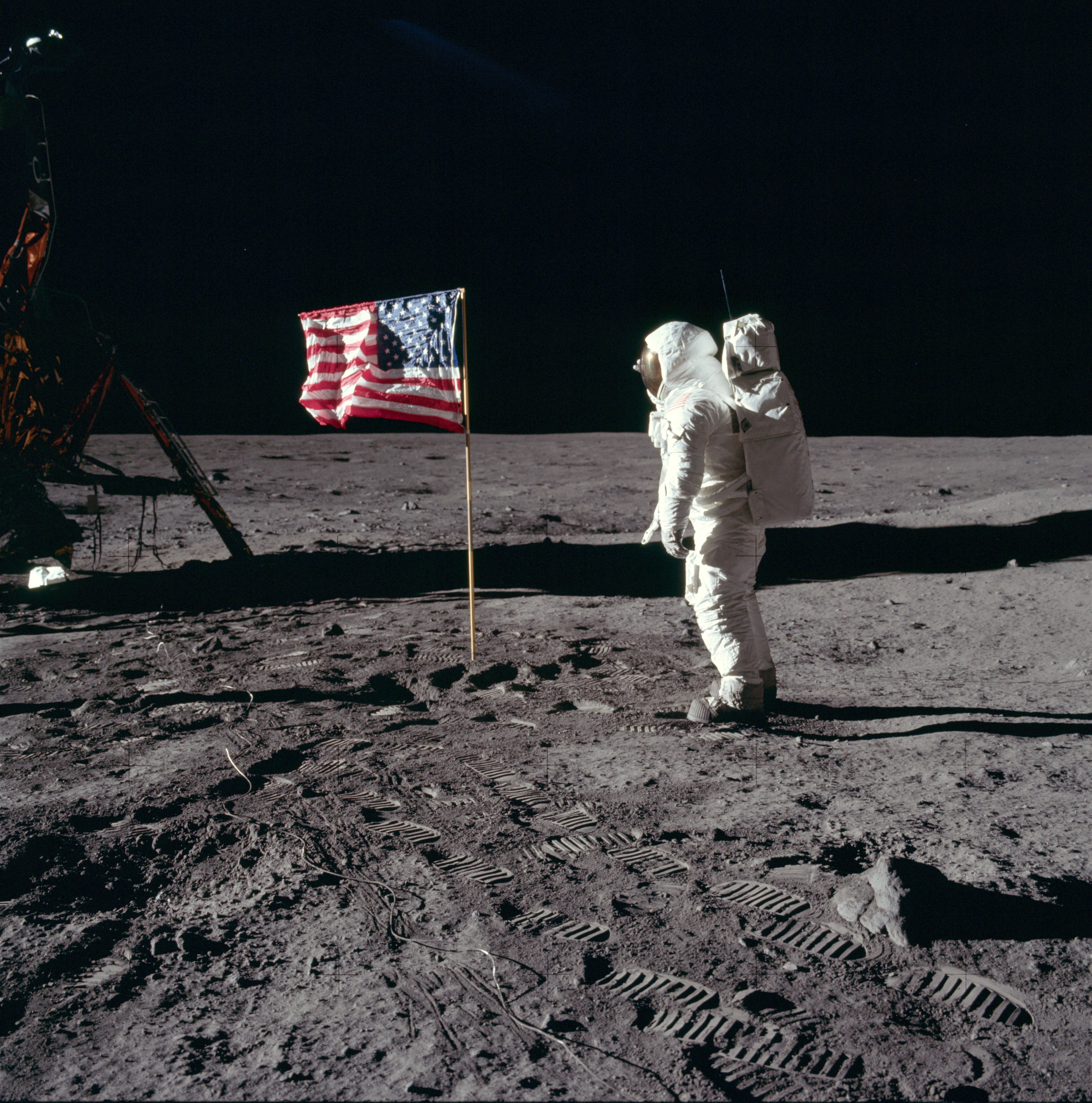
Phi hành gia Buzz Aldrin trong cuộc đổ bộ đầu tiên của con người trên Mặt Trăng năm 1969

Hoa Kỳ trở thành nhà tiên phong trong những cải tiến kỹ thuật kể từ cuối thế kỷ 19 và nghiên cứu khoa học từ giữa thế kỷ 20. Hoa Kỳ đã và đang dẫn đầu trong nhiều ngành kỹ thuật và nghiên cứu khoa học từ cuối thế kỷ XIX, là miền đất hấp dẫn các nhà khoa học nước ngoài như Albert Einstein, Niels Bohr, Victor Weisskopf, Otto Stern. Phần lớn quỹ nghiên cứu và phát triển với khoảng 64% đến từ phía tư nhân. Hoa Kỳ dẫn đầu thế giới trong các tài liệu nghiên cứu khoa học và yếu tố tác động. Năm 1876, Alexander Graham Bell được công nhận bằng sáng chế đầu tiên của Mỹ về điện thoại. Thomas Edison đã phát triển máy hát, bóng đèn điện sáng duy trì lâu đầu tiên, và chiếc máy chiếu phim thông dụng đầu tiên. Nikola Tesla tiên phong trong động cơ cảm ứng và bộ truyền tần số cao sử dụng ở đài thu thanh. Trong đầu thế kỷ 20, công ty chế tạo ô tô của Ransom E. Olds và Henry Ford đã nhân rộng và phổ biến dây chuyền lắp ráp xe. Anh em nhà Wright năm 1903 đã chế tạo thành công chiếc máy bay đầu tiên của thế giới.
Trong Chiến tranh thế giới thứ hai, Hoa Kỳ phát triển vũ khí nguyên tử, mở đầu thời đại nguyên tử. Cuộc đua vũ trụ đã tạo ra những bước tiến nhanh trong lãnh vực phát triển hỏa tiễn, khoa học vật chất, máy vi tính, và nhiều lĩnh vực khác. Hoa Kỳ là nước đầu tiên phát triển ARPANET, tiền thân của Internet ngày nay. Người Mỹ hưởng được cấp bực cao cận kề với các hàng hóa tiêu dùng kỹ thuật. Tính đến năm 2013, 83,8% hộ gia đình người Mỹ sở hữu ít nhất một chiếc máy tính và 73,3% có dịch vụ Internet tốc độ cao. 91% người Mỹ cũng sở hữu ít nhất một chiếc điện thoại di động vào tháng 5 năm 2013 . Hoa Kỳ là nước có thứ hạng cao liên quan đến quyền tự do sử dụng Internet. Hoa Kỳ là quốc gia phát triển và trồng trọt chính yếu các thực phẩm biến đổi gen; trên phân nửa những vùng đất thế giới được dùng trồng các vụ mùa kỹ thuật sinh học là ở tại Hoa Kỳ. Việc phát minh ra bóng bán dẫn vào những năm 1950, một thành phần quan trọng trong hầu hết các thiết bị điện tử hiện đại, đã dẫn đến nhiều tiến bộ công nghệ và sự mở rộng đáng kể của ngành công nghiệp công nghệ cao ở Hoa Kỳ. Điều này dẫn tới sự ra đời của nhiều tập đoàn công nghệ mới và các khu vực tập trung công nghệ cao trên khắp đất nước như thung lũng Silicon ở California. Những thành công của các công ty vi xử lý Mỹ như Advanced Micro Devices (AMD) và Intel cùng với các công ty sản xuất phần mềm và phần cứng máy tính bao gồm Adobe Systems, Apple Inc., IBM, Microsoft và Sun Microsystems đã góp phần làm nên sự ra đời và phổ biến của máy tính cá nhân. ARPANET được phát triển vào những năm 1960 để đáp ứng các yêu cầu của Bộ Quốc phòng và đã trở thành nền tảng cho sự ra đời của Internet.
Hoa Kỳ hiện là quốc gia có nhiều người đoạt giải Nobel nhất, với 383 cá nhân người Mỹ đã giành tổng cộng 385 giải Nobel trong mọi lĩnh vực, trong đó Hoa Kỳ đứng đầu thế giới về số giải thưởng Nobel Vật lý (94), Nobel Hóa học (63), Nobel Y học (100) và Nobel Kinh tế (55).

### Giao thông

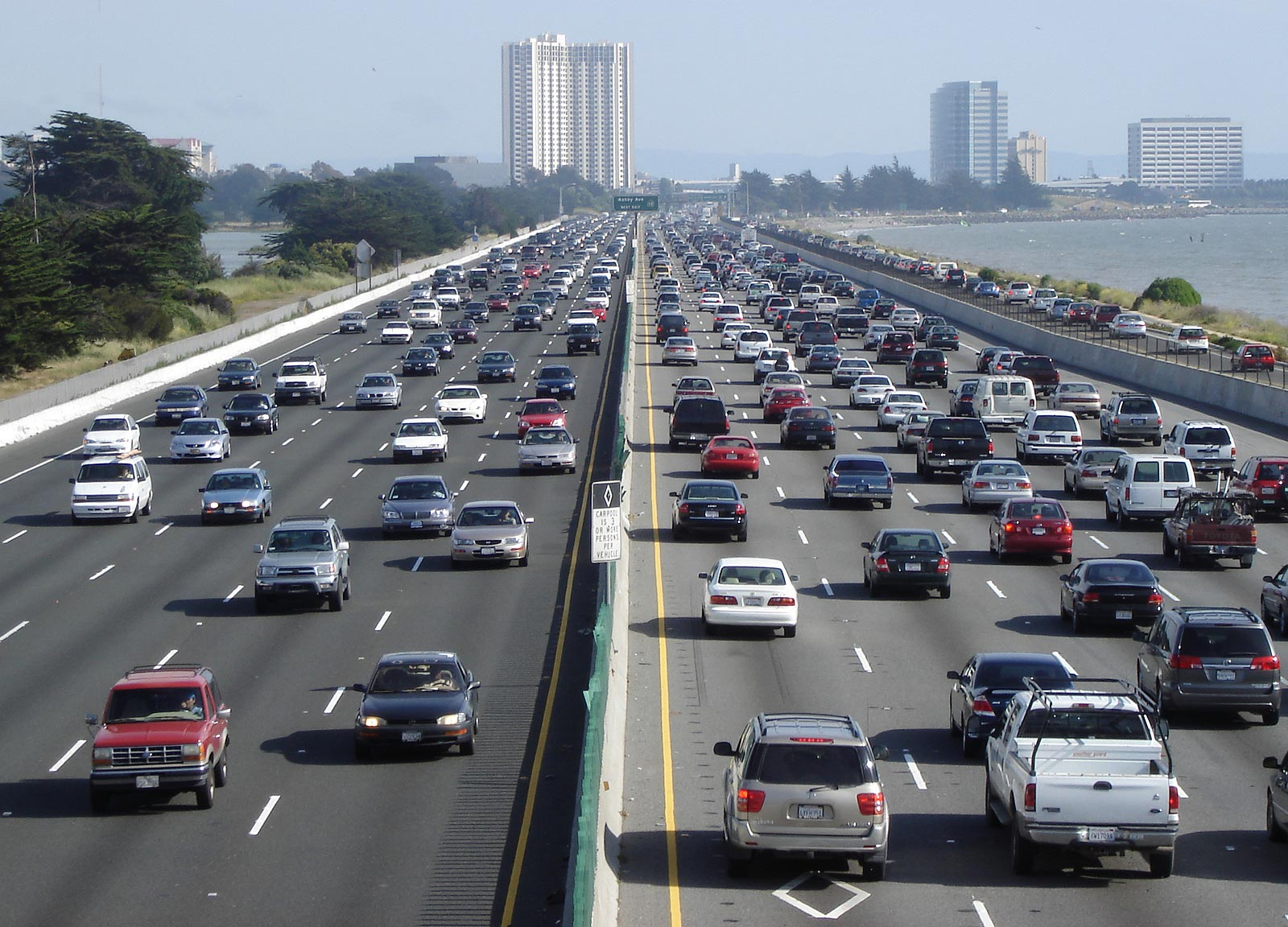
Xa lộ Liên tiểu bang 80

Hoa Kỳ có tỉ lệ sở hữu phương tiện cơ giới cao nhất thế giới, với 765 xe trên 1.000 người Mỹ. Khoảng 39% xe cá nhân là xe Van, xe SUV, hay xe có sàn chở hàng loại nhỏ. Người Mỹ trưởng thành trung bình dành khoảng 55 phút mỗi ngày lái trên đoạn đường dài trung bình 29 dặm Anh (47 km). Năm 2001, 90% người Mỹ đi làm bằng xe hơi. Năm 2017, 91% hộ gia đình tại Mỹ sở hữu ô tô. Tỉ lệ sở hữu ô tô thấp nhất là ở các thành phố có hệ thống giao thông công cộng phát triển như New York (44%) hay Washington DC (62%).
Hệ thống đường sắt nhẹ chở khách liên thành phố của Hoa Kỳ tương đối yếu kém. Chỉ có 9% tổng số lượt đi làm việc ở Hoa Kỳ là dùng giao thông công cộng so với 38,8% tại châu Âu.
Việc sử dụng xe đạp rất ít, thua xa mức độ sử dụng của châu Âu. Công nghệ hàng không dân sự hoàn toàn tư hữu hóa trong lúc đa số các phi trường chính là của công. 5 hãng hàng không lớn nhất trên thế giới tính theo số khách hàng được vận chuyển đều là của Hoa Kỳ; American Airlines là công ty hàng không lớn nhất thế giới. Trong số 30 phi trường hành khách bận rộn nhất trên thế giới thì có 16 là ở Hoa Kỳ, bao gồm Phi trường Quốc tế Hartsfield-Jackson Atlanta (ATL) bận rộn nhất thế giới.

### Năng lượng

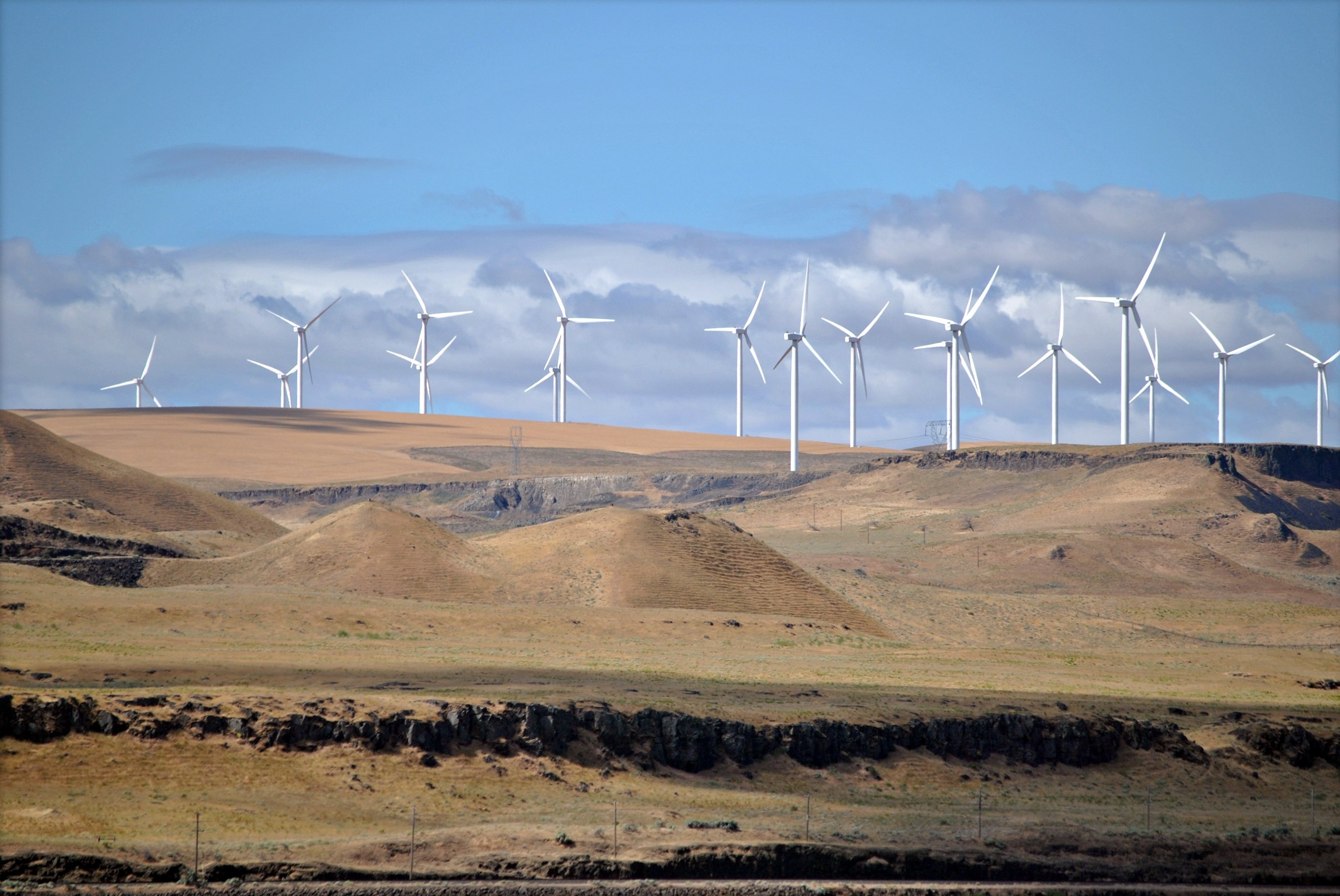
Một trang trại gió ở bang Oregon

Tính đến năm 2019, có tới 80% nguồn năng lượng ở Hoa Kỳ được lấy từ nhiên liệu hóa thạch. Năm 2019, phần lớn nguồn năng lượng của đất nước được lấy từ dầu mỏ (36,6%), tiếp theo là khí tự nhiên (32%), than đá (11,4%), năng lượng tái tạo (11,4%) và hạt nhân (8,4%). Kể từ năm 2007, tổng lượng phát thải khí nhà kính của Hoa Kỳ cao thứ hai trong số các quốc gia, chỉ xếp sau Trung Quốc. Hoa Kỳ trong lịch sử là nhà sản xuất khí nhà kính lớn nhất thế giới, và lượng phát thải khí nhà kính trên đầu người vẫn duy trì ở mức cao.

### Du lịch
Hoa Kỳ đứng thứ 3 thế giới về tổng số khách du lịch đến tham quan (chỉ xếp sau Pháp và Tây Ban Nha). Năm 2011, các điểm du lịch được ghé thăm nhiều nhất ở Mỹ gồm: Quảng trường Thời đại (New York), Công viên Trung tâm (New York), Ga Washington Union (Washington DC), Dải Las Vegas (Las Vegas), Nhà ga Grand Central (New York), Walt Disney World (Orlando), Disneyland Resort (Anaheim), Cầu Cổng Vàng (San Francisco).

## Nhân khẩu

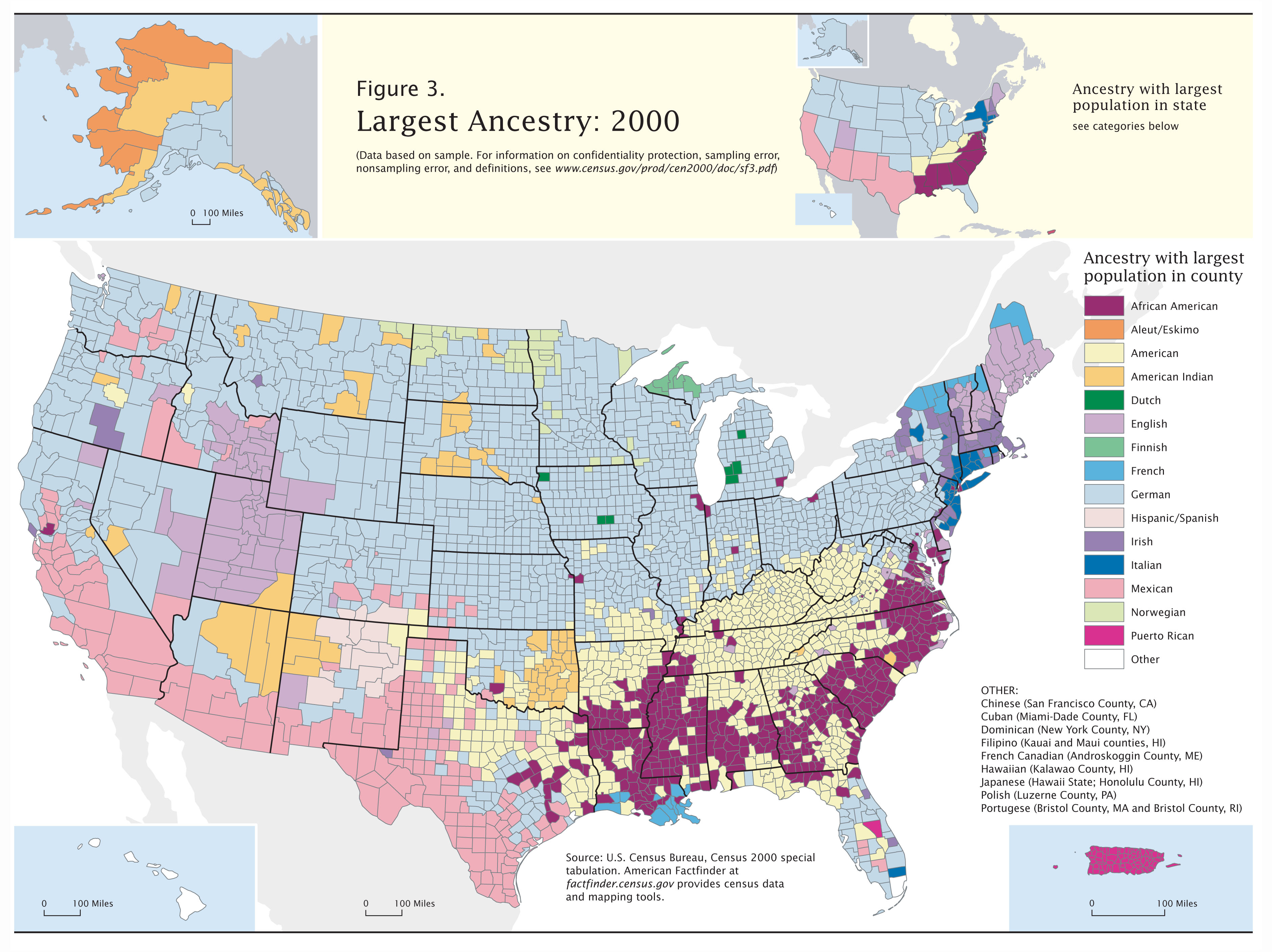
Các nhóm sắc tộc lớn nhất theo từng quận, 2000

Vào ngày 1 tháng 7 năm 2017, Cục Thống kê Dân số Hoa Kỳ ước tính dân số của đất nước là 325.719.178 người và sẽ tăng thêm 1 người sau mỗi 13 giây, nghĩa là tăng khoảng 6.646 người mỗi ngày. Dân số Hoa Kỳ đã tăng gần gấp 4 lần trong thế kỷ 20, từ 76,2 triệu người năm 1900 lên 281,4 triệu người vào năm 2000. Hiện Hoa Kỳ là nước đông dân thứ ba trên thế giới, chỉ xếp sau Trung Quốc và Ấn Độ.
Tỉ lệ tăng dân số trung bình là 0,7% vào năm 2014. Tỉ lệ sinh 13/1.000 người, thấp hơn mức trung bình của thế giới. Năm 2006, 1,27 triệu di dân được cấp phép cư ngụ hợp pháp. México đã và đang là nguồn dẫn đầu các di dân mới của Hoa Kỳ trên hai thập niên qua; kể từ năm 1998, Trung Quốc, Ấn Độ, và Philippines là các quốc gia có số lượng người nhập cư đến Mỹ mỗi năm đông nhất. Tính đến năm 2015, 47% người nhập cư là người gốc Latinh, 26% là người gốc châu Á, 18% là người da trắng và 8% là người da đen. Tỷ lệ người nhập cư châu Á đang tăng lên trong khi người gốc Latinh sụt giảm. Hoa Kỳ là quốc gia công nghiệp hóa duy nhất mà sự gia tăng dân số lớn lao được tiên đoán. Hoa Kỳ đã và đang là nước đứng đầu về số người nhập cư trong nhiều thập kỷ qua, tiếp nhận số người nhập cư nhiều hơn toàn bộ các nước khác trên thế giới cộng lại. Trong năm 2018, Mexico, Cuba, Trung Quốc và Cộng hòa Dominica là 4 nước dẫn đầu về số người nhập cư vào Hoa Kỳ .
Làn sóng nhập cư đã khiến dân số Hoa Kỳ tiếp tục tăng nhanh chóng với dân số sinh ra ở ngoại quốc tăng gấp đôi từ gần 20 triệu vào năm 1990 đến hơn 40 triệu trong năm 2010. Dân số sinh ra ở nước ngoài đạt 45 triệu người trong năm 2015. Hoa Kỳ có một dân số đa chủng tộc-31 nhóm sắc tộc có dân số trên 1 triệu người. Người da trắng là nhóm chủng tộc lớn nhất trong đó người gốc Đức, gốc Ireland, và gốc Anh chiếm ba trong số bốn nhóm sắc tộc lớn nhất. Người Mỹ gốc châu Phi, đa số là con cháu của các cựu nô lệ, là nhóm chủng tộc thiểu số đông nhất Hoa Kỳ và là nhóm sắc tộc lớn hạng ba. Người Mỹ gốc châu Á là nhóm chủng tộc thiểu số lớn hạng nhì của Hoa Kỳ; hai nhóm sắc tộc người Mỹ gốc châu Á lớn nhất là người Hoa và người Filipino. Năm 2010, dân số Hoa Kỳ bao gồm một con số ước tính là 5,2 triệu người thuộc sắc tộc bản thổ châu Mỹ hoặc bản thổ Alaska và gần 1 triệu người gốc bản thổ Hawaii hay người đảo Thái Bình Dương. Có thể coi Hoa Kỳ là nước có độ đa dạng sắc tộc nhất thế giới.
Cho đến phong trào đòi quyền công dân trong những năm 1960, các nhóm chủng tộc thiểu số ở Hoa Kỳ, nhất là người da đen và người da đỏ bản địa đã phải đối mặt với sự phân biệt đối xử cả về quyền lợi chính trị lẫn kinh tế. Hành vi phân biệt chủng tộc chính thức bị cấm dưới thời Tổng thống Johnson qua Đạo luật về Quyền Công dân năm 1964 và trở thành hành vi không thể chấp nhận cả về mặt xã hội lẫn đạo đức. Nhiều người cho rằng cuộc bầu cử tổng thống Hoa Kỳ năm 2008 là một bước tiến trong mối quan hệ giữa các chủng tộc ở Mỹ, người Mỹ da trắng đã đóng vai trò quan trọng trong việc bầu Barack Obama trở thành tổng thống da màu đầu tiên của nước này.
Sự gia tăng dân số của người nói tiếng Tây Ban Nha là một chiều hướng nhân khẩu chính. Khoảng 44 triệu người Mỹ gốc nói tiếng Tây Ban Nha tạo thành chủng tộc thiểu số lớn nhất tại Hoa Kỳ. Khoảng 64% người nói tiếng Tây Ban Nha có gốc từ México. Giữa năm 2000 và 2004, dân số nói tiếng Tây Ban Nha của Hoa Kỳ tăng 14% trong khi dân số không phải người nói tiếng Tây Ban Nha tăng chỉ 2%. Phần nhiều sự gia tăng dân số là vì di dân: Đến năm 2004, 12% dân số Hoa Kỳ sinh ra ở ngoại quốc, trên phân nửa con số đó là từ châu Mỹ Latinh. Sinh sản cũng là một yếu tố: Phụ nữ nói tiếng Tây Ban Nha trung bình sinh ba người con trong đời của mình. Tỉ lệ tương tự là 2,2 đối với phụ nữ da đen không nói tiếng Tây Ban Nha và 1,8 cho phụ nữ da trắng không nói tiếng Tây Ban Nha (dưới con số quân bình thay thế là 2,1). Người nói tiếng Tây Ban Nha chiếm gần như phân nửa con số gia tăng dân số quốc gia 2,9 triệu từ tháng 7 năm 2005 đến tháng 7 năm 2006. Ước tính theo chiều hướng hiện tại thì vào năm 2050, người da trắng gốc không nói tiếng Tây Ban Nha sẽ là 50,1% dân số, so với 69,4% năm 2000. Người da trắng không nói tiếng Tây Ban Nha đã ít hơn phân nửa dân số tại bốn tiểu bang: California, New Mexico, Hawaii, và Texas, cũng như tại Đặc khu Columbia.
Theo một cuộc khảo sát được thực hiện bởi Viện Williams, 9 triệu người Mỹ, hoặc khoảng 3,4% số người trưởng thành tại Mỹ tự nhận mình là người đồng tính, song tính hoặc chuyển giới. Một cuộc thăm dò của Gallup năm 2016 cũng kết luận rằng 4,1% người Mỹ trưởng thành được xác định là thuộc cộng đồng LGBT. Tỷ lệ cao nhất đến từ Đặc khu Columbia (10%), trong khi tiểu bang thấp nhất là Bắc Dakota với 1,7%. Trong một cuộc khảo sát năm 2013, Trung tâm kiểm soát và phòng ngừa dịch bệnh cho thấy 96,6% người Mỹ được xác định là thẳng (dị tính), trong khi 1,6% được xác định là đồng tính nam hoặc đồng tính nữ và 0,7% được xác định là người lưỡng tính.
Hoa Kỳ có mức độ đô thị hóa cao, khoảng 83% dân số sống trong 361 vùng đô thị. Năm 2005, 254 khu hợp nhất tại Hoa Kỳ có dân số trên 100.000 người, 9 thành phố có hơn 1 triệu dân, và 4 thành phố cấp thế giới có trên 2 triệu dân (Thành phố New York, Los Angeles, Chicago, và Houston). Hoa Kỳ có 50 vùng đô thị có dân số trên 1 triệu dân. Trong số 50 vùng đô thị phát triển nhanh nhất, 23 vùng đô thị nằm ở miền Tây và 25 vùng đô thị ở miền Nam. Trong số 20 vùng đô thị đông dân nhất của Hoa Kỳ, các vùng đô thị như Dallas (hạng tư lớn nhất), Houston (hạng sáu), và Atlanta (hạng chín) cho thấy có con số gia tăng lớn nhất giữa năm 2000 và 2006 trong khi vùng đô thị Phoenix (hạng 13) phát triển con số lớn nhất về phần trăm dân số.
| 1 | Thành phố New York | 8.214.426 | 18.818.536 | 1  | Đông Bắc Hoa Kỳ  |
| 2 | Los Angeles        | 3.849.378 | 12.950.129 | 2  | Miền Tây Hoa Kỳ  |
| 3 | Chicago            | 2.833.321 | 9.505.748  | 3  | Trung Tây Hoa Kỳ |
| 4 | Houston            | 2.144.491 | 5.539.949  | 6  | Miền Nam Hoa Kỳ  |
| 5 | Phoenix            | 1.512.986 | 4.039.182  | 13 | Miền Tây Hoa Kỳ  |

### Ngôn ngữ
Mặc dù Hoa Kỳ không có ngôn ngữ chính thức ở cấp liên bang, nhưng tiếng Anh Mỹ (American English) là ngôn ngữ quốc gia.
Năm 2010, khoảng 230 triệu người hay 80% dân số tuổi từ 5 trở lên nói tiếng Anh tại nhà. Tiếng Tây Ban Nha, có trên 10% dân số nói tại nhà, là ngôn ngữ thông dụng thứ hai và được dạy rộng rãi như ngôn ngữ ngoại quốc. Các di dân muốn nhập tịch phải biết tiếng Anh. Một số người Mỹ cổ vũ việc biến tiếng Anh thành ngôn ngữ chính thức của Hoa Kỳ vì nó là ngôn ngữ chính thức tại ít nhất 32 tiểu bang. Cả tiếng Hawaii và tiếng Anh là ngôn ngữ chính thức tại Hawaii theo luật tiểu bang. Một số lãnh thổ vùng quốc hải cũng công nhận ngôn ngữ bản thổ của họ là ngôn ngữ chính thức cùng với tiếng Anh: Tiếng Samoa và tiếng Chamorro được Samoa thuộc Mỹ và Guam lần lượt công nhận là ngôn ngữ chính thức của họ; tiếng Caroline và tiếng Chamorro được Quần đảo Bắc Mariana công nhận; tiếng Tây Ban Nha là tiếng chính thức của Puerto Rico. Trong lúc cả hai tiểu bang này không có một tiếng chính thức nào, New Mexico có luật cho phép sử dụng cả tiếng Anh và tiếng Tây Ban Nha giống như Louisiana làm vậy đối với tiếng Anh và tiếng Pháp.
Các ngoại ngữ được dạy rộng rãi nhất ở Hoa Kỳ, về số lượng học sinh từ mẫu giáo đến đại học, là: tiếng Tây Ban Nha (khoảng 7,2 triệu người học), tiếng Pháp (1,5 triệu), và tiếng Đức (500.000). Các ngôn ngữ thường được dạy khác (từ 100.000 đến 250.000 người học) bao gồm tiếng Latinh, tiếng Nhật, ASL, tiếng Ý và tiếng Trung. 18% số người Mỹ nói được ít nhất một thứ ngôn ngữ khác ngoài tiếng Anh.
| Ngôn ngữ                                                                            | Tỷ lệ | Số người nói | Số người nói tiếng Anh thông thạo | Số người nói Tiếng Anh chưa thông thạo |
| ----------------------------------------------------------------------------------- | ----- | ------------ | --------------------------------- | -------------------------------------- |
| Tiếng Anh (chỉ có)                                                                  | ~80%  | 237.810.023  | N/A                               | N/A                                    |
| Tiếng Tây Ban Nha (không tính Puerto Rico)                                          | 13%   | 40.489.813   | 23.899.421                        | 16.590.392                             |
| Tiếng Trung Quốc (mọi phương ngôn, bao gồm cả tiếng Quan Thoại và tiếng Quảng Đông) | 1,0%  | 3.372.930    | 1.518.619                         | 1.854.311                              |
| Tiếng Tagalog                                                                       | 0,5%  | 1.701.960    | 1.159.211                         | 542.749                                |
| Tiếng Việt                                                                          | 0,4%  | 1.509.993    | 634.273                           | 875.720                                |
| Tiếng Ả Rập                                                                         | 0,3%  | 1.231.098    | 770.882                           | 460.216                                |
| Tiếng Pháp                                                                          | 0,3%  | 1.216.668    | 965.584                           | 251.087                                |
| Tiếng Triều Tiên                                                                    | 0,2%  | 1.088.788    | 505.734                           | 583.054                                |

### Tôn giáo

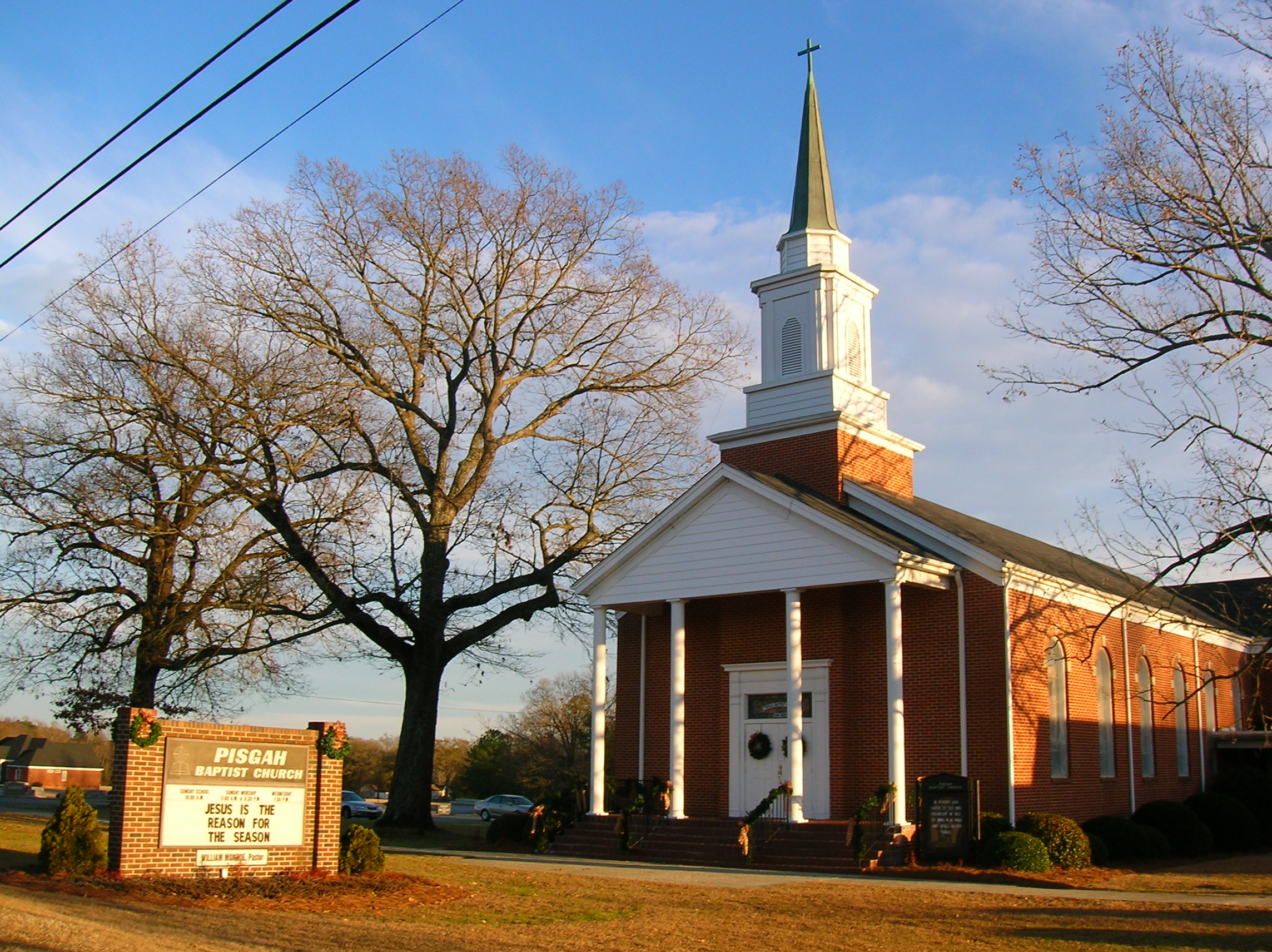
Một nhà thờ trong Vành đai Kinh Thánh, nơi có phần lớn dân cư theo đạo Tin Lành trường phái phúc âm.

Hoa Kỳ là một trong những quốc gia đa dạng tôn giáo nhất thế giới. Chính phủ Hoa Kỳ không kiểm soát tín ngưỡng của người dân. Trong một cuộc thăm dò tư nhân thực hiện năm 2014, có khoảng 70,6% người Mỹ trưởng thành tự xem mình là tín hữu Kitô giáo, giảm từ 86,4% trong năm 1990. Các giáo phái Tin Lành chiếm 46,5% trong khi Giáo hội Công giáo Rôma hiện là nhánh Kitô giáo độc lập lớn nhất, chiếm 20,8%. Một cuộc nghiên cứu khác vào năm 2007 cho thấy người da trắng Tin Lành trường phái phúc âm (evangelical) chiếm 26,3% dân số; đây là nhóm Tin Lành đông nhất; tổng số người theo Tin Lành phái phúc âm của tất cả các chủng tộc chiếm từ 30 tới 35%. Nhiều nhóm cư dân châu Âu đến định cư tại Bắc Mỹ là những người mong muốn xây dựng cuộc sống mới được đảm bảo tự do tôn giáo để thực hành tín ngưỡng của mình. Các quan niệm được đề cao ở Hoa Kỳ như tự do, dân chủ, nền cộng hòa, trách nhiệm cá nhân, sự chăm chỉ, đạo đức lao động, sự thịnh vượng và chủ nghĩa tư bản được cho là tương thích với tư tưởng của nhiều phái Tin Lành. Sự sùng đạo là một đặc điểm của Hoa Kỳ và tôn giáo là một nhân tố quan trọng trong xã hội tại đây. Hầu hết các Tổng thống Mỹ đều đặt tay tuyên thệ trên cuốn Kinh Thánh và tự đặt mình dưới sự che chở của Chúa.
Tổng số người ngoài Kitô giáo theo số liệu năm 2014 là 5,9%, tăng từ 3,3% hồi năm 1990. Các tôn giáo không phải Kitô giáo có số người theo đông nhất là Do Thái giáo (1,9%), Hồi giáo (0,9%), Phật giáo (0,7%), Ấn Độ giáo (0,7%). Giữa năm 1990 và 2001, số người theo Hồi giáo và Phật giáo đã có sự gia tăng gấp đôi. Năm 1990 có 8,2% và năm 2014 có 22,8% dân số tự nhận mình là người theo thuyết bất khả tri, thuyết vô thần, hoặc không tôn giáo, vẫn tương đối ít hơn so với một số quốc gia phát triển khác như Anh Quốc và Thụy Điển.

### Cấu trúc gia đình
Tính đến năm 2007, 58% người Mỹ từ 18 tuổi trở lên đã kết hôn, 6% là góa phụ, 10% đã ly hôn và 25% chưa bao giờ kết hôn.
Tỷ lệ mang thai ở tuổi vị thành niên của Hoa Kỳ là 26,5 trên 1.000 phụ nữ. Tỷ lệ này đã giảm 57% kể từ năm 1991. Năm 2013, tỷ lệ sinh ở tuổi vị thành niên cao nhất là ở bang Alabama và thấp nhất ở bang Wyoming. Phá thai là hợp pháp trên toàn bộ lãnh thổ Hoa Kỳ, sau vụ Roe v. Wade, một quyết định mang tính bước ngoặt vào năm 1973 của Tòa án Tối cao Hoa Kỳ. Trong khi tỷ lệ phá thai đang giảm, tỷ lệ phá thai là 15 trên 1.000 phụ nữ trong độ tuổi từ 15-44 vẫn cao hơn so với hầu hết các quốc gia phương Tây. Năm 2013, độ tuổi trung bình khi sinh con đầu lòng là 26 và 40,6% ca sinh con đầu lòng là của phụ nữ chưa kết hôn.
Tổng tỷ suất sinh (TFR) năm 2016 là 1,82 ca sinh trên 1000 phụ nữ. Việc nhận con nuôi ở Hoa Kỳ là phổ biến và tương đối dễ dàng từ quan điểm pháp lý (so với các nước phương Tây khác). Năm 2001, với hơn 127.000 con nuôi, Hoa Kỳ chiếm gần một nửa tổng số con nuôi trên toàn thế giới. Hôn nhân đồng giới là hợp pháp trên toàn quốc, sau phán quyết của Tòa án Tối cao năm 2015. Tuy vậy chế độ đa thê là bất hợp pháp trên toàn lãnh thổ Hoa Kỳ.

### Giáo dục

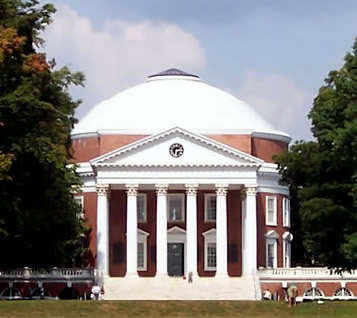
Viện Đại học Virginia do Thomas Jefferson thiết kế là một trong 19 Di sản thế giới UNESCO tại Hoa Kỳ

Giáo dục công lập Hoa Kỳ do chính quyền tiểu bang và chính quyền địa phương đảm trách và do Bộ Giáo dục Hoa Kỳ điều phối bằng những quy định hạn chế liên quan đến những khoản trợ giúp của liên bang.
Ở hầu hết các tiểu bang, trẻ em từ 6 hoặc 7 tuổi bắt buộc phải đi học cho đến khi đủ 18 tuổi; một vài tiểu bang cho phép học sinh thôi học ở tuổi 16 hay 17.. Giáo dục bắt buộc được chia thành ba cấp: tiểu học, trung học cơ sở và trung học phổ thông. Trẻ em thường được chia theo nhóm tuổi thành các lớp, từ các lớp mẫu giáo (5–6 tuổi) và lớp 1 (6-7 tuổi) đối với những trẻ nhỏ tuổi nhất, cho đến lớp 12 (17–18 tuổi) là năm cuối cấp ba. Hệ thống xe buýt trường học cung cấp khoảng 8,8 tỷ chuyến đi, chở hơn 24 triệu học sinh Mỹ đi học và về nhà mỗi năm.
Vào năm 2013, khoảng 87% trẻ em trong độ tuổi đi học theo học tại các trường công lập do nhà nước tài trợ, khoảng 10% học tại các trường tư thục và khoảng 3% học tại nhà.
Hoa Kỳ có nhiều trường đại học và viện đại học tư thục cũng như công lập nổi tiếng có chính sách tuyển chọn sinh viên khắt khe như Đại học Harvard, nhưng cũng có các trường đại học cộng đồng ở địa phương cho phép sinh viên tự do ghi danh vào học. SAT và ACT là những bài kiểm tra tiêu chuẩn phổ biến nhất mà học sinh thực hiện khi nộp đơn vào đại học.
Trong số những người Mỹ tuổi từ 25 trở lên, 84,6% tốt nghiệp trung học, 52,6% có theo học đại học, 27,2% có bằng đại học, và 9,6% có bằng sau đại học. Tỉ lệ biết đọc biết viết ở mức cơ bản là khoảng 99%. Năm 2015, Liên Hợp Quốc đánh giá Hoa Kỳ có chỉ số giáo dục là 0.90, đứng thứ 8 trên thế giới.

### Y tế
Tuổi thọ trung bình của người Mỹ vào năm 2013 là 78,9 tuổi. Tuổi thọ trung bình của người Mỹ vào năm 2006 là 77,8 tuổi, thấp hơn con số tính chung của Tây Âu 1 năm, thấp hơn Na Uy 3 năm và ngắn hơn Thụy Sĩ 4 năm. Hơn 20 năm qua, thứ hạng về tuổi thọ trung bình của quốc gia đã giảm từ hạng 11 vào năm 1987 xuống hạng 42 của thế giới vào năm 2007. Tỷ lệ tử vong trẻ sơ sinh là 6,17 trên một ngàn trẻ vào năm 2014, đứng thứ 56 trong tổng số 224 quốc gia, đứng sau tất cả các nước Tây Âu. Khoảng 1/3 dân số trưởng thành béo phì và thêm 1/3 có trọng lượng cân quá khổ; tỉ lệ béo phì là cao nhất trong số các nước phát triển, đã tăng gấp đôi trong 1/4 thế kỷ qua. Bệnh tiểu đường loại 2 có liên quan đến béo phì là căn bệnh thế kỷ đáng lo ngại đối với các nhà chăm sóc sức khỏe nghiệp vụ.
Tỉ lệ có thai ở tuổi vị thành niên là 79,8/1.000 phụ nữ thì cao gấp 4 lần so với Pháp và 5 lần so với Đức. Việc phá thai tại Hoa Kỳ là một nguồn tạo ra tranh cãi chính trị sôi động. Nhiều tiểu bang cấm dùng công quỹ vào việc phá thai và có luật hạn chế việc phá thai vào thời kỳ sắp sinh nở, bắt buộc thông báo cho cha mẹ của trẻ vị thành niên muốn phá thai, và cưỡng bách một thời kỳ chờ đợi trước khi tiến hành phá thai. Trong khi việc phá thai có giảm sút, tỉ lệ phá thai tại Hoa Kỳ 241 vụ trên 1.000 trẻ sinh ra đời và tỉ lệ 15 vụ trên 1.000 phụ nữ tuổi từ 15–44 thì vẫn còn cao hơn so với đa số các quốc gia Tây Âu.
Hệ thống chăm sóc sức khỏe của Hoa Kỳ vượt mức chi tiêu bất cứ quốc gia nào khác, tính theo cả số chi tiêu cho mỗi đầu người và phần trăm GDP. Không như đa số các quốc gia phát triển khác, hệ thống chăm sóc sức khỏe của Hoa Kỳ không hoàn toàn là công ích, thay vào đó nó dựa vào tiền chi trả của cả công cộng và tư nhân. Năm 2004, bảo hiểm tư nhân đã trả khoảng 36% chi tiêu về sức khỏe cho cá nhân, tiền túi của bệnh nhân chiếm 15% và chính phủ liên bang, tiểu bang và địa phương trả khoảng 44%.
Chi phí y tế ở Mỹ nhìn chung là rất cao, một đợt khám bệnh nhẹ cũng có thể phải trả hàng trăm USD, bệnh nặng điều trị dài ngày có thể tốn kém hàng trăm ngàn USD. Chi phí y tế quá cao là lý do thông thường nhất khiến cá nhân, hộ gia đình lâm vào cảnh phá sản tại Hoa Kỳ.
Mỹ là một quốc gia phát triển nhưng chưa có một nền bảo hiểm y tế phổ cập toàn dân. Người dân Mỹ phải đóng bảo hiểm y tế cao hơn dân Canada tới 14 lần (tức là tới gần 11.000 USD/năm). Cũng có loại bảo hiểm rẻ hơn, khoảng 3.000 USD/năm cho một người còn trẻ, khỏe mạnh và không tiền sử bệnh nghiêm trọng, nhưng loại bảo hiểm đó chỉ chi trả phần nào cho những lúc ốm nặng, còn bệnh nhẹ thì người bệnh phải tự trả tiền. Những gia đình có thu nhập trung bình thấp ở Mỹ sẽ không thể có đủ tiền mua bảo hiểm y tế. Năm 2005, 46,6 triệu người Mỹ hay 15,9% dân số không có bảo hiểm y tế, 5,4 triệu người hơn so với năm 2001. Nguyên nhân chính con số người không có bảo hiểm y tế gia tăng là vì số người Mỹ có bảo hiểm do công ty nơi họ làm việc bảo trợ giảm từ 62,6% năm 2001 xuống còn 59,5% năm 2005. Khoảng 1/3 số người không bảo hiểm y tế sống trong các hộ gia đình có lợi tức hàng năm trên 50.000 đôla, phân nửa số hộ gia đình đó có lợi tức trên 75.000 đô la. Một phần ba số người khác có tiêu chuẩn nhưng không đăng ký xin bảo hiểm y tế công cộng. Năm 2006, Massachusetts trở thành tiểu bang đầu tiên yêu cầu phải có bảo hiểm y tế; California đang xem xét một luật tương tự. Đạo luật Obamacare, được thông qua vào đầu năm 2010, đã giúp cho số người không có bảo hiểm y tế trên toàn quốc giảm một nửa, mặc dù nội dung của đạo luật và hiệu lực cuối cùng của nó vẫn còn là vấn đề gây tranh cãi. Năm 2017, 12,2% dân số Mỹ không có bảo hiểm y tế.
Chi phí cao cho hệ thống chăm sóc sức khoẻ tại Hoa Kỳ có nhiều nguyên nhân khác nhau từ tiến bộ công nghệ, chi phí quản lý, giá thuốc, các nhà cung cấp tính phí cao hơn cho trang thiết bị, người dân Mỹ được nhận nhiều chăm sóc y tế hơn tại các quốc gia khác, mức lương cao của bác sỹ, chính sách kiểm soát của chính phủ, tác động của tố tụng, và hệ thống thanh toán của bên thứ ba giúp giảm chi phí điều trị.
Theo một cuộc khảo sát của Gallup được thực hiện tại cả 50 bang của Hoa Kỳ vào cuối năm 2018 thì hầu hết người Mỹ vẫn đánh giá rất tích cực về hệ thống y tế của quốc gia. Theo đó, 80% số người tham gia khảo sát đánh giá rằng chất lượng của hệ thống chăm sóc sức khỏe mà họ nhận được là "xuất sắc", 69% đánh giá chất lượng bảo hiểm y tế của họ là "rất tốt", trong khi đó đánh giá chung về chất lượng chăm sóc sức khỏe trên toàn quốc lại có phần kém hơn (chỉ 55% đánh giá "rất tốt" khi nói đến chất lượng tổng thể của hệ thống y tế Hoa Kỳ). Đối với những người trên 65 tuổi tham gia khảo sát, có 68% bày tỏ sự hài lòng về chi phí khám chữa bệnh nói chung.

### Tội phạm và hình phạt

#### Tình trạng tội phạm

Tỉ lệ giết người tại một số quốc gia được chọn năm 2004

Thi hành luật pháp tại Hoa Kỳ là trách nhiệm chính yếu của cảnh sát địa phương và sở cảnh sát quận, với sự trợ giúp rộng lớn hơn của cảnh sát tiểu bang. Các cơ quan Liên bang như Cục Điều tra Liên bang (FBI) và Cục Bảo vệ Tòa án Hoa Kỳ (United States Marshals Service) có những nhiệm vụ đặc biệt. Ở cấp liên bang, và gần như ở mọi tiểu bang, pháp chế đều dựa vào một hệ thống luật phổ thông. Các tòa án tiểu bang thi hành đa số các vụ xử án hình sự; các tòa án liên bang nhận thụ lý một số tội ác đã được quy định nào đó cũng như các vụ chống án từ các hệ thống tòa tiểu bang.
So với các quốc gia trong Liên minh châu Âu và Khối Thịnh vượng chung, Hoa Kỳ có một tỉ lệ tội phạm tính chung là trung bình. Trong số các quốc gia phát triển, Hoa Kỳ có mức độ tội phạm bạo lực trên trung bình và đặc biệt có mức độ cao về bạo lực do súng gây ra và hành động giết người. Năm 2005, có 56 vụ giết người trên con số 1 triệu cư dân, so với 10 tại Đức và 19 tại Canada. Tỉ lệ các vụ giết người tại Hoa Kỳ giảm 36% từ năm 1986 đến 2000 và gần như không đổi kể từ đó.
Theo báo cáo năm 2013 của Văn phòng Ma túy và Tội phạm của Liên Hợp Quốc (UNODC), từ năm 2005 đến 2012, tỷ lệ giết người trung bình tại Hoa Kỳ là 4,9/100.000 dân, thấp hơn so với mức trung bình trên toàn cầu là 6,2. Tuy nhiên, tỷ lệ này vẫn cao hơn nhiều so với hầu hết các nước phát triển khác trên thế giới. Tỷ lệ giết người trong năm 2015 là 4,9/100.000 người. Năm 2016 có 17.250 vụ giết người, tăng 8,6% so với năm 2015.
Hoa Kỳ cũng là nơi tồn tại nhiều băng đảng tội phạm khi ước tính có khoảng 33.000 băng nhóm đang hoạt động tại quốc gia này. Các băng đảng đường phố quy mô lớn có xu hướng tập trung ở những khu đô thị đông dân như New York City, Los Angeles, Chicago, Philadelphia, Miami, Denver.
Hoa Kỳ có tỉ lệ người bị tống giam có lập hồ sơ và tổng dân số tù nhân cao nhất trên thế giới và hơn xa các con số cao nhất trong các quốc gia phát triển dân chủ: năm 2006, 750 trong mỗi 100.000 người Mỹ bị cầm tù trong năm đó, hơn 3 lần con số tại Ba Lan, quốc gia thuộc Tổ chức Hợp tác và Phát triển kinh tế (OECD) có tỉ lệ cao nhất kế tiếp. Tỉ lệ hiện tại của Hoa Kỳ gần như cao gấp 5 lần rưỡi con số năm 1980 là 139 mỗi 100.000 người. Đàn ông người Mỹ gốc châu Phi bị bắt giam có tỉ lệ gấp 6 lần tỉ lệ của đàn ông da trắng và ba lần so với tỉ lệ của đàn ông nói tiếng Tây Ban Nha. Tỉ lệ bị cầm tù ngày càng cao của Hoa Kỳ phần lớn là do những thay đổi trong việc xử phạt và những chính sách chống chất ma túy. Trong năm 2013, Louisiana là bang có tỷ lệ bị giam giữ cao nhất (1.082 trên 100.000 người), còn bang Maine là thấp nhất (285 trên 100.000 người). Khoảng 9% tù nhân bị giam giữ trong các nhà tù thuộc sở hữu tư nhân.
Người Mỹ gốc Phi là nhóm chủng tộc có tỉ lệ phạm tội cao nhất tại Mỹ. Một thống kê vào năm 2015 cho thấy phần lớn thủ phạm trong các vụ giết người tại Mỹ là người Mỹ gốc Phi, trong đó số người Mỹ da trắng bị sát hại bởi người Mỹ gốc Phi cao hơn đáng kể so với số người Mỹ gốc Phi bị người da trắng sát hại. Mặc dù chỉ chiếm 13% dân số Mỹ, thế nhưng, người Mỹ gốc Phi là thủ phạm trong 52.5% số vụ giết người tại Mỹ từ năm 1990 đến năm 2008. Theo thống kê của FBI thì người Mỹ gốc Phi đã gây ra 52% số vụ giết người và 54% số vụ cướp tại Mỹ trong năm 2016.
Mặc dù hình phạt tử hình đã bị xóa bỏ tại phần lớn các quốc gia Tây phương, nó vẫn còn tồn tại ở Hoa Kỳ đối với một số tội liên bang và quân sự nào đó, và hiện nay hình phạt tử hình vẫn còn tồn tại ở 30 tiểu bang. Từ khi hình phạt tử hình được phục hồi vào năm 1976, đã có trên 1.300 vụ xử tử tại Hoa Kỳ, phần lớn là ở ba bang: Texas, Virginia và Oklahoma. Năm 2015, Hoa Kỳ đứng thứ 5 về số vụ xử tử cao nhất trên thế giới sau Trung Quốc, Iran, Pakistan, và Ả Rập Saudi. Nước Mỹ hiện cũng có 31/51 bang có áp dụng hình phạt tử hình. Bên cạnh đó, nước Mỹ còn có những án tù ngang bằng với vô số án chung thân kỷ lục trong lịch sử tư pháp hiện đại.

#### Tranh cãi về quyền sở hữu súng đạn

Tỷ lệ sở hữu súng tại các bang của Hoa Kỳ, năm 2007

Một số học giả quy kết tỉ lệ cao các vụ giết người có mối tương quan với tỉ lệ số người sở hữu súng rất cao ở Hoa Kỳ, và sau đó là có liên quan đến luật sở hữu súng của Hoa Kỳ, rất dễ dàng được phép sở hữu súng nếu so với các nước phát triển khác. Theo các cuộc khảo sát của Trung tâm nghiên cứu Pew (Mỹ), dân số Mỹ chiếm chưa tới 5% dân số toàn cầu, nhưng đã sở hữu khoảng 45% số súng cá nhân trên toàn thế giới.
Ngay cả cảnh sát Mỹ cũng thường xuyên sử dụng súng để bắn chết tại chỗ những người có dấu hiệu chống cự. Riêng trong năm 2015, cảnh sát Mỹ đã bắn chết 986 người. Năm 2018, 998 người đã bị cảnh sát Mỹ bắn chết. Năm 2017, con số này là 987 người và năm 2016 là 963 người. Mapping Police Violence, một trang theo dõi các vụ bắn súng, thì cho rằng cảnh sát Mỹ đã giết 1.166 người vào năm 2018.
Nạn xả súng giết người hàng loạt ở Mỹ diễn ra nghiêm trọng do luật pháp cho phép sở hữu súng rất dễ dàng so với các nước khác. Riêng trong năm 2015, 13.286 người Mỹ đã bị giết bởi súng, không kể những người tự sát bằng súng. Năm 2017, có tới 39.773 người Mỹ chết vì súng (chưa kể số bị thương), tăng hơn 10.000 người chết so với năm 1999 (28.874 người). Trong số những người chết do súng trong năm 2017, 23.854 người chết vì tự sát (con số cao nhất trong 18 năm) và 15.919 chết do bị người khác giết. Tỷ lệ tử vong do súng theo độ tuổi trên 100.000 người tăng từ 10,3/100.000 vào năm 1999 lên 12/100.000 trong năm 2017.
Trong số những trường hợp tử vong liên quan đến súng đạn ở Hoa Kỳ, gần 2/3 là do tự tử, số còn lại là bị người khác giết bằng súng. Trong năm 2013 có khoảng 51,5% số vụ tự tử ở Mỹ được thực hiện bằng súng đạn, và các vụ tự tử chiếm tới 63% tổng số những cái chết liên quan đến súng.
Khoảng 1,4 triệu người Mỹ đã bị giết bởi súng kể từ năm 1968 tới 2011, nhiều hơn số lính Mỹ chết trong các cuộc chiến tranh cộng lại.
Quyền sở hữu súng đạn từ lâu đã là một khía cạnh đầy tranh cãi trong chính trị Hoa Kỳ, thường chia thành hai luồng quan điểm đối lập: Những người ủng hộ việc kiểm soát súng đạn ủng hộ các động thái của chính phủ nhằm tăng các quy định liên quan đến quyền sở hữu súng; trong khi những người ủng hộ quyền sử dụng súng đạn kêu gọi giảm bớt các quy định liên quan đến quyền sở hữu súng.
Các nhà lập pháp Mỹ thời lập quốc đã thông qua Tu chính án thứ hai của Hiến pháp Hoa Kỳ, được thông qua vào ngày 15 tháng 12 năm 1791, trong đó nêu rõ "Xét thấy lực lượng dân quân có tổ chức nghiêm chỉnh là rất cần thiết cho nền an ninh của một quốc gia tự do, quyền của dân chúng được giữ và sử dụng vũ khí sẽ không bị vi phạm". Những cuộc tranh luận xoay quanh lối diễn giải tu chính án đó ra sao. Nhiều người diễn giải Tu chính án thứ 2 có nghĩa là người dân có quyền tự do vũ trang mà không bị Chính phủ hạn chế. Nhưng sử gia Saul Cornell của Đại học Fordham nhận định rằng tu chính án thứ hai chú trọng hơn tới nghĩa vụ bảo vệ quốc gia của lực lượng dân quân, hơn là bảo vệ quyền sở hữu súng của mỗi cá nhân, nó không cấm việc Chính phủ đặt ra quy định kiểm soát súng. Tự do mua bán vũ khí đã giúp người định cư Hoa Kỳ chiếm lĩnh vùng miền tây hoang dã của đất nước trong thế kỷ 19. Tuy nhiên, khi biên giới biến mất và một hệ thống quốc phòng toàn quốc phát triển, mối liên kết giữa công dân và binh sĩ đã phai dần. Một lực lượng dân quân vũ trang đã không còn thích hợp trong một xã hội Mỹ hiện đại, nhưng Tu chính án số 2 thì đã không thay đổi suốt 200 năm qua.
Ngoài ra, khi Tu chính án thứ 2 ra đời thì loại súng duy nhất tồn tại là những khẩu súng hỏa mai, sau 200 năm thì súng ống hiện đại đã trở nên rất đa dạng và có sức sát thương vượt xa súng hỏa mai, dẫn tới việc diễn giải Tu chính án này phát sinh thêm mâu thuẫn trong việc: liệu người dân được phép hoặc không được phép giữ những loại súng gì? Ví dụ như Thẩm phán William Young của tòa liên bang khu vực Massachusetts đã phán định vào năm 2018 rằng: Tu Chính Án Số 2 cho phép công dân sở hữu súng, nhưng không cho phép người dân sở hữu một khẩu súng AR-15 hay những loại súng trường quân sự khác với băng đạn lớn.
Sau nhiều vụ xả súng xảy ra trong thời gian gần đây, một bộ phận công chúng Mỹ liên tục kêu gọi thắt chặt quyền sở hữu súng đạn, nhưng họ vấp phải sự phản đối mạnh mẽ của Hiệp hội Súng trường quốc gia Hoa Kỳ (NRA). NRA ra đời năm 1871, là tổ chức tự phát do những thợ săn và người thích súng ở Mỹ thành lập. Nhưng từ những năm 1960, khi nhiều người Mỹ lên tiếng yêu cầu kiểm soát súng đạn chặt chẽ hơn, các tập đoàn buôn bán vũ khí Mỹ đã hỗ trợ kinh phí để biến NRA đã trở thành một đoàn thể chính trị phản đối yêu cầu này, họ hoạt động rất hiệu quả ở cả cấp độ bang và liên bang. Tính đến thời điểm 2018, NRA có hơn 5 triệu hội viên và là một trong số các tổ chức có thế lực nhất nước Mỹ, có tới tám tổng thống Mỹ từng là hội viên của tổ chức này. NRA có tiềm lực tài chính hùng hậu, tính riêng trong năm 2013, quỹ hoạt động của NRA lên đến 350 triệu USD, đến từ đóng góp của các thành viên và các tập đoàn sản xuất và buôn bán vũ khí. NRA thường xuyên chi rất nhiều tiền cho các chiến dịch vận động bầu cử Quốc hội cũng như bầu Tổng thống Mỹ. Đầu tháng 2/2019, Hạ viện Mỹ đã thông qua "Dự luật An toàn súng đạn" cho phép mở rộng việc kiểm tra lai lịch đối với gần như mọi trường hợp mua bán súng. Tuy nhiên, dự luật đã vấp phải sự chống đối mạnh mẽ tại Thượng viện, nơi đảng Cộng hòa nắm đa số và được NRA hỗ trợ.
Theo một cuộc khảo sát của Gallup được tiến hành vào năm 2015, phần đông (52%) người Mỹ vẫn tin rằng việc bảo vệ quyền sở hữu súng đạn của người dân là quan trọng hơn việc thắt chặt các quy đinh về sử dụng và sở hữu súng đạn. Tuy nhiên sau một loạt các vụ xả súng thời gian gần đây, nhiều cử tri đã ủng hộ thực hiện các biện pháp quyết liệt hơn nhằm ngăn ngừa bạo lực súng đạn. Một cuộc thăm dò ý kiến cử tri của Fox News tháng 8 năm 2019 cho thấy 90% số người ủng hộ kiểm tra lý lịch phổ quát, 81% ủng hộ việc tước súng từ những người có nguy cơ gây án và 67% ủng hộ việc cấm vũ khí tấn công, tuy vậy cũng có tới 57% số người tham gia khảo sát cho biết rằng họ thích sống ở những bang cho phép người dân sở hữu súng hơn là những bang cấm súng.

## Văn hóa

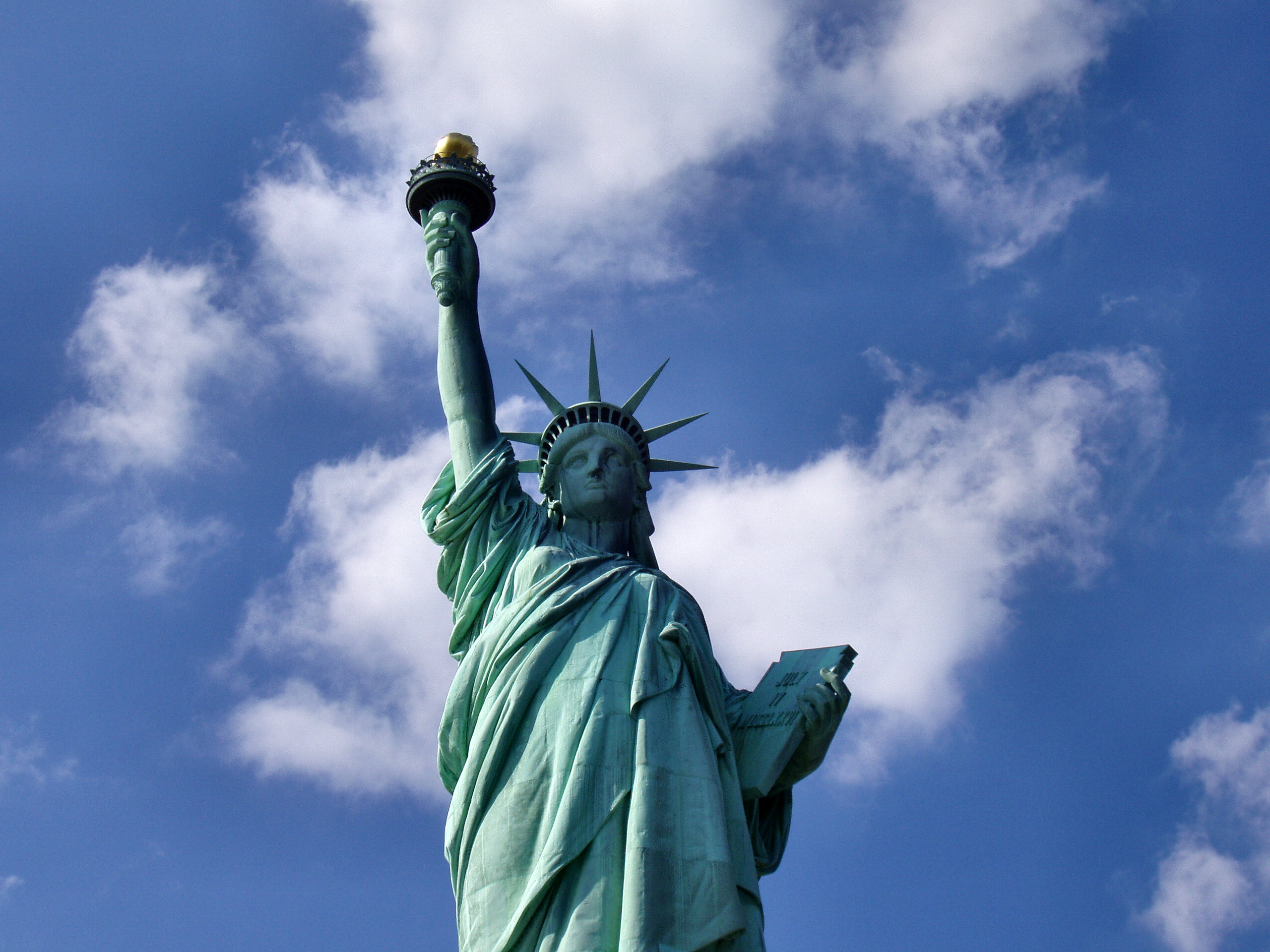
Tượng Nữ thần Tự do ở Thành phố New York, được khánh thành vào năm 1886, là một biểu tượng tiêu biểu của Hoa Kỳ.

Hoa Kỳ là một quốc gia đa văn hóa, là nơi sinh sống của nhiều nhóm đa dạng chủng tộc, truyền thống, và giá trị. Nói đến văn hóa chung của đa số người Mỹ là có ý nói đến "văn hóa đại chúng Mỹ", đó là một nền văn hóa Tây phương phần lớn là sự đúc kết từ những truyền thống của các di dân từ Tây Âu, bắt đầu là các dân định cư người Hà Lan và người Anh trước tiên. Văn hóa Đức, Ireland và Scotland cũng có nhiều ảnh hưởng. Một số truyền thống của người bản thổ Mỹ và nhiều đặc điểm văn hóa của người nô lệ Tây Phi châu được hấp thụ vào đại chúng người Mỹ. Xã hội Mỹ đa sắc tộc được thành lập trên hiến pháp có chủ trương chống lại đàn áp, bóc lột, bóp nghẹt tiềm năng phát triển của con người. Sự năng động là một đặc trưng của người Mỹ, họ luôn có nhu cầu hành động để đạt mục đích. Chính nhu cầu này tạo ra tinh thần hướng tới tương lai, lạc quan, uyển chuyển và không ngừng vận động.
Sự mở rộng biên cương về phía tây đã đưa người Mỹ tiếp xúc gần đến nền văn hóa Mexico, và sự di dân mức độ lớn trong cuối thế kỷ XIX và đầu thế kỷ XX từ Nam Âu và Đông Âu đã mang đến thêm nhiều yếu tố văn hóa mới. Sự di dân gần đây hơn từ châu Á và đặc biệt là từ châu Mỹ Latinh có nhiều ảnh hưởng rộng lớn. Kết quả sự trộn lẫn các nền văn hóa lại với nhau có thể có đặc tính như là một cái nồi súp nấu chảy mọi thứ văn hóa thành một thứ văn hóa chung mà người Mỹ thường gọi từ xưa đến nay là melting pot, hay là một khái niệm mới salad bowl là một tô xà-lách trộn có đủ thứ rau, gia vị mà trong đó những người di dân và con cháu của họ vẫn giữ các đặc tính văn hóa riêng biệt của mình. Ngoài ra có những cách lý giải khác về văn hóa Hoa Kỳ như thuyết nông bản, thuyết dân chủ, thuyết biên cương, thuyết phồn vinh, chủ nghĩa thực dụng, thuyết đa dạng bất định, thuyết Darwin xã hội. Thuyết nông bản xem con người tính bản thiện, chính xã hội khi muốn chỉ đạo, áp đặt quá mức đã sinh ra điều xấu, phái nông bản cho rằng xã hội Mỹ cho phép mỗi người đạt tới hạnh phúc dễ hơn các xã hội châu Âu vì nó tôn trọng các nguyên tắc này và sẽ mất hết phẩm chất nếu bị xói mòn bởi chủ nghĩa tư bản và đô thị hóa. Thuyết dân chủ dựa trên tác phẩm Nền dân chủ Mỹ của Alexis de Tocqueville miêu tả các đặc tính dân chủ của xã hội Hoa Kỳ và xem đây là những đặc trưng nổi bật của nền văn hóa Hoa Kỳ. Thuyết biên cương xem quá trình mở rộng lãnh thổ nước Mỹ đã tạo nên tính cách của người Mỹ như táo bạo, lạc quan, không ngừng đổi mới, mềm dẻo, dễ thích nghi, sáng tạo, yêu lao động,... Thuyết phồn vinh cho rằng người Mỹ luôn hướng tới sự thịnh vượng. Điều này có mặt trong mọi mối quan hệ xã hội, ảnh hưởng đến toàn bộ các điều kiện xã hội, góp phần quyết định hình thành văn hóa và tính cách Mỹ. Chủ nghĩa thực dụng cũng là một đặc trưng văn hóa của Hoa Kỳ. Người Mỹ có khuynh hướng chối bỏ mọi định kiến, mọi hệ thống sẵn có, mọi lý thuyết, những thứ cấm kỵ và khuôn mẫu làm tê liệt hành động và chỉ coi trọng kinh nghiệm vì người Mỹ muốn đi lên từ số không về văn hóa. Thuyết đa dạng bất định cho rằng xã hội Hoa Kỳ tồn tại nhiều nghịch lý trên lĩnh vực văn hóa nhưng những nghịch lý này không ngừng thay đổi tạo nên sự đa dạng và sự bất định. Thuyết Darwin xã hội cho rằng xã hội Mỹ luôn chạy đua để thích nghi, để dành thắng lợi tuy nhiên vẫn có những chuẩn mực đạo đức mà toàn xã hội phải tuân theo.
Trong khi văn hóa Mỹ xác định rằng Hoa Kỳ là một xã hội không giai cấp do mọi người đều tự do, bình đẳng và có cơ hội ngang nhau, các nhà kinh tế và xã hội học đã nhận ra sự khác biệt văn hóa giữa các giai cấp xã hội của Hoa Kỳ. Giai cấp nghiệp vụ và trung lưu Mỹ đã và đang là nguồn của nhiều chiều hướng thay đổi xã hội hiện đại như chủ nghĩa bình đẳng nam nữ, chủ nghĩa bảo vệ môi trường, và chủ nghĩa đa văn hóa. Phụ nữ, trước đây chỉ hạn chế với vai trò nội trợ, bây giờ hầu hết làm việc bên ngoài và là nhóm đa số lấy được bằng cử nhân.
Giữa thế kỷ 20 trở lại đây chứng kiến sự thay đổi trong văn hóa gia đình Mỹ: tỷ lệ ly hôn, con ngoài giá thú và số người không kết hôn tăng nhanh. Năm 2005, số hộ gia đình chỉ có một người (sống độc thân) chiếm 30% tổng số hộ gia đình; nhiều cặp vợ chồng không có con là chuyện bình thường với tỉ lệ 28%. Việc nới rộng quyền kết hôn cho những người đồng tính luyến ái là một vấn đề gây tranh luận, các tiểu bang cấp tiến cho phép sống chung giữa những người đồng tính (civil union) và những tiểu bang phía bắc như Massachusetts, Vermont, Iowa, Connecticut, Maine và New Hampshire vừa qua đã hợp thức hóa hôn nhân đồng tính. Tiểu bang California cũng đã hợp pháp hóa hôn nhân đồng tính vào tháng 4 năm 2008, nhưng sau đó những người đồng tính lại bị tước quyền kết hôn sau khi Dự luật 8 được ban hành vào tháng 11 năm 2008. Đến năm 2015 kết hôn đồng tính chính thức được hợp pháp hóa tại tất cả các bang của Hoa Kỳ.
Nước Mỹ là nơi chủ nghĩa cá nhân thịnh hành. Chủ nghĩa cá nhân ở đây có thể hiểu là "sự khẳng định các quyền của cá nhân và của từng nhóm đối với tập thể" và mở rộng ra là "bảo hộ các thực thể văn hóa nhỏ chống các thực thể lớn". Chủ nghĩa cá nhân bắt nguồn từ những cha xứ chạy trốn khỏi sự đàn áp của các chính phủ Châu Âu sau năm 1620. Chủ nghĩa cá nhân được hoàn chỉnh thêm bằng thuyết đa nguyên cho rằng mọi tư tưởng, mọi khuynh hướng đều được tự do phát biểu và thực hiện, bảo đảm ai cũng có cơ hội như nhau. Chủ nghĩa cá nhân còn thể hiện qua việc mỗi người, mỗi nhóm tình nguyện gia nhập cộng đồng dân tộc nhưng không từ bỏ cá tính, quyền lựa chọn; mỗi bang hòa nhập vào liên bang mà không bỏ bản sắc văn hóa và những quyền được coi là bất khả xâm phạm của mình. Do xã hội Mỹ không thuần nhất, đa văn hóa, đa chủng tộc nên người Mỹ theo chủ nghĩa đa nguyên. Sự khác biệt giữa các cá nhân, địa phương, tôn giáo, chủng tộc, nghề nghiệp, nhóm xã hội, quan điểm, ý thức hệ,... được tôn trọng và có thể tồn tại hòa bình bên cạnh nhau. Người Mỹ cũng theo chủ nghĩa bình quân hiểu theo nghĩa mọi người đều bình đẳng trước pháp luật và có cơ hội thăng tiến ngang nhau. Vai trò của nhà nước là bảo vệ sự bình đẳng này. Người Mỹ không hiểu bình đẳng là mọi người được hưởng thụ ngang nhau nên họ phản đối dùng áp lực để phân phối lại của cải mà chỉ khuyến khích làm từ thiện để giảm bớt sự chênh lệch của cải giữa người giàu và người nghèo. Chủ nghĩa tự do là nền tảng của nước Mỹ. Người Mỹ không thích nhà nước can thiệp vào đời sống xã hội cũng không ỷ lại vào nhà nước. Họ không trông chờ nhà nước giải quyết các vấn đề của họ cũng không đổ lỗi cho nhà nước về những thất bại của họ. Nếu nhà nước không thể làm điều gì thì họ sẽ làm thay nhà nước. Người Mỹ cũng không thích ý tưởng dùng ngân sách nhà nước để trợ cấp cho các cá nhân và doanh nghiệp. Quyền có việc làm, quyền được hưởng trợ giúp xã hội không phải là những ý tưởng dễ được chấp nhận. Khi nhà nước tỏ ra lấn lướt, xã hội sẽ phản ứng lại; tuy nhiên, nước Mỹ vẫn cần sự can thiệp có chừng mực, có cân nhắc của nhà nước để bảo vệ tự do của đa số dù thực tế là nó hạn chế tự do cá nhân. Dù theo chủ nghĩa cá nhân nhưng người Mỹ vẫn có tinh thần cộng đồng rất cao. Họ có thói quen tham gia vào các hoạt động chính trị, xã hội, văn hóa mà không hưởng lương. Tinh thần tự nguyện này bắt nguồn từ khái niệm dân chủ trực tiếp đề cao trách nhiệm cá nhân, không đổ thừa thất bại cho người khác hoặc cho tổ chức. Chính vì thế, xã hội dân sự ở Mỹ phát triển rất mạnh với rất nhiều tổ chức tồn tại trong mọi lĩnh vực. Các hoạt động thiện nguyện cũng phát triển mạnh ở Mỹ và được xã hội khuyến khích.
Tất nhiên, văn hóa Mỹ cũng như các nền văn hóa khác trên thế giới, có mặt tích cực lẫn cái tiêu cực. Trong bức thư tháng 2/2002 của 60 trí thức lớn của Mỹ, các tác giả công nhận những tiêu cực của văn hóa Mỹ hiện nay: đôi khi tỏ ra hung hăng và kém hiểu biết đối với các xã hội khác, đôi khi theo đuổi những chính sách không đúng hướng và phi nghĩa. Có những giá trị văn hóa Mỹ ít hấp dẫn hoặc tai hại, như là Chủ nghĩa tiêu thụ được coi là tiêu chuẩn, sự tự do quá trớn không còn quy luật, sự suy yếu của văn hóa gia đình và đời sống gia đình. Các sản phẩm văn hóa Mỹ có những thứ đề cao bạo lực, kích thích sự quái gở, hoặc thể hiện sự trống rỗng trong tâm hồn.

### Truyền thông đại chúng

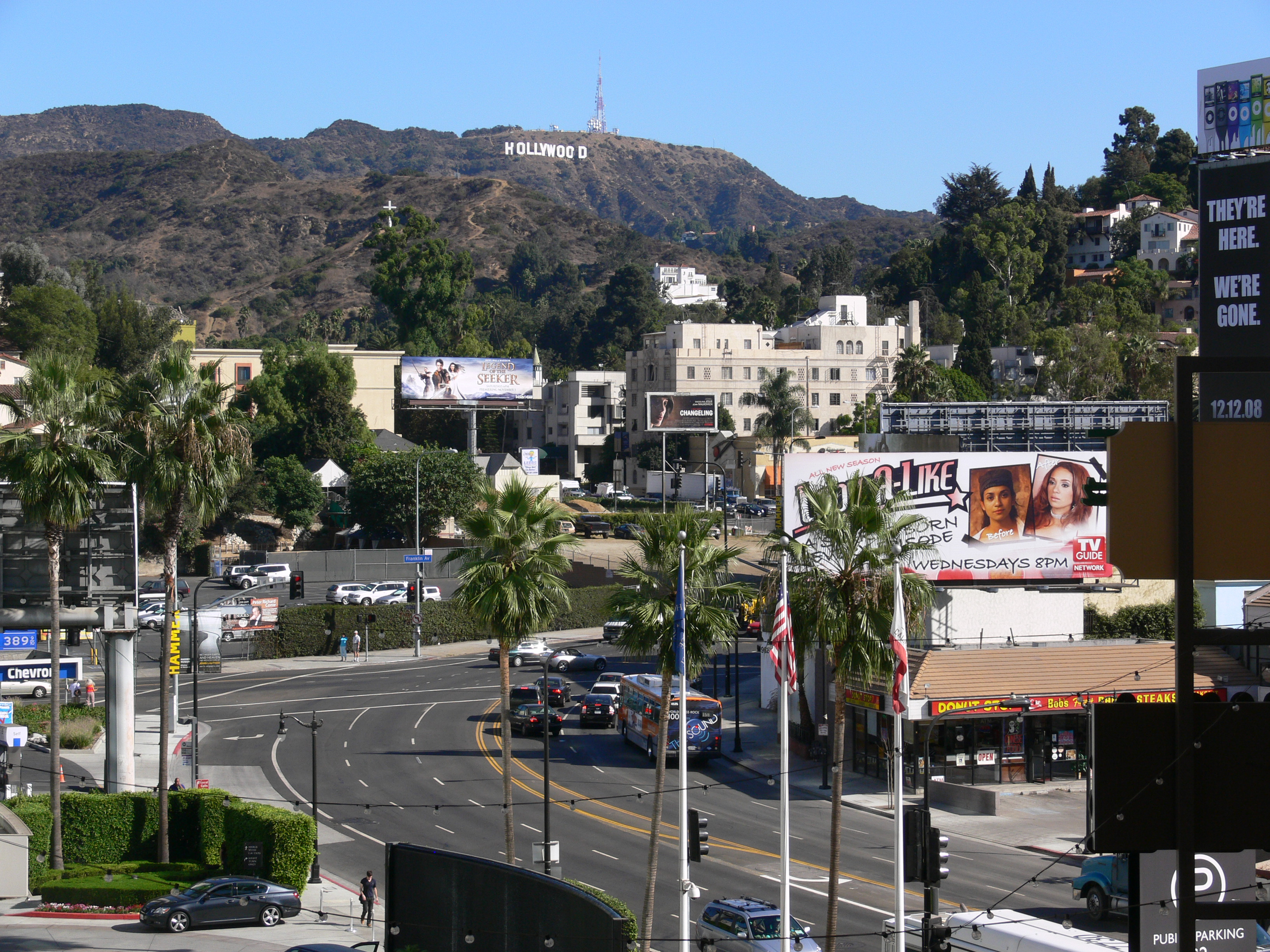
Bảng Hollywood nhìn từ Highland Avenue là biểu tượng của kinh đô điện ảnh thế giới

Năm 1878, Eadweard Muybridge đã chứng minh khả năng của thuật nhiếp ảnh có thể chụp được ảnh di động. Năm 1894, triển lãm hình ảnh di động thương mại đầu tiên của thế giới được trình diễn tại thành phố New York, sử dụng máy ảnh của Thomas Edison chế tạo. Năm sau đó, người ta thấy phim thương mại đầu tiên được chiếu trên màn bạc, cũng tại New York, và Hoa Kỳ luôn đi đầu trong việc phát triển phim có tiếng nói trong những thập niên sau đó. Kể từ đầu thế kỷ 20, ngành công nghiệp điện ảnh Hoa Kỳ chủ yếu tập trung ở khu vực Hollywood thuộc thành phố Los Angeles, California. Bộ phim Citizen Kane (1941) của Đạo diễn Orson Welles luôn được bình chọn như là một bộ phim vĩ đại nhất của mọi thời đại. Các diễn viên điện ảnh như John Wayne và Marilyn Monroe đã trở thành những khuôn mặt biểu tượng trong khi đó nhà sản xuất phim kiêm kinh doanh Walt Disney là một người đi đầu trong cả lĩnh vực phim hoạt hình và dùng phim ảnh để quảng cáo các sản phẩm.
Trong những năm 1970, các đạo diễn phim như Martin Scorsese, Francis Ford Coppola và Robert Altman là một thành phần quan trọng trong cái được gọi là "Tân Hollywood" hay "Hollywood Phục hưng", với những bộ phim kinh điển chẳng hạn như The Godfather (1974). Các phim trường chính của Hollywood cũng là nơi sản xuất ra các bộ phim thương mại thành công nhất trên thế giới như Star Wars (1977), Titanic (1997), Avatar (2010) và Avengers: Endgame (2019). Các sản phẩm của Hollywood ngày nay chiếm lĩnh công nghệ điện ảnh thế giới. Giải Oscar là giải thưởng điện ảnh uy tín nhất thế giới đã được tổ chức hàng năm bởi Viện Hàn lâm Khoa học và Nghệ thuật Điện ảnh kể từ năm 1929.

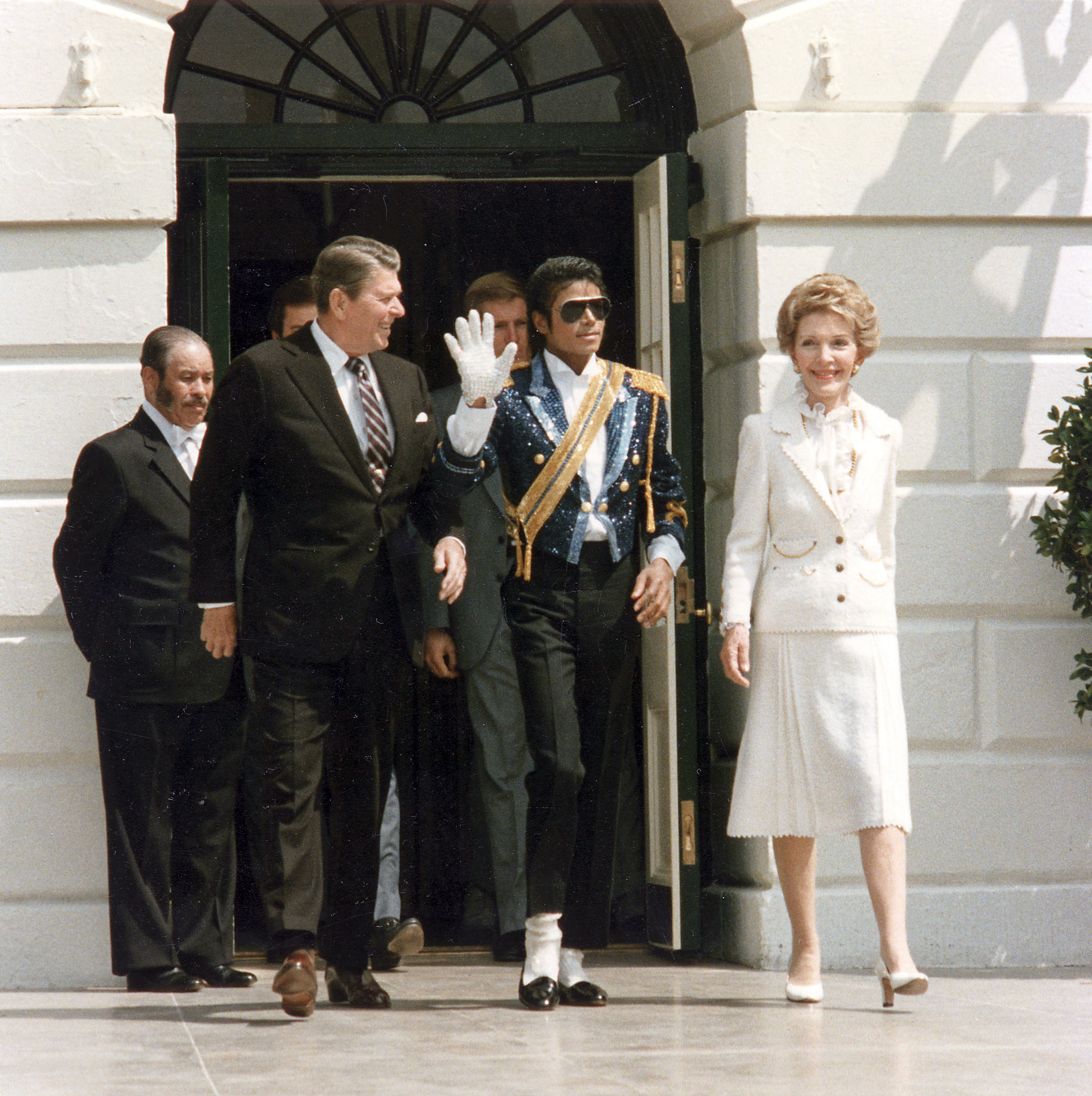
Michael Jackson (giữa), Tổng thống Ronald Reagan và phu nhân tại Tòa Bạch Ốc năm 1984.

Người Mỹ là những người nghiện xem truyền hình nhất trên thế giới và thời gian trung bình dành cho xem truyền hình tiếp tục tăng cao, lên đến 5 giờ mỗi ngày vào năm 2006. Tất cả bốn hệ thống truyền hình lớn là thuộc truyền hình thương mại. Tỷ lệ sở hữu TV của các hộ gia đình trong cả nước là 96,7%. Bốn đài truyền hình lớn nhất tại Hoa Kỳ là NBC, CBS, ABC và Fox. Người Mỹ cũng lắng nghe các chương trình radio, phần lớn là thương mại hoá, trung bình là trên 2 tiếng rưỡi một ngày.. Các tờ báo nổi tiếng nhất tại Hoa Kỳ bao gồm The Wall Street Journal, The New York Times, và USA Today. Ngoài các cổng trang mạng (web portal) và trang tìm kiếm trên mạng (search engine), các trang mạng phổ biến nhất là Google, Facebook, YouTube, Twitter, Instagram, Wikipedia, eBay, Amazon.com, Reddit, Yahoo và Netflix. Năm 2007, có khoảng 12 triệu người Mỹ viết blog.
Loại nhạc có nhịp điệu và trữ tình của người Mỹ gốc châu Phi nói chung đã ảnh hưởng sâu đậm âm nhạc Mỹ, làm cho nó khác biệt với âm nhạc truyền thống và cổ điển châu Âu. Những làn điệu từ nhạc cổ truyền như nhạc blues và loại nhạc mà bây giờ được biết như là old-time music đã được thu thập và đưa vào trong âm nhạc bình dân mà được thưởng thức khắp nơi trên thế giới. Nhạc Jazz được phát triển bởi những nhà sáng tạo âm nhạc như Louis Armstrong và Duke Ellington đầu thế kỷ XX. Nhạc đồng quê, rhythm and blues, và rock and roll xuất hiện giữa thập niên 1920 và thập niên 1950, với những cái tên nổi tiếng chẳng hạn như Elvis Presley. Những sáng tạo mới gần đây của người Mỹ gồm có funk và hip hop. Những ngôi sao âm nhạc đại chúng của Mỹ như Whitney Houston được mệnh danh là "Định nghĩa của tiếng hát", Michael Jackson được mệnh danh là "Ông hoàng nhạc pop", Madonna được mệnh danh là "Nữ hoàng nhạc pop", và còn nhiều ca sĩ khác nữa như Aretha Franklin, Stevie Wonder, Prince, Luther Vandross, Frank Sinatra, Billie Holiday đã trở thành những huyền thoại âm nhạc.

### Văn chương, triết học, kiến trúc và nghệ thuật

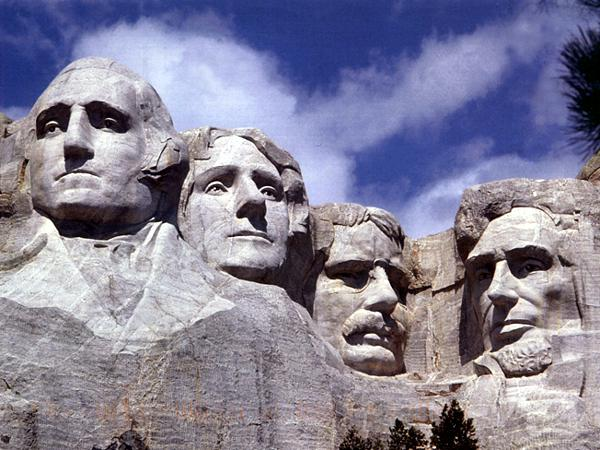
Núi Rushmore, một công trình điêu khắc khổng lồ gồm bốn vị tổng thống Mỹ lừng danh

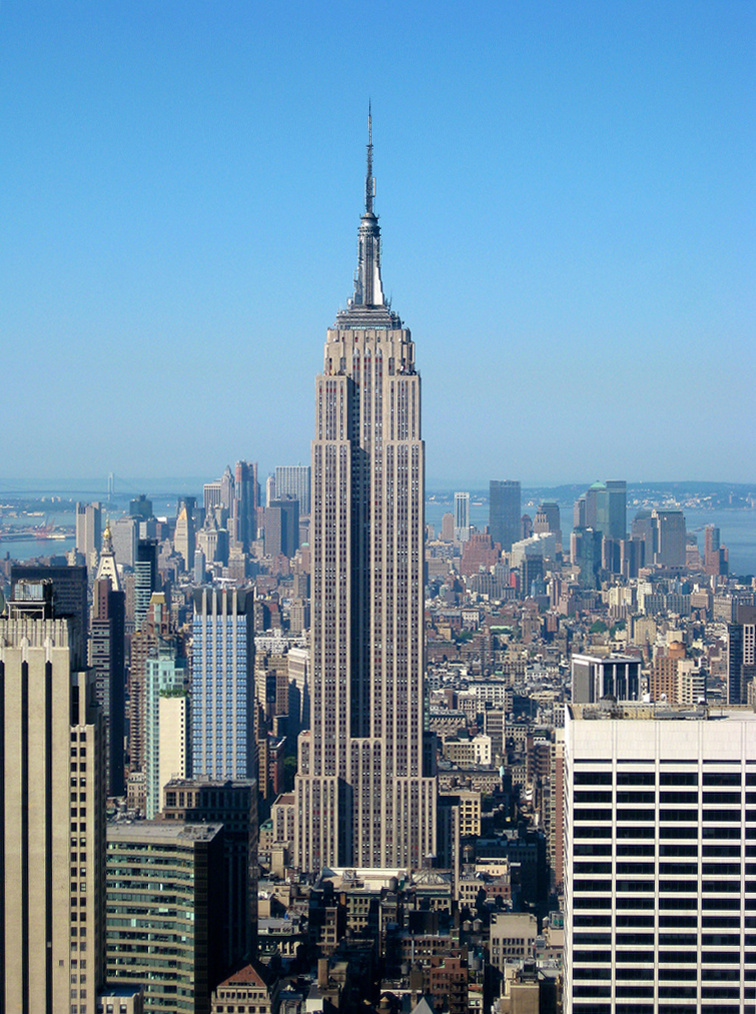
Tòa nhà Empire State, tòa nhà chọc trời đầu tiên trên thế giới, khánh thành vào những năm 30

Trong thế kỷ XVIII và đầu thế kỷ XIX, văn chương và nghệ thuật Mỹ bị ảnh hưởng đậm nét của châu Âu. Những nhà văn như Nathaniel Hawthorne, Edgar Allan Poe, và Henry David Thoreau đã lập nên một nền văn chương Mỹ rõ rệt vào khoảng giữa thế kỷ XIX. Mark Twain và nhà thơ Walt Whitman là những gương mặt lớn trong nửa cuối thế kỷ; Emily Dickinson, gần như không được biết đến trong suốt đời bà, đã được công nhận là nhà thơ quan trọng khác của Mỹ. 12 công dân Hoa Kỳ đã đoạt được Giải Nobel Văn chương, gần đây nhất là Bob Dylan năm 2016. Ernest Hemingway, người đoạt giải Nobel năm 1954, thường được coi là một trong những nhà văn có ảnh hưởng nhất thế kỷ XX. Một tác phẩm được xem như cô đọng mọi khía cạnh cơ bản kinh nghiệm và đặc tính của quốc gia – như Moby-Dick (1851) của Herman Melville, Những cuộc phiêu lưu của Huckleberry Finn (1885) của đại văn hào Mark Twain, Giết con húng nhại của Harper Lee và Đại gia Gatsby (1925) của F. Scott Fitzgerald – có thể được tặng cho danh hiệu là "đại tiểu thuyết Mỹ." Các thể loại văn chương bình dân như văn chương miền Tây và tiểu thuyết tội phạm đã phát triển tại Hoa Kỳ.
Người theo thuyết tiên nghiệm do Ralph Waldo Emerson và Thoreau khởi xướng đã thiết lập nên phong trào triết học Mỹ đầu tiên. Sau Nội chiến Hoa Kỳ, Charles Sanders Pierce và rồi William James và John Dewey là những người tiên phong trong việc phát triển chủ nghĩa thực dụng. Trong thế kỷ XX, công trình của Willard Van Orman Quine và Richard Rorty đã giúp đưa triết học phân tích trở nên nổi bật trong nền triết học Mỹ.

Về nghệ thuật thị giác, Trường phái Sông Hudson là một phong trào quan trọng giữa thế kỷ XIX theo truyền thống chủ nghĩa tự nhiên châu Âu. Chương trình Armory năm 1913 tại thành phố New York là một triển lãm nghệ thuật đương đại châu Âu đã gây cơn sốt đến công chúng và góp phần thay đổi nghệ thuật Hoa Kỳ. Georgia O'Keefe, Marsden Hartley, và những người khác đã thử nghiệm những phong cách mới, mang hướng cá nhân nhiều hơn. Những phong trào mỹ thuật chính như chủ nghĩa biểu hiện trừu tượng của Jackson Pollack và Willem de Kooning hay nghệ thuật văn hóa dân gian của Andy Warhol và Roy Lichtenstein đã phát triển rộng khắp Hoa Kỳ. Làn sóng chủ nghĩa hiện đại và sau đó là chủ nghĩa hậu hiện đại cũng đã đưa các kiến trúc sư Mỹ như Frank Lloyd Wright, Philip Johnson, và Frank Gehry lên đỉnh cao trong lĩnh vực của họ.

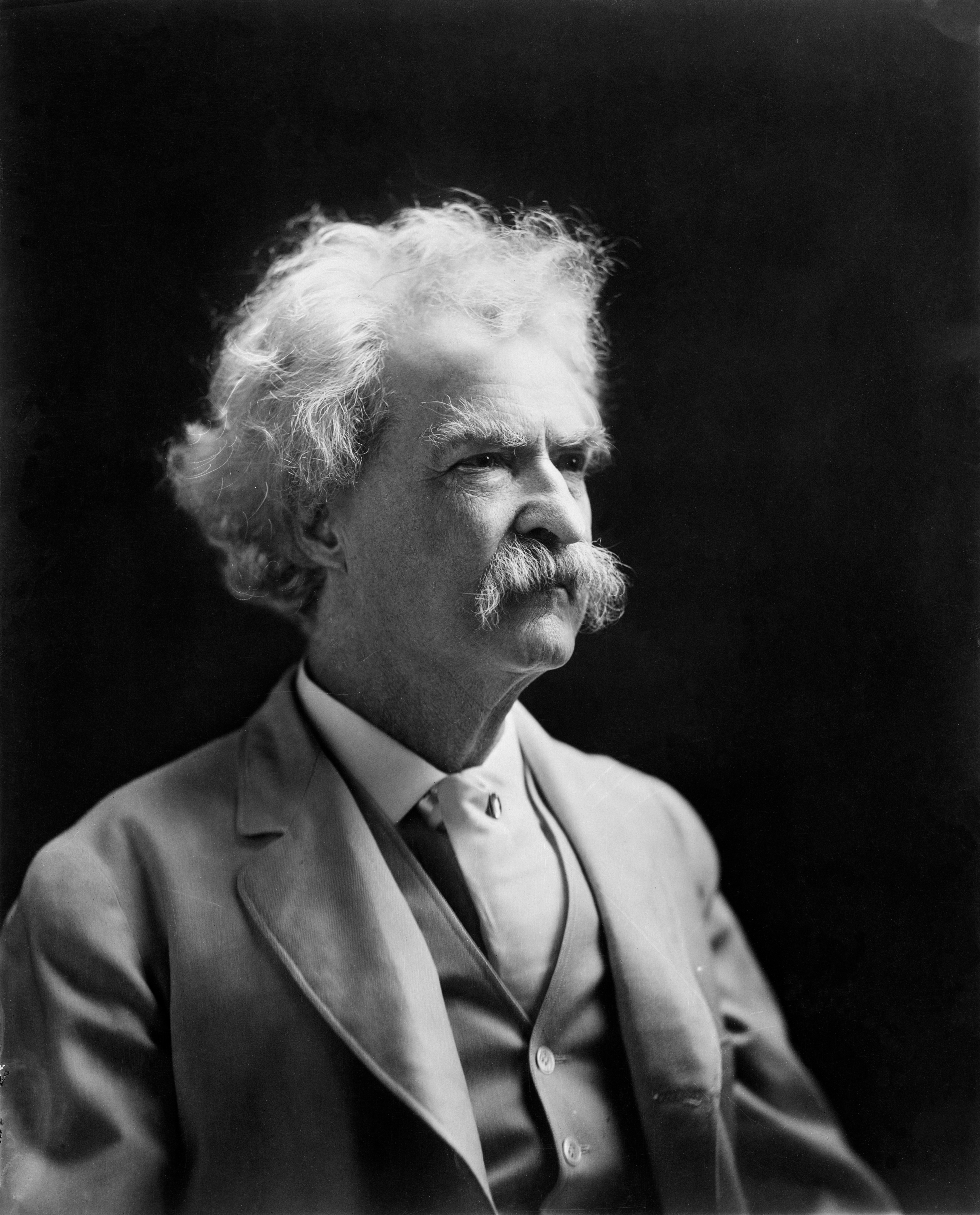
Nhà văn Mark Twain

Một trong những người lừng danh đầu tiên trong việc phát triển thể loại kịch mới của Mỹ là ông bầu P. T. Barnum. Ông khởi đầu bằng việc điều hành một nhà hát ở hạ Manhattan năm 1841. Kịch đoàn Harrigan and Hart đã dàn dựng một loạt những vở nhạc hài kịch thu hút đông công chúng tại New York bắt đầu vào cuối thập niên 1870. Trong thế kỷ XX, hình thức nhạc kịch hiện đại đã xuất hiện trên Sân khấu Broadway nơi mà các bản nhạc của các nhà soạn nhạc kịch như Irving Berlin, Cole Porter, và Stephen Sondheim đã trở thành những tiêu chuẩn cho thể loại nhạc văn hóa dân gian. Nhà soạn kịch Eugene O'Neill đã đoạt được giải Nobel văn chương năm 1936; những nhà soạn kịch nổi danh khác của Hoa Kỳ còn có nhiều người đoạt Giải Pulitzer như Tennessee Williams, Edward Albee, và August Wilson.
Mặc dù bị coi nhẹ vào lúc đương thời, công trình của Charles Ives trong thập niên 1910 đã đưa ông lên thành một nhà soạn nhạc lớn đầu tiên của Hoa Kỳ về thể loại nhạc truyền thống cổ điển; những người tiếp bước theo sau như Henry Cowell và John Cage đã tạo được một bước tiến gần hơn trong việc sáng tác nhạc cổ điển có màu sắc riêng của Mỹ. Aaron Copland và George Gershwin đã phát triển một thể loại nhạc cổ điển và bình dân tổng hợp riêng biệt của Mỹ. Các nhà biên đạo múa Isadora Duncan và Martha Graham là những gương mặt tiêu biểu trong việc sáng tạo ra khiêu vũ hiện đại; George Balanchine và Jerome Robbins là những người đi đầu về múa balê của thế kỷ XX.
Kiến trúc Hoa Kỳ ảnh hưởng bởi các phong cách kiến trúc từ khắp nơi trên thế giới. Hiện nay, kiến trúc Hoa Kỳ chủ yếu mang phong cách hiện đại, như được thể hiện trong những tòa nhà chọc trời được xây từ thế kỷ 20.
Hoa Kỳ từ lâu luôn đi đầu trong lĩnh vực nghệ thuật nhiếp ảnh hiện đại với những nhà nhiếp ảnh như Alfred Steiglitz, Edward Steichen, Ansel Adams, và nhiều người khác. Truyện tranh nhiều kỳ trên báo gọi là comic strip và sách truyện tranh là hai thứ sáng tạo của người Mỹ. Superman của hãng DC Comics hay Captain America của hãng truyện tranh Marvel, những siêu anh hùng trong sách truyện tranh tinh hoa, đã trở thành hình tượng Mỹ.

### Thực phẩm và quần áo

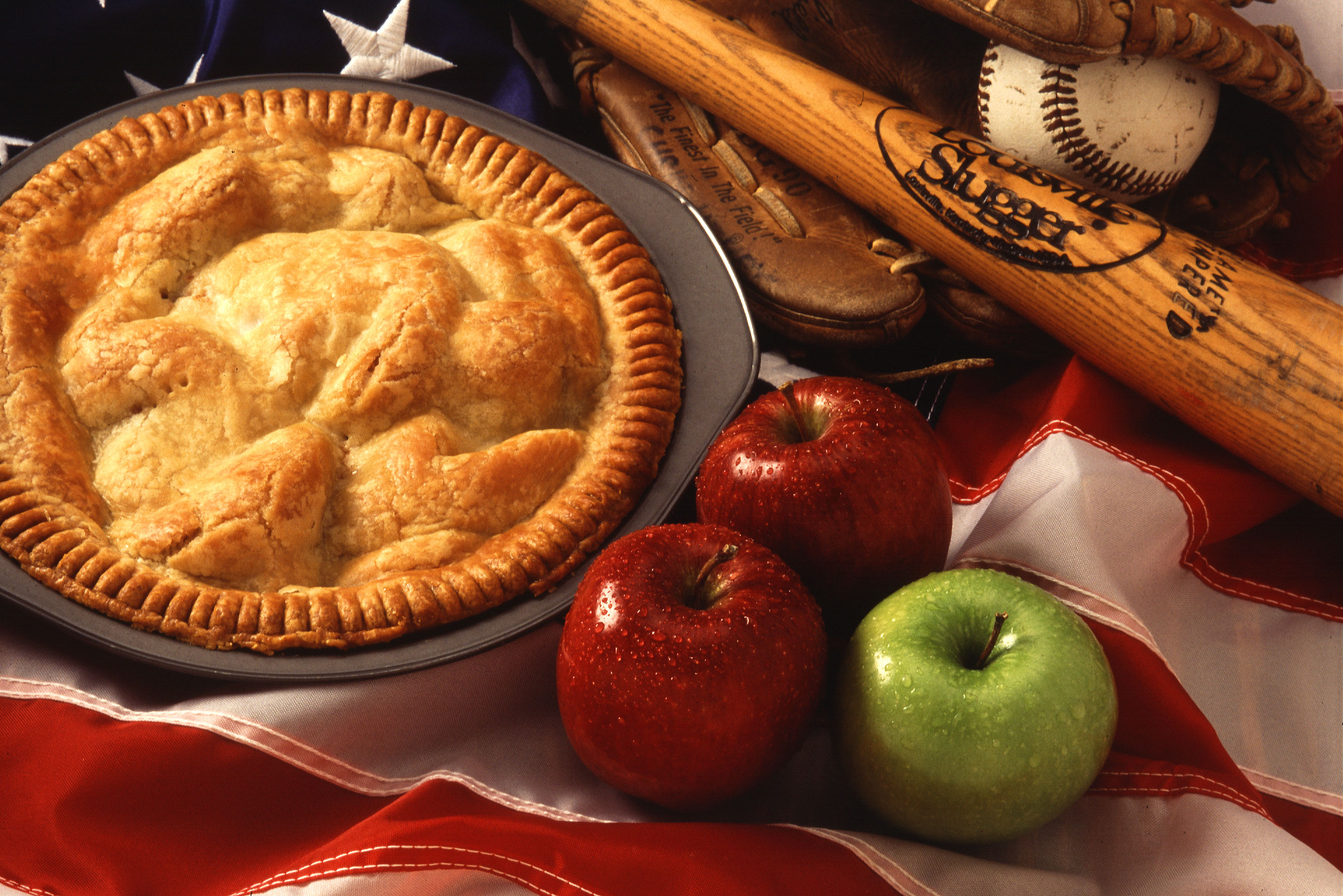
Các hình tượng văn hóa Mỹ: bánh táo, bóng chày, và cờ Mỹ

Nghệ thuật nấu ăn đại chúng của Mỹ thì tương tự như của các quốc gia Phương Tây. Lúa mì là loại ngũ cốc chính yếu. Ẩm thực truyền thống Mỹ sử dụng các loại nguyên liệu nấu ăn như gà tây, thịt nai đuôi trắng, khoai tây, khoai lang, bắp, bí rợ loại trái dài (squash), và xi-rô cây phong, là các loại thực phẩm được người bản thổ Mỹ và dân định cư xưa từ châu Âu đến chế biến. Thịt heo nấu theo phương pháp nấu chậm (Slow-cooked pork), thịt bò nướng, bánh thịt cua (crab cake), khoai tây thái mỏng từng miếng và chiên (potato chips), và bánh tròn nhỏ có những hạt sô cô la trộn lẫn gọi là chocolate chip cookie là những loại thực phẩm chính cống Mỹ. Thực phẩm chua của người nô lệ phi Châu, phổ biến khắp miền Nam và tại những nơi có người Mỹ gốc Phi. Gà chiên kết hợp với nghệ thuật ẩm thực truyền thống của người Mỹ gốc Phi và người Scotland là một món khoái khẩu quốc gia. Các món ăn mang tính biểu tượng của Mỹ như bánh nhân táo, pizza, hamburger, và hot dog là những món ăn đúc kết từ những phương thức chế biến thức ăn đa dạng của các di dân đến từ châu Âu. Loại thức ăn gọi là khoai tây chiên kiểu Pháp, các món Mexico như burritos và taco, pasta là có nguồn gốc từ Ý được mọi người khắp nơi thưởng thức. Trong hai thập niên cuối cùng của thế kỷ XX, lượng calorie mà người Mỹ trung bình ăn vào cơ thể tăng 24%, khi tỉ lệ số người Mỹ ăn thức ăn bên ngoài tăng từ 18 đến 32%. Ăn uống thường xuyên tại những nhà hàng thức ăn nhanh như McDonald's, KFC hay Burger King gần như có liên quan đến hiện tượng mà các nhà nghiên cứu của chính phủ gọi đó là "dịch bệnh béo phì."
Người Mỹ thích uống cà phê hơn trà với khoảng hơn phân nửa dân số người lớn uống ít nhất một tách cà phê một ngày. Các loại rượu Mỹ có Bourbon whiskey, Tennessee whiskey, applejack, và Rượu Rum Puerto Rico. Rượu martini là loại rượu trái cây đặc trưng của Mỹ. Một người Mỹ trung bình tiêu thụ 81,6 lít bia mỗi năm. Các loại bia nhẹ kiểu Mỹ mà điển hình là thương hiệu hàng đầu Budweiser nhẹ cả trong người và trong hương vị; Chủ nhân của Budweiser là Anheuser-Busch đang chiếm lĩnh 50% thị trường bia quốc gia. Trong những thập niên vừa qua, việc sản xuất và tiêu thụ rượu đã gia tăng đáng kể. Việc làm rượu hiện tại là một ngành công nghiệp hàng đầu tại California. Ngược với các truyền thống châu Âu, người Mỹ uống rượu trước bữa ăn, thay vì uống các loại rượu trái cây khai vị. Công nghiệp Hoa Kỳ phần lớn sản xuất ra đồ uống cho ăn sáng gồm có sữa và nước cam. Các loại nước ngọt có ga được ưa chuộng khắp nơi; các loại nước uống có đường chiếm 9% lượng calorie tiêu thụ hàng ngày của một người Mỹ trung bình, gấp đôi tỉ lệ của 3 thập niên về trước. Nhà sản xuất nước ngọt hàng đầu Coca-Cola là thương hiệu được công nhận nhất trên thế giới, xếp trên McDonald's.
Không kể đến kiểu quần áo nghiệp vụ chỉnh tề, thời trang Hoa Kỳ có tính trung hòa và thường là không nghi thức. Trong khi nguồn gốc văn hóa đa dạng của người Mỹ phản ánh trong cách ăn mặc, đặc biệt là các di dân vừa mới đến gần đây, mũ cao bồi, giày cao bồi và áo khoác ngoài kiểu đi xe mô tô là hình tượng kiểu Mỹ đặc biệt. Quần áo Jeans rất phổ biến như quần áo lao động trong thập niên 1850 của thương nhân Levi Strauss, một di dân Đức tại San Francisco, đã được giới trẻ Mỹ tiếp nhận một thế kỷ sau đó. Hiện nay, quần áo Jeans được mặc khắp nơi trên mọi lục địa bởi mọi giới và mọi giai cấp xã hội. Song song với việc sử dụng làm quần áo thông dụng được bày bán đầy ở các chợ, quần áo jeans có thể nói rằng là đóng góp chính yếu của văn hóa Mỹ vào thời trang thế giới. Hoa Kỳ cũng là nơi đặt trụ sở của nhiều nhãn hiệu thiết kế thời trang hàng đầu như Ralph Lauren và Calvin Klein.

### Thể thao

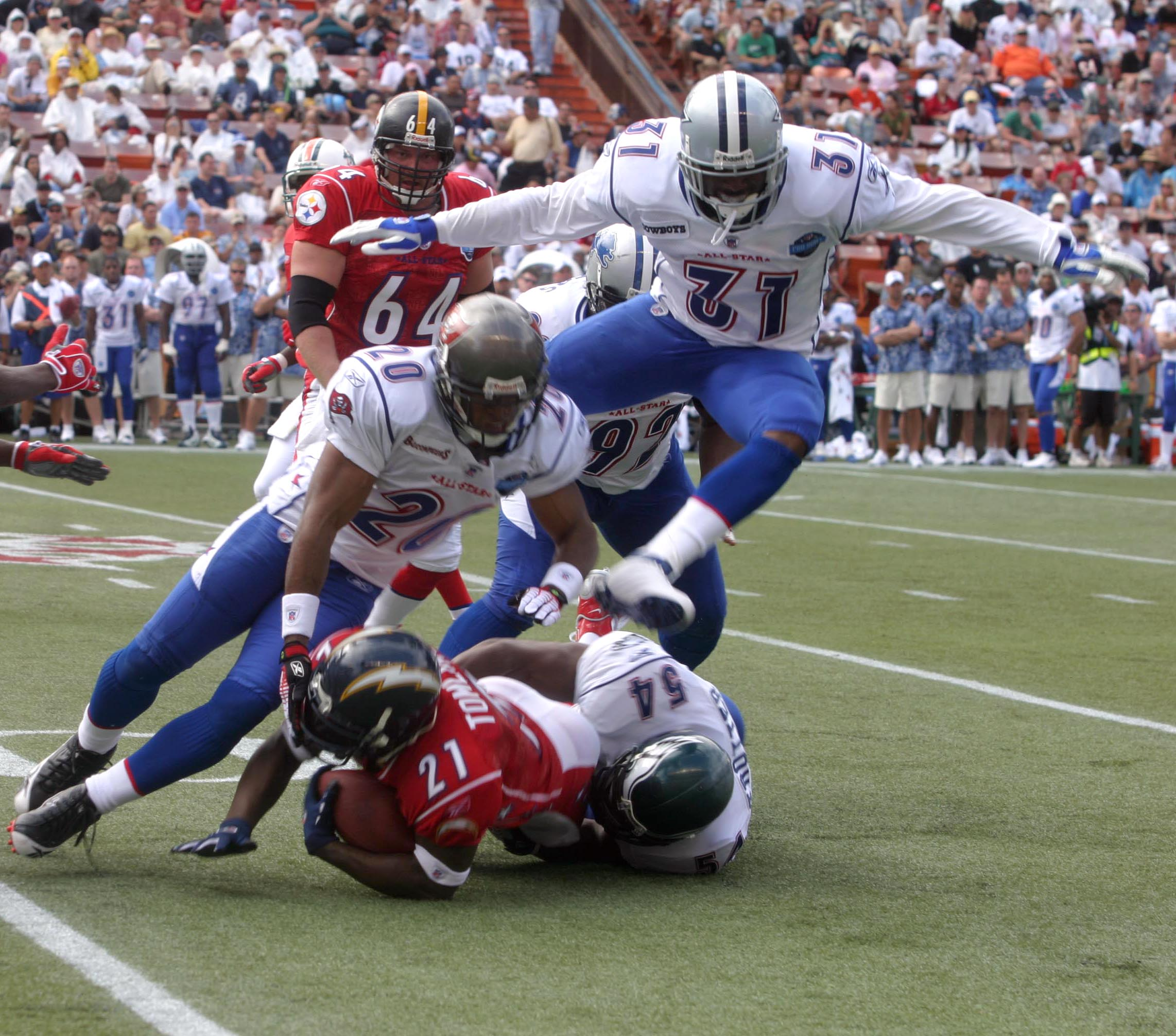
Trận đấu bóng bầu dục Mỹ gồm toàn các ngôi sao được tổ chức hàng năm (2006)

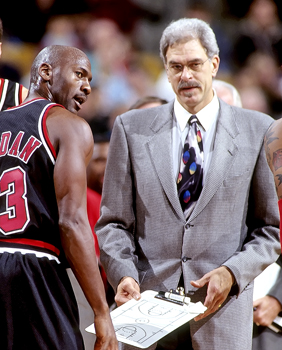
Cầu thủ bóng rổ lừng danh Michael Jordan trong một trận đấu tại NBA

Từ cuối thế kỷ XIX, bóng chày được xem là môn thể thao quốc gia; bóng bầu dục Mỹ, bóng rổ và khúc côn cầu là 3 môn thể thao đồng đội chuyên nghiệp khác của quốc gia. Bóng bầu dục Đại học và Bóng rổ Đại học cũng hấp dẫn nhiều khán giả. Hiện nay, bóng bầu dục, tính theo một số khía cạnh, là môn thể thao có nhiều người xem nhất tại Hoa Kỳ. Giải bóng bầu dục quốc gia (NFL) là giải đấu thể thao có số lượng khán giả trung bình cao nhất trên thế giới và trận đấu tranh Siêu cúp bóng bầu dục Mỹ (Super Bowl) hàng năm nhận được sự quan tâm rất lớn không chỉ ở nước Mỹ, mà cả trên khắp hành tinh. Quyền Anh và đua ngựa trước đây là các môn thể thao cá nhân được nhiều người xem nhất, nhưng nay đã phải nhường chỗ cho golf và đua xe hơi, đặc biệt là Hội Đua xe NASCAR. Mặc dù bóng đá không phải là một môn thể thao chuyên nghiệp hàng đầu tại Hoa Kỳ, nó được giới trẻ và giới tài tử mọi lứa tuổi chơi khắp nơi. Đội tuyển bóng đá nam Hoa Kỳ đã từng tham dự FIFA World Cup 10 lần với thành tích tốt nhất là hạng 3 năm 1930 và vòng tứ kết năm 2002, và vô địch CONCACAF 6 lần vào các năm: 1991, 2002, 2005, 2007, 2013 và 2017, với bên cạnh 1 chức vô địch CONCACAF Nations League vào năm 2021. Đội tuyển bóng đá nữ quốc gia Hoa Kỳ đã 4 lần giành chức vô địch thế giới. Hoa Kỳ là nước chủ nhà World Cup 1994 và sẽ tiếp tục đăng cai giải đấu này vào năm 2026 (đồng chủ nhà với Canada và Mexico). Ngoài các môn kể trên, tennis và các môn thể thao ngoài trời cũng được ưa chuộng.
Đa số các môn thể thao chính của Hoa Kỳ tiến hóa từ các môn tương tự của châu Âu. Tuy nhiên, bóng rổ đã được Tiến sĩ James Naismith sáng tạo tại Springfield, Massachusetts năm 1891, và môn thể thao quen thuộc lacrosse là một môn thể thao của người bản thổ Mỹ, đã có từ trước thời thuộc địa. Về mặt thể thao cá nhân, lướt ván và lướt tuyết là những môn sáng tạo của Mỹ trong thế kỷ XX. Chúng có liên hệ với môn lướt sóng là một môn thể thao của người Hawaii có trước khi tiếp xúc với Tây phương. Đã có 8 lần Thế vận hội được đăng cai ở Hoa Kỳ: 4 thế vận hội mùa hè và 4 thế vận hội mùa đông. Hoa Kỳ sẽ có lần thứ 9 tổ chức một kỳ Thế vận hội vào năm 2028. Tính đến năm 2017, Hoa Kỳ đã đoạt được 2.522 huy chương tổng cộng trong các kỳ Thế vận hội mùa hè, hơn bất cứ quốc gia nào, và 305 trong các kỳ Thế vận hội mùa đông, xếp vị trí thứ hai sau Na Uy . Một số vận động viên Mỹ đã trở thành lừng danh thế giới, đặc biệt là cầu thủ bóng chày Babe Ruth, võ sĩ Muhammad Ali, cầu thủ bóng rổ Michael Jordan, vận động viên quần vợt Pete Sampras và Serena Williams, vận động viên bơi lội Michael Phelps và tay golf Tiger Woods.

## Tiểu bang
Hoa Kỳ là một liên bang gồm 50 tiểu bang. 13 tiểu bang ban đầu là hậu thân của 13 thuộc địa nổi dậy chống sự cai trị của Đế quốc Anh. Đa số các tiểu bang còn lại đã được thành lập từ những lãnh thổ chiếm được qua chiến tranh hoặc được Chính phủ Hoa Kỳ mua lại từ những quốc gia khác. Ngoại trừ Vermont, Texas và Hawaii; mỗi tiểu bang vừa kể xưa kia là một cộng hòa độc lập trước khi gia nhập vào liên bang. Trừ một khoảng thời gian tạm thời các tiểu bang miền nam ly khai trong Nội chiến Hoa Kỳ, con số các tiểu bang của Hoa Kỳ chưa bao giờ bị thu nhỏ lại. Trong lịch sử Hoa Kỳ từ thời mới lập quốc, có 3 tiểu bang được thành lập từ lãnh thổ của các tiểu bang đã tồn tại: Kentucky được tách ra từ Virginia; Tennessee từ Bắc Carolina; và Maine từ Massachusetts. Tây Virginia tự tách ra khỏi Virginia trong Nội chiến Hoa Kỳ nhưng sau đó được sáp nhập trở lại. Ngoài ra, ranh giới giữa các tiểu bang phần lớn là không thay đổi; trừ vài lần chính duy nhất là Maryland và Virginia nhường một phần đất để thành lập Đặc khu Columbia (phần đất của Virginia sau đó được trả lại); một lần nhường đất của Georgia; và việc mở rộng tiểu bang Missouri và Nevada. Hawaii trở thành tiểu bang gần đây nhất gia nhập Liên bang vào ngày 21 tháng 8 năm 1959.
Các tiểu bang bao phủ phần lớn lãnh thổ rộng lớn của Hoa Kỳ; các vùng khác được xem là lãnh thổ không thể bị chia cắt của quốc gia là Đặc khu Columbia, thủ đô của Hoa Kỳ; và Đảo Palmyra, một lãnh thổ chưa hợp nhất của Hoa Kỳ nhưng không có người ở trong Thái Bình Dương. 13 trong 14 lãnh thổ hiện tại của Hoa Kỳ vẫn chưa được hợp nhất chính thức vào Liên bang nên tình trạng chính trị có thể thay đổi trong tương lai (được phép độc lập, trở thành tiểu bang hay vẫn giữ nguyên tình trạng hiện tại). Thí dụ Puerto Rico đã từng được phép tiến hành trưng cầu dân ý để thay đổi tình trạng chính trị của lãnh thổ, nhưng cuối cùng chọn giữ nguyên tình trạng hiện tại.
| Alabama     |
| Alaska      |
| Arizona     |
| Arkansas    |
| California  |
| Colorado    |
| Connecticut |
| Delaware    |
| Florida     |
| Georgia     |

| Hawaii    |
| Idaho     |
| Illinois  |
| Indiana   |
| Iowa      |
| Kansas    |
| Kentucky  |
| Louisiana |
| Maine     |
| Maryland  |

| Massachusetts |
| Michigan      |
| Minnesota     |
| Mississippi   |
| Missouri      |
| Montana       |
| Nebraska      |
| Nevada        |
| New Hampshire |
| New Jersey    |

| New Mexico   |
| New York     |
| Bắc Carolina |
| Bắc Dakota   |
| Ohio         |
| Oklahoma     |
| Oregon       |
| Pennsylvania |
| Đảo Rhode    |
| Nam Carolina |

| Nam Dakota   |
| Tennessee    |
| Texas        |
| Utah         |
| Vermont      |
| Virginia     |
| Washington   |
| Tây Virginia |
| Wisconsin    |
| Wyoming      |

## Những ngày lễ liên bang
Dưới đây là những ngày lễ liên bang tại Hoa Kỳ. Đa số các ngày lễ tại Hoa Kỳ được ấn định theo kiểu ngày trong tuần, khác kiểu ngày trong tháng mà người Việt quen dùng đến. Lấy ngày Lễ Tạ ơn để làm thí dụ thì ngày lễ rơi vào ngày thứ năm lần thứ tư trong tháng 11 (không phải thứ năm cuối cùng của tháng 11, thí dụ năm 2012 có đến 5 ngày thứ năm trong tháng 11). Có nghĩa là vào đầu tháng 11, ta đếm ngày thứ năm lần thứ nhất, ngày thứ năm lần thứ hai, ngày thứ năm lần thứ ba và ngày thứ năm lần thứ tư thì chính là ngày Lễ Tạ ơn.
| Ngày        | Lần       | Tháng    | Tên                                | Tên tiếng Việt                    | Chú giải                                                                   |
| ----------- | --------- | -------- | ---------------------------------- | --------------------------------- | -------------------------------------------------------------------------- |
| 1 tháng 1   | -         | -        | New Year                           | Tết Dương lịch                    | Năm mới theo lịch Gregory                                                  |
| Thứ Hai     | đầu tiên  | Tháng 1  | Martin Luther King, Jr.'s Birthday | Sinh nhật Martin Luther King, Jr. | Một lãnh tụ phong trào dân quyền Mỹ                                        |
| Thứ 2       | thứ ba    | Tháng 2  | Presidents' Day                    | Lễ Tổng thống                     | Tưởng niệm George Washington và Abraham Lincoln.                           |
| Thứ 2       | cuối cùng | Tháng 5  | Memorial Day                       | Lễ Chiến sĩ Trận vong             | Tưởng niệm những quân nhân đã khuất khi đang phục vụ đất nước.             |
| 4 tháng 7   | -         | -        | Independence Day                   | Lễ Độc lập Hoa Kỳ                 | Hoa Kỳ tuyên bố độc lập khỏi Đế quốc Anh                                   |
| Thứ hai     | đầu tiên  | Tháng 9  | Labor Day                          | Lễ Lao động Mỹ                    | Thay thế Lễ Quốc tế Lao động 1 tháng 5                                     |
| 11 tháng 11 | -         | -        | Veterans' Day                      | Lễ Cựu chiến binh                 | Ghi ơn những người cựu chiến binh                                          |
| Thứ 5       | thứ tư    | Tháng 11 | Thanksgiving                       | Lễ Tạ ơn                          | Tạ ơn sau một vụ mùa thu hoạch                                             |
| 25 tháng 12 | -         | -        | Christmas                          | Lễ Giáng Sinh                     | Mừng sinh nhật chúa Giêsu và cũng là lễ thế tục mùa đông đối với mọi người |